# عرب
العَرَب هم مجموعة إثنية من الشعوب السامية تتركَّز أساسًا في الوطن العربي بشقَّيه الآسيوي والإفريقي إضافة إلى الساحل الشرقي لإفريقيا وأقليات في إيران وتركيا وأقليات صغيرة من أحفاد الفاتحين والدعاة في بلدان مثل كازاخستان والهند وباكستان وإندونيسيا وغيرها ودول المهجر، ويسمَّى واحدهم عَرَبيٌّ ويتحدَّد هذا المعنى على خلفيات إمَّا إثنية أو لغوية أو ثقافية. سياسيًا العربي هو كل شخص لغته الأم العربية. وتوجد أقليات عربية بأعداد معتبرة في الأمريكيتين وفي أوروبا وإيران وتركيا.
حسب التقاليد الإبراهيمية ينسب العرب إلى النبي إسماعيل، وحسب بعض الإخباريين والنسابين العرب إلى يعرب، كلا الأمرين لا يمكن إثباتهما من الناحية التاريخية. تاريخياً، أقدم ذكر للفظ عرب يعود لنص آشوري من القرن التاسع قبل الميلاد، وحسب نظرية أكثرية الباحثين فإنَّه يعني أهل البادية، في اللغة الآشورية وعدد من اللغات السامية الأخرى. البادية المقصودة هي بادية الشام في جنوب الهلال الخصيب وامتدادها، لتشمل اللفظة شبه الجزيرة العربية برمتها، والتي دعيت منذ الحقبة الإغريقية باسم العربية (باللاتينية: Arabia)، بمعنى بلاد العرب. النظرية البديلة تقول أنَّ العرب اسم عَلَم للشعب في البدو والحضر لا مضارب القبائل فحسب، بكل الأحوال فإنَّ أقدم مملكة عربية حضرية غير مرتحلة هي مملكة لحيان في القرن الرابع قبل الميلاد وأيضا مملكة كندة في القرن الثاني قبل الميلاد؛ مع الإشارة لكون حضارة اليمن القديم، الزراعية وغير المرتحلة أساسًا قد صنفت بشكل حضارة سامية مستقلة، أو أفرد لها تصنيف فرعي خاص هو عرب الجنوب.(2) خلال الازدهار الفكري في العصر العباسي، والمتأخر زمنيًا عن نشأة المُصطلح، قالت المعاجم أن عربي تعني غير أهل البادية، وأنّ أهل البادية يدعون أعراب.
درج المؤرخون العرب حتى الأيام الراهنة بقسمة تاريخ العرب إلى قسمين، قبل الإسلام والمدعو جاهلية، وبعد الإسلام الذي تمكن فيه العرب من سيادة إمبراطورية واسعة ومزدهرة حضاريًا، خصوصًا في العهد الأموي - سواءً في دمشق أم الأندلس - والعهد العباسي - خصوصًا العهد العباسي الأول وحاضرته بغداد - هذه السيادة أفرزت أنماطًا حضارية غنية، وتمازجت مع الشعوب الأخرى المعتنقة للإسلام، وانتشر الاستعراب في عدة أقاليم أهمها الهلال الخصيب، وشمال ووسط وادي النيل، والمغرب العربي، والأهواز، وبشكل أقل سواحل القرن الأفريقي، وتعرف هذه الأقاليم باسم الوطن العربي، ويعود لمرحلة النهضة العربية في القرن التاسع عشر، بروز ملامح الهوية العربية المعاصرة.

## الأصول

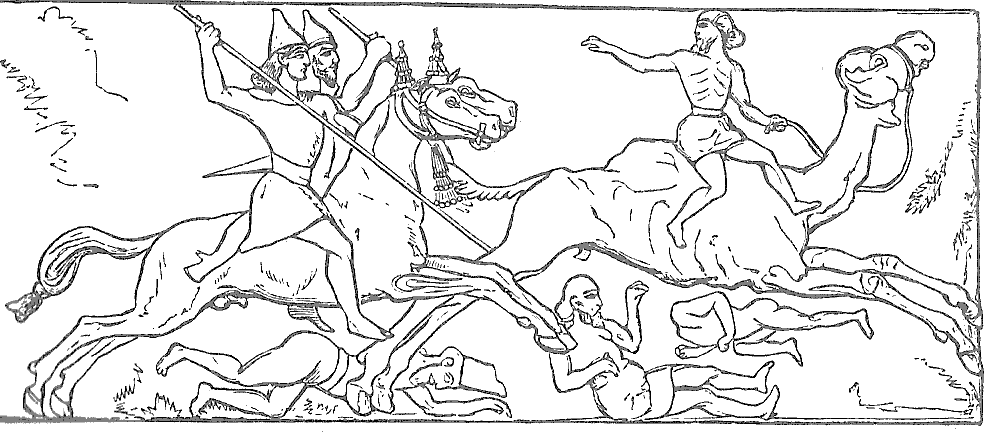
نسخة عن نقش قديم لفرسان آشوريين يُطاردون عرب بدويين.

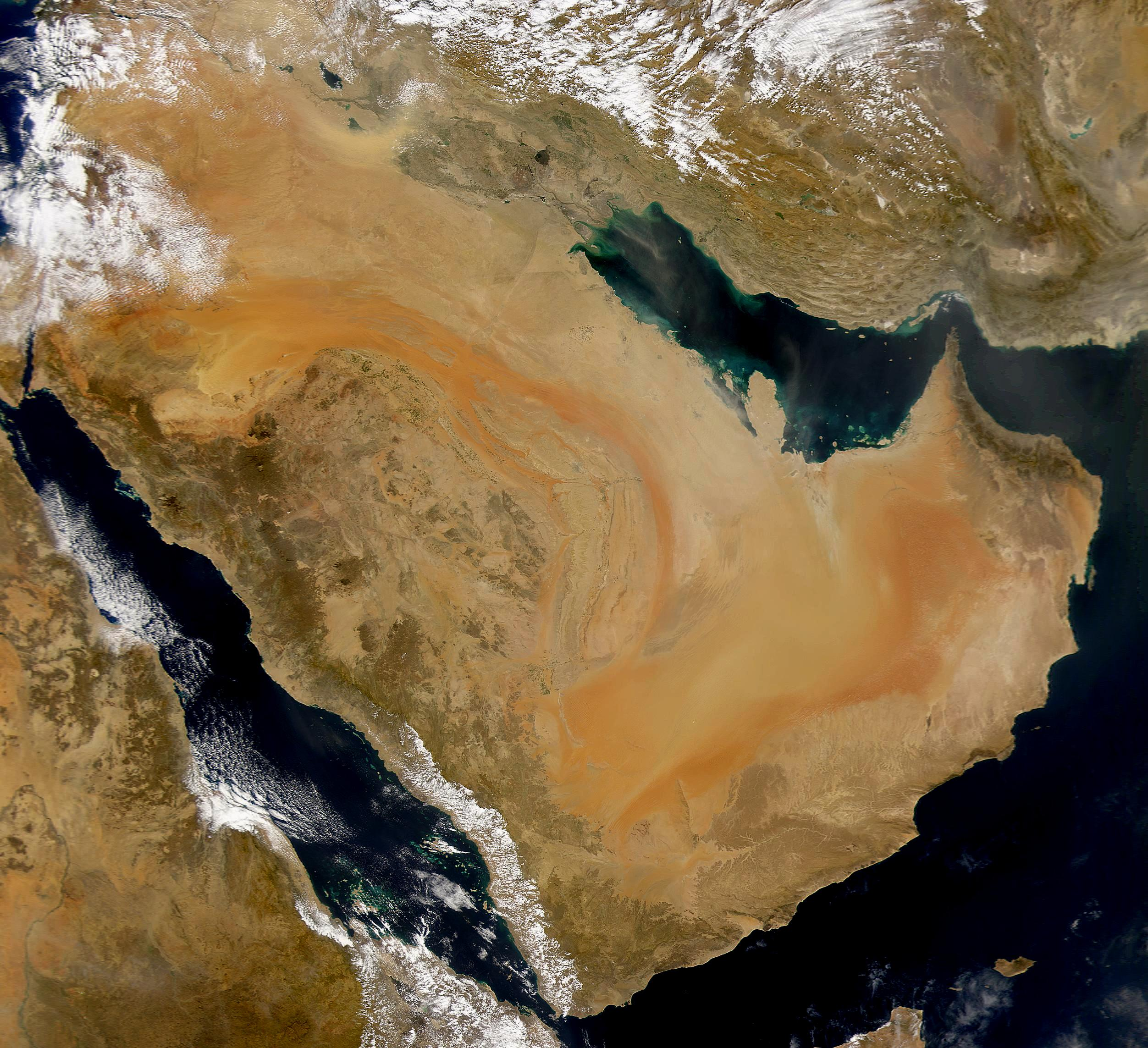
صورة فضائية لشبه الجزيرة العربية، الموطن الأصلي للعرب.

أصول العرب عمومًا ترجع لشبه الجزيرة العربية، ويوجدون اليوم في شبه الجزيرة العربية والشام والعراق ووادي النيل والمغرب العربي عمومًا، وتوجد أقليات عربية في مناطق حدودية ضمت إلى بلدان مجاورة مثل الأحواز وجنوب تركيا (عرب تركيا)، ويوجدون كذلك بأقليات معتبرة في إرتريا وتشاد، وهناك إضافة لذلك أعداد معتبرة من العرب في دول المهجر تمثل في بعض هذه الدول نسبة كبيرة لا سيما أمريكا اللاتينية.
يرى بعض الباحثين أن العرب والساميين عمومًا من الشعوب التي خرجت من شرق شبه الجزيرة العربية وتحديدًا من منطقة حوض الترسيب العربي الكبير قبل أن يصبح خليجًا. بينما تقول دراسات حديثة أخرى أن الساميين نشؤوا في منطقة شرق البحر الأبيض المتوسط حوالي 4,000 ق.م. ومن ثم نزحوا إلى الجزيرة العربية وإثيوبيا لاحقًا.
ويذكر ابن خلدون قوم ثمود وعاد في كتابة «تاريخ ابن خلدون» ما يوحي له بذلك وهو يتكلم عن العرب القدماء فيقول: «إنهم انتقلوا إلى جزيرة العرب من بابل لما زاحمهم فيها بنو حام فسكنوا جزيرة العرب بادية مخيمين ثم كان لكل فرقة منهم ملوك وآطام وقصور..»، ويقول: «فعاد وثمود والعماليق وأُميم وجاسم وعبيل وجديس وطسم هم العرب».

### طبقات العرب

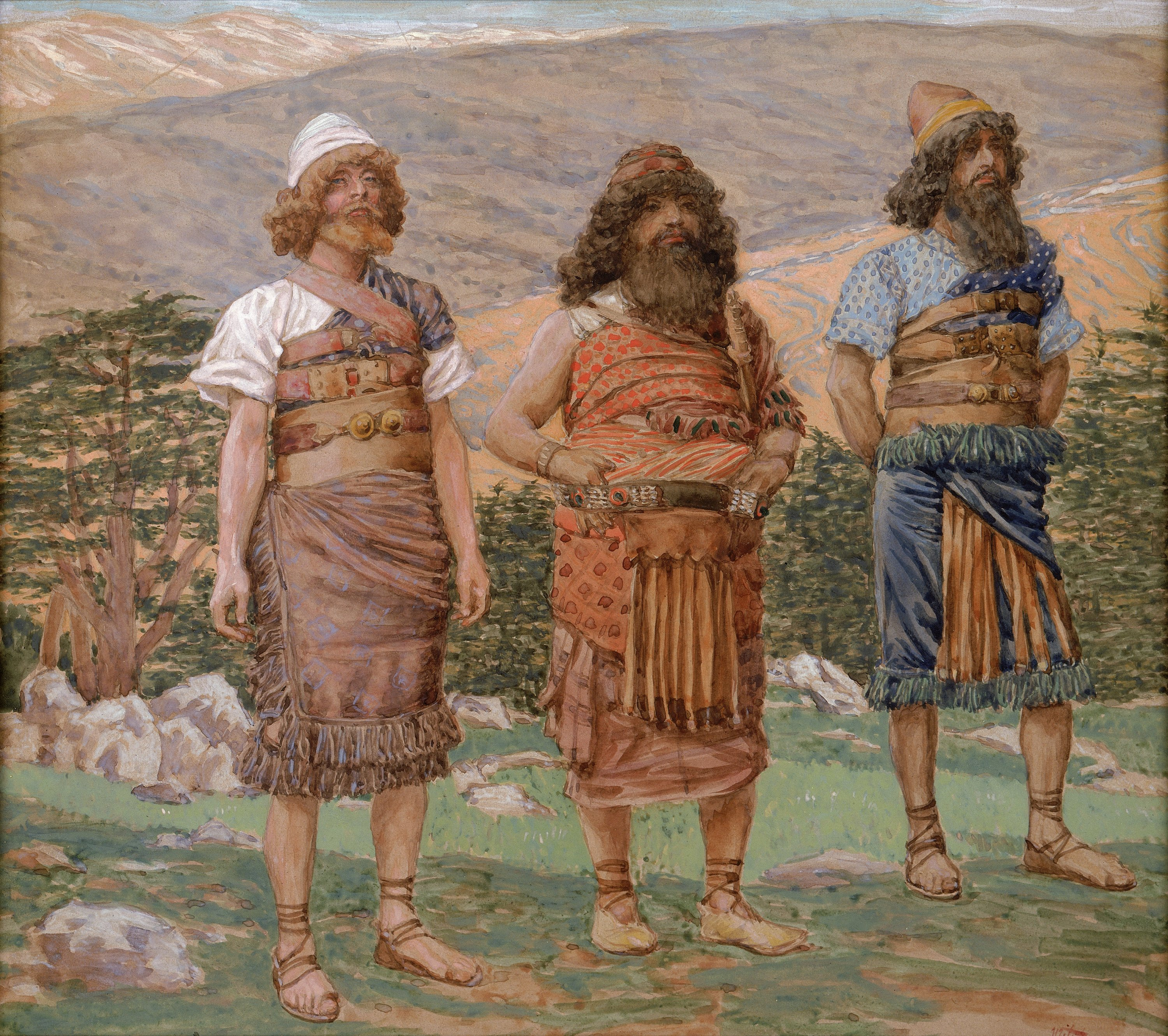
أبناء نوح، من اليمين إلى اليسار: يافث أبو الروم، حام أبو الحبش، وسام أبو العرب، في لوحة فنية لجيمس تيسو.

هناك اختلافات بين النسابة العرب حول تقسيم العرب لبائدة وعاربة ومتعربة ومستعربة ومن تحدث اللغة العربية أولاً، صنّف الإخباريُّون الشعوب العربية لعدة طبقات: عرب بائدة وعرب عاربة وعرب متعربة وعرب مستعربة. ويُعنون بالبائدة، القبائل العربية القديمة التي كانت تعيش في شبه الجزيرة العربية ثم انقرضت قبل الإسلام كقوم عاد وثمود. ويُطلقون اسم «العاربة» على السبئيين والعرب الجنوبيين بمعنى الرساخين في العروبة وهم يعتبرون مادة العرب وأقدم الطبقات، ويطلقون اسم «المستعربة» على العدنانيين والقيداريين الإسماعيليين وهم أوّل من تكلّم بالعربية، ويطلقون اسم المتعربة على العرب الذين يتحدثون اللغة العربية وهم ذوي أصول غير عربية. نقل النسابة العرب عن الكتب اليهودية فجعلوا يقشان/يقطان/قحطان جد لسبأ وجعلوا معد بن عدنان حفيد لقيدار بن إسماعيل بن إبراهيم وحصروا نسب جميع العرب في ذرية شخصان سبأ ومعد. رغم ان السبئيين لم يكونوا ينسبون أنفسهم إلى قحطان قبل الإسلام بل إلى سبأ، وبقوا بعد الإسلام يفضلون اتخاذ لقب «السبئي» رغم انتسابهم إلى قبائل همدانية ومذحجية وحميرية وكندية وازدية في القرنين الأول والثاني الهجري، ظهرت شخصية قحطان بن هود في كتب الروائيين العرب في القرن الثاني الهجري، بالنقوش ظهر «قحط» أو «قحطن» كمكان وقبيلة حديثة في مملكة كندة حيث ورد في النقش (معاوية بن ربيعة ال (ثور) القحطني ملك قحطن ومذحج). وقد ذكرت قبيلة معد في نقوش المسند ونقوش اللخميين المناذرة. وكان المعينيون يطلقون على أنفسهم اسم هود، كان الحميريون قبائل سبئية تقطن في ظفار يريم لهم لهجة وديانة مختلفة عن بقية السبئيين.
صنّف معظم علماء الأنساب والإخباريين الشعوب العربية في طبقتين: بائدة وباقية. ويُعنون بالبائدة، القبائل العربية القديمة التي كانت تعيش في شبه الجزيرة العربية ثم بادت قبل الإسلام، وانقرضت أخبارها بفعل عاملين: الأوّل هو تغيّر المعالم الطبيعية الناتج عن الرمل الزاحف الذي طغى على العمران القديم في أواسط شبه الجزيرة العربية وفي الأحقاف في الجنوب. أما الثاني فهو ثورات البراكين وما ترتّب عليها من تدمير المدن. ويُطلق على هذه الطبقة اسم «العاربة» إما بمعنى الرساخة في العروبية أو المبتدعة لها بما أنها كانت أوّل أجيالها، وتُسمّى بالبائدة أيضًا بمعنى الهالكة؛ لأنه لم يبق على وجه الأرض أحد من نسلها، وهي تعتبر مادة العرب وأرومتها، وأقدم طبقاتها وأوّل من تكلّم بالعربية، وقبائلها هي: عاد، وثمود، وعمليق، وطسم، وجديس، وأُميم، وجاسم. وقد يُضاف إليهم أحيانًا: عبيل، وجرهم الأولى، ودبار، ويرجعون بنسبهم إلى سام بن نوح.
وأمّا العرب الباقية الذين يُسمون أيضًا بالمتعربة والمستعربة، فهم بنو يعرب بن قحطان، وبنو معد بن عدنان بن أد، الذين أخذوا اللغة العربية عن العرب البائدة. وقد تعرّب قحطان وجماعته عندما نزلوا اليمن، واختلطوا بالناس هناك، وفي رواية بأن يعرب كان يتكلّم السريانية، فانعدل لسانه إلى العربية، فتعرّب. وهؤلاء يُعتبرون العرب الباقين الذين يُشكلون جمهرة العرب بعد هلاك الطبقة الأولى، وهم الذين كُتب لهم البقاء، وينتمي إليهم كل العرب الصرحاء عند ظهور الإسلام، ويرجعون بنسبهم إلى سام بن نوح.
وهناك تقسيم آخر يُصنّف العرب في ثلاث طبقات: العرب البائدة، والعرب العاربة، والعرب المستعربة، ويُطلق على الطبقتين الأخيرتين اسم «العرب الباقية». فالعرب العاربة هم الذين انحدروا من نسل قحطان أو يقطان، كما ورد في العهد القديم، وهو أوّل من تكلّم بالعربية، وهم يُعتبرون العرب ذوي الأصالة والقِدم. وهؤلاء هم القحطانية من حمير وأهل اليمن وفروعها الذين يمثلون أهل جنوب بلاد العرب، في مقابل العرب المستعربة، وهم المعديون الذين انحدروا من ولد معد بن عدنان بن أد، وسكنوا نجد والحجاز والشمال، وينحدرون من إسماعيل بن إبراهيم، ولم يكونوا عربًا فاستعربوا، وسُموا بالمستعربة؛ لأن إسماعيل عندما نزل مكة كان يتكلم العبرانية أو الآرامية أو الكلدانية، فلمّا صاهر اليمنية تعلّم لغتهم العربية. ويُقسم ابن خلدون العرب إلى أربع طبقات متعاقبة في المدى الزمني: العرب العاربة وهم البائدة، ثم العرب المستعربة وهم القحطانية، ثم العرب التابعة لهم من عدنان والأوس والخزرج والغساسنة والمناذرة، ثم العرب المستعجمة وهم الذين دخلوا في نفوذ الدولة الإسلامية.
والواقع أن هذا التقسيم بين العرب العاربة والعرب المستعربة مردّه ما ورد في العهد القديم، وقد نهل منه من عُني بأخبار بدء الخلق، ثم اتفق النسابون والإخباريون على تقسيم العرب من حيث النسب إلى قسمين: سبئية قحطانية، منازلهم الأولى في اليمن، وعدنانية إسماعيلية، منازلهم الأولى في الحجاز. بالمقابل لم يُفرّق القرآن بين العرب في طبقاتهم، ويشير إلى أنهم ينحدرون من جد واحد هو إسماعيل بن إبراهيم: ﴿وَجَاهِدُوا فِي اللَّهِ حَقَّ جِهَادِهِ هُوَ اجْتَبَاكُمْ وَمَا جَعَلَ عَلَيْكُمْ فِي الدِّينِ مِنْ حَرَجٍ مِّلَّةَ أَبِيكُمْ إِبْرَاهِيمَ﴾. كذلك لم يرد في الشعر الجاهلي ما يُشير إلى تقسيم العرب إلى قحطانية وعدنانية سوى أبيات قيلت في التفاخر بقحطان أو بعدنان، ثم أن هذا الشعر لا يرقى إلى عصر الجاهلية الأولى؛ لأن معظمه قيل قبيل الإسلام، كما أن علماء الأجناس لم يلاحظوا فروقًا جثمانية بين القحطانيين والعدنانيين. ولم يظهر هذا الانقسام في حياة النبي محمد ولا أثناء عصر صدر الإسلام وعهد الخلفاء الراشدين، وإنما برز في العصر الأموي من واقع النزاع الحزبي وبعد شيوع نظرية العهد القديم في الأنساب واستناد النسابين في رواياتهم إلى أهل الكتاب، والراجح أن أصل العداء مرده إلى النزاع الطبيعي بين البداوة والحضارة.

## أصل التسمية
ورد لفظ عربي، عرابي، اعراب، عريبي، عريبو، عربايا في النصوص المسامرية وكانت الكلمة تعني البدو، وكان السبئيون واليمنيون القدماء في اليمن يسمون البدو السبئيين باسم (اعرب سبا) أما العرب كانوا يسمونهم (عربن)، وكانت شبة الجزيرة العربية تسمى ماط عربي (ارض العرب) في النصوص المسامرية من نص الملك الآشوري شلم نصر الثالث (858-824 ق.م).

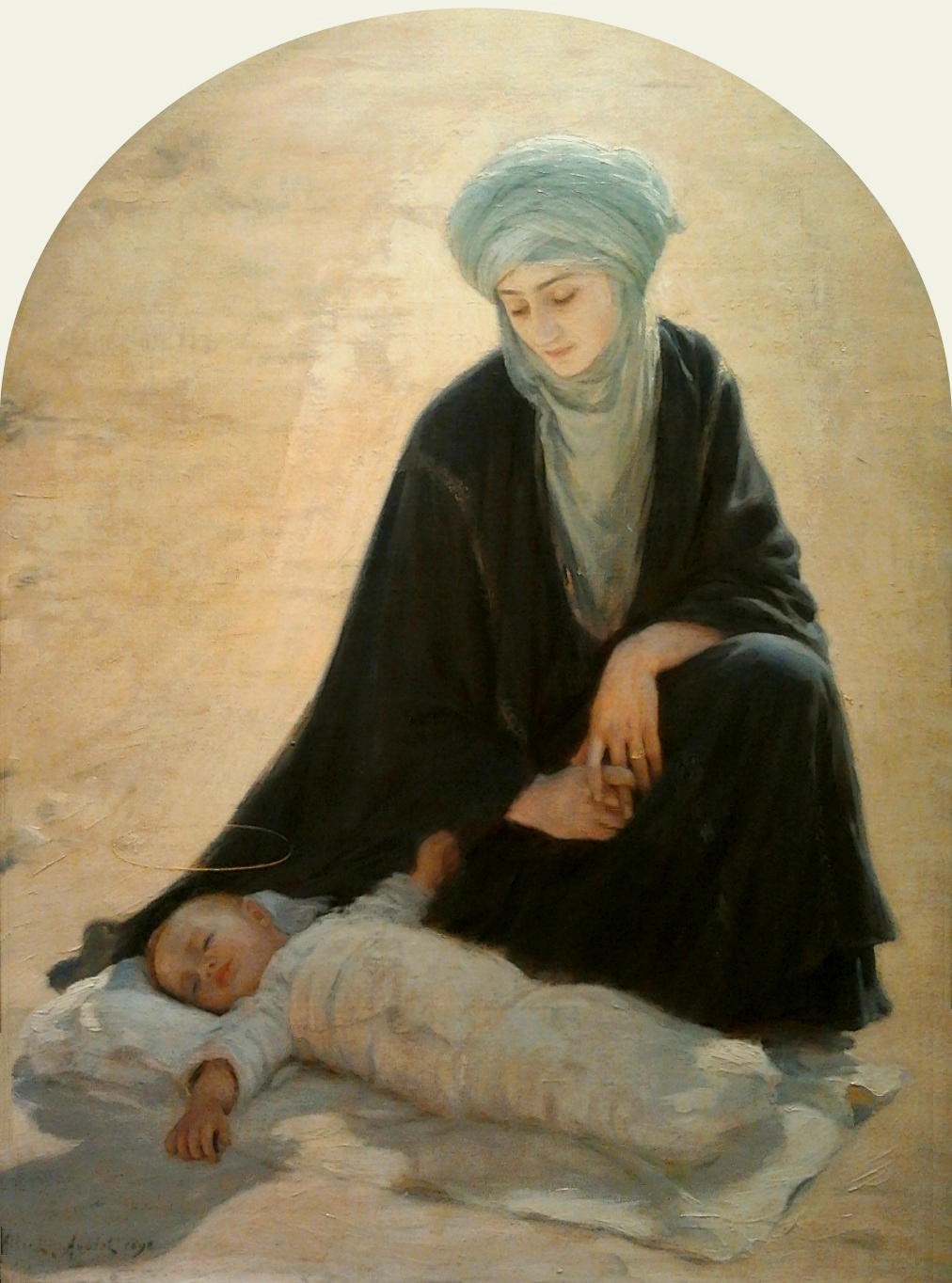
رسم تخيلي للنبي إسماعيل وامه هاجر بعد أن خرجا إلى الصحراء. يعتبر العرب والمؤرخون القدماء أن إسماعيل هو أوّل من تكلّم بالعربية الخالصة، عندما بلغ أشدّه. بريشة «ألبرت أوبليت» 1898م.

المقصود بالعرب سكّان المنطقة الواسعة الذين أعطوها اسمهم فصارت تُعرف ببلاد العرب، واختلف علماء اللغة في مدلول هذه الكلمة الاصطلاحي من حيث اللفظ ومصدر الاشتقاق، وعلى الرغم من كثرة التفسيرات اللغوية، فإن أبرزها ما يلي:
- قال ابن تيمية «واسم العرب في الأصل كان اسمًا لقوم جمعوا ثلاثة أوصاف: أحدها: أن لسانهم كان اللغة العربية. الثاني: أنهم كانوا من أولاد العرب. الثالث: أن مساكنهم كانت أرض العرب، وهي: جزيرة العرب».[47][48][49]
- التزم الكُتّاب العرب الأوائل عند دراستهم تفسير كلمة «عرب»، بمنهجهم التقليدي في علم الأنساب، فالعربية منسوبة إلى يعرب بن قحطان، مشتقة من اسمه، فهو أوّل من أعرب في لسانه، وتكلّم بهذا اللسان العربي،[50] وتعلّمها إخوته وبنو عمومته منه، وكانوا قد تركوا بابل ليقيموا بجواره في اليمن، وهؤلاء هم القحطانيون. ويذكر العدنانيون أن أوّل من تكلّم بالعربية الخالصة، الحجازية التي أنزل عليها القرآن، هو النبي إسماعيل بن إبراهيم، وكان عمره آنذاك أربع عشر سنة، وهو جدّ العرب المستعربة.[51]
- إن كلمة «عرب» مشتقة من الفعل "يُعرب"؛ أي: يُفصح في الحديث، وأصبحت تدل على العرب كجنس لفصاحتهم في اللسان، فيُقال: رجلٌ معرّب إذا كان فصيحًا، ورجل عربي اللسان إذا كان فصيحًا.[52]
- سُمي العرب عربًا نسبة إلى بلدهم «العربات»، وعربة هي مكة، وباحة العرب، ودار أبي الفصاحة إسماعيل بن إبراهيم. وقال الكُتّاب: «وأقامت قريش بعربة فتنخّت بها، وانتشر سائر العرب في جزيرتها، فنُسبوا كلهم إلى عربة؛ لأن أباهم إسماعيل بن إبراهيم، نشأ وربّى أولاده فيها، فكثروا، فلمّا لم تحتملهم البلاد انتشروا، وأقامت قريش بها».[52]
- إن كلمة «عرب» مُشتقة من أصل سامي قديم بمعنى «الغرب». فقد أطلق سكّان بلاد ما بين النهرين اسم "عريبي" على الأقوام الذين كانوا يقيمون في البادية الواقعة إلى الغرب من بلادهم،[53] وهي بادية العراق والمسماة بهذا الاسم.[54]

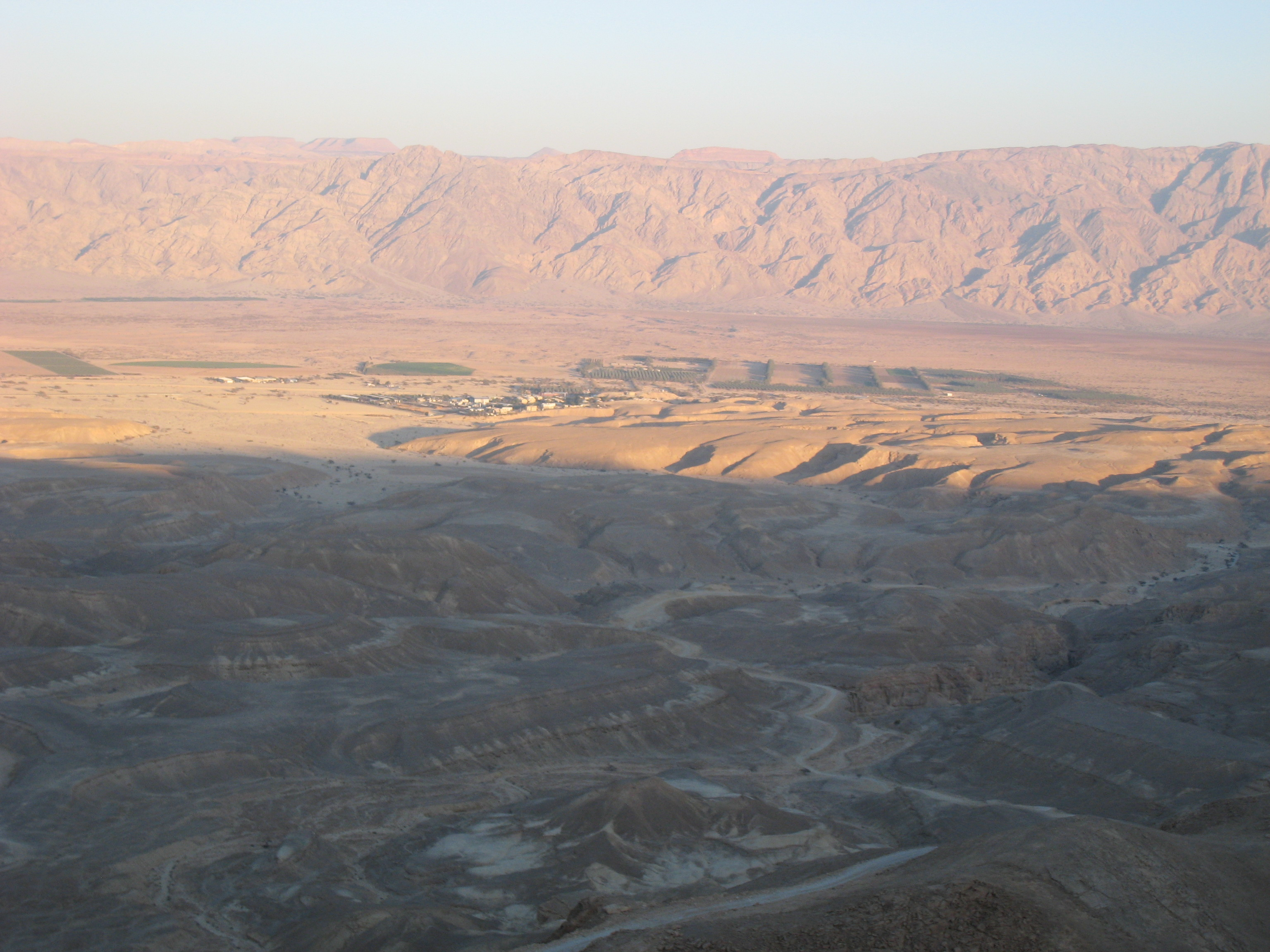
وادي العربة، أحد الأماكن التي يُحتمل أن تكون قد أعطت اسمها للعرب.

- يرى بعض الباحثين المحدثين أن كلمة «عرب» مشتقة من الكلمات العبرية التالية ذات الصلة بالبداوة والبادية:[55] "أرابا"، وتعني الأرض الداكنة،[54] أي المغطاة بالكلأ، ويُشير هذا المعنى إلى حالة اجتماعية قائمة على التنقل والترحال وراء موارد العشب.[56] "إرب"، ومعناها الحريّة وعدم الخضوع لنظام ما،[54] وهذه من صفات البدو. "عابار"، بمعنى التنقل من مكان إلى آخر،[54] وقد ارتبط هذا المعنى بالبداوة من واقع أن العرب أنفسهم استعملوا هذه اللفظة ليميزوا البدو من سكان المدن والقرى الناطقين بالعربية. "عرابة"، بمعنى الجفاف والصحراء،[54] ومنها تسمية وادي العربة الممتد من البحر الميت إلى خليج العقبة.[57]

وتتبّع المستشرقون وعلماء التوراة المحدثون، تاريخ هذه اللفظة ومدلولها في اللغات الساميّة القديمة، ووجدوا أن أقدم نص وردت فيه كلمة «عرب» هو نص آشوري يرجع إلى عام 853 ق.م، إذ ورد في نص للملك شلمنصّر الثالث أشار فيه إلى أحد زعماء الثوّار الذين تغلّب عليهم واسمه «جنديبو العريبي»، الذي تحالف مع ناصر بيرابدري الدمشقي ضده في معركة قرقور.(3) وقد اتخذت اللفظة عندهم معنى البداوة وإمارة أو مشيخة، كانت تحكم في البادية المتاخمة للحدود الآشورية من قِبل أمير يُدعى «جنديبو»؛ أي: جندب. ووردت في الكتابات البابلية كلمة "ماتوعرابي"، ومعناها: أرض العرب، وكانت تحفل بالأعراب. وظهرت للمرة الأولى في عام 530 ق.م لفظة «عرباية» في نص فارسي مكتوب باللغة الأخمينية، في نقش بهستون للشاه دارا الأول الكبير، وقصد الفرس بها البادية الفاصلة بين العراق والشام بما فيها شبه جزيرة سيناء. واقتبس العبرانيون كلمة «عرب» من الآشوريين والبابليين واستعملوها بالمعنى نفسه؛ أي: القفر والجفاف، ووردت لفظة «عربية» و«عربة» وبلاد العرب في العهد القديم بمعنى البداوة والقفر: ولا تعمر إلى جيل فجيل ولا يضرب أعرابي فيها خيمة.أشعياء 20/13]
وذكرت التوراة الأقسام الشمالية من شبه الجزيرة العربية، أكثر من الأقسام الجنوبية، وكانت كلمة «أعرابي» تعني لليهود: سكّان القفار المتنقلين أكثر مما تعني سكّان المراعي الذين يتحضّرون ويستقرون، وبخاصة المتنقلين منهم قرب الهلال الخصيب. ومما يؤيد هذه التفسيرات ورود كلمة هاعرابة في العبرية، ويُراد بها وادي العربة الممتد من شمالي البحر الميت أو بحر الجليل إلى خليج العقبة، وتعني هذه اللفظة بالعبرية: القفر والجفاف، وحافة الصحراء، والأرض المحروقة؛ أي: معاني ذات صلة بالبداوة والبادية، وأطلق العرب على هذه المنطقة اسم العربة وتقيم فيها قبائل بدوية شملتها هذه اللفظة. وفرّق العبرانيون في التسمية بين الحضر والبدو، إذ عندما يذكرون الحضر يسمونهم بأسماء قبائلهم أو بأسماء المواضع التي ينزلون فيها. أما تعميم كلمة عرب على سكّان شبه الجزيرة العربية فقد جاء متأخرًا على أثر احتكاك العبرانيين بالقبائل التي كانت تقيم في البادية.
ووردت كلمة «عرب» عند الكتّاب الإغريق منذ أواخر القرن السادس قبل الميلاد، وأوّل من ذكرها أخيلوس (525-456 ق.م) في معرض كلامه على جيش الملك الفارسي خشایارشا الأول، حيث أشار إلى اشتراك قائد عربي في هذا الجيش، كان مشهورًا في قومه، ثم ذكرها الملك حيرود الكبير في منتصف القرن الخامس قبل الميلاد، وقد أطلق كلمة العربية على البادية وشبه الجزيرة العربية كلها بما فيها صحراء سيناء والأراضي الواقعة إلى الشرق من نهر النيل. وأضحى هذا اللفظ شائعًا بعد ذلك عند جميع الكتّاب الإغريق والرومان، وصارت كلمة العربية عَلَمًا على الأراضي المأهولة بالعرب والتي تغلب عليها الطبيعة الصحراوية، وكلمة عربي عَلَمًا على الشخص الذي يقيم في تلك الأراضي من بدو وحضر. ولم ترد هذه الكلمة في المصادر العربية الأثرية إلا متأخرة، فقد ورد اسم العرب في نص عربي شمالي يعود تاريخه إلى عام 328م، نُقش على شاهد قبر خاص بامرئ القيس بن عمرو ملك الحيرة، كما وردت كلمة «أعرب» في نص جنوبي بمعنى «أعراب»، ولم يُقصد بها قومية، أي علم لهذا الجنس المعروف الذي يشمل كل سكّان بلاد العرب من بدو وحضر، وذلك بفعل أن أهل المدن والمتحضرين كانوا يُعرفون بمدنهم أو بقبائلهم، وكانت مستقرة في الغالب.

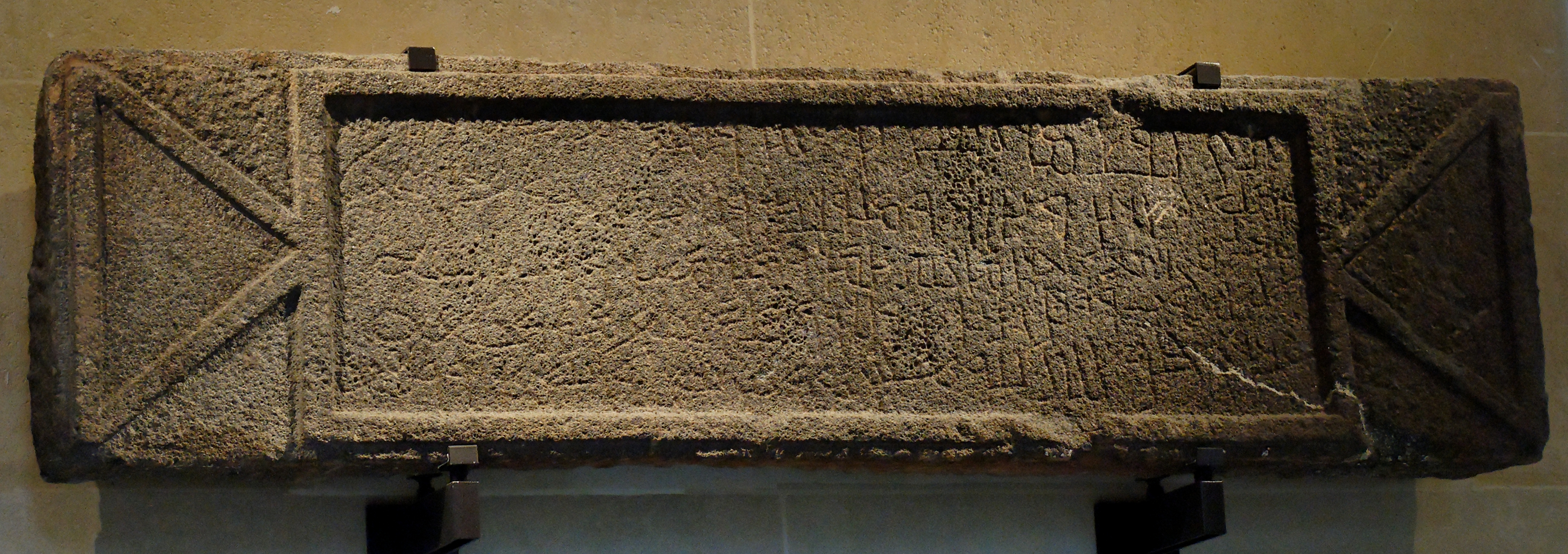
نقش النمارة، هو شاهد قبر امرئ القيس بن عمرو ملك الحيرة يصف فيه نفسه بأنه «ملك العرب»:.

عرف اليونان واللاتين والأوروبيون في العصر الحديث، العرب باسم "السراسنة" أو "ساراسين"، وأطلقوه على قبائل عربية كانت تقيم في بادية الشام وسيناء وفي الصحراء المتصلة بأدوم. واختلف العلماء لدى البحث في أصل التسمية، فقال بعضهم أنها مشتقة من «سرق»، فهي «السراقين» أو «السارقين» بمعنى اللصوص، ويُراد بهم بدو الصحراء نظرًا لكثرة غزوهم، أو من «شرق»، ويُراد بها الأرض التي تقع شرقي النبط، أو من «شرقو»، وتعني «سكّان الصحراء». وسمّى الروم البيزنطيون العرب «ساراقينوس» بمعنى «عبيد سارة»، ضغنًا منهم على هاجر وابنها إسماعيل بفعل أنها كانت أمة لسارة، على الرغم من إنكار الإمبراطور البيزنطي نقفور فوقاس ذلك. ويوضح بطليموس في جغرافيته هذه التسمية إذ يُطلق اسم «السركنوا» على إقليم «الثاديتاي» وهي المنطقة الواقعة جنوبي الإقليم الذي تنزل فيه قبيلة طيء بين منطقة الشراة وصحراء النفوذ. واستنادًا إلى هذا التوضيح يصبح إقليم السركنوا واقعًا في النصف الشمالي الغربي من المنطقة التي تُعرف في الوقت الحاضر باسم شُمّر، وكان هذا الاسم يُطلق على جميع البدو من العرب الذين يسكنون مملكة الأنباط في البادية العربية. عرف السريان العرب باسم «طيايي» (ܛܝܝܐ) نسبة إلى طيء، أكبر تحالف قبلي عربي في الصحراء السورية وبادية الموصل قبل وصول الغساسنة. وانتقلت التسمية إلى الفهلوية ("𐭲𐭠𐭰𐭩𐭪" ومنها الفارسية الحديثة «تازی») والسنسكريتية وأصبحت مرادفة للشعوب غير المستقرة مثل الطاجيك.

## الهوية
لا تعد الهوية العربية هوية دينية إسلامية، فهي ترجع إلى ما قبل ظهور الإسلام، وشهدت تاريخيًا ظهور ممالك مسيحية عربية ووجود قبائل يهودية عربية. ومع ذلك، فاليوم يعد معظم العرب مسلمون، مع وجود أقليات من ديانات أخرى، أغلبها مسيحية، حيث يشكل المسلمون السنّة والشيعة والإسماعيلية معظم العرب الآن، في وجود نسبة تتراوح بين 7.1 و10% من العرب الذين يعتنقون المسيحية.
يمثل المسلمون الناطقون بغير اللغة العربية حوالي 80% من تعداد المسلمين حول العالم، إلا أنهم ليسوا جزءً من العالم العربي، ولكن يشغلون حيزًا جغرافيًا أكبر وهو العالم الإسلامي.
تعد اللغة العربية - السمة المشتركة الرئيسية بين العرب - إحدى اللغات السامية الناشئة في الجزيرة العربية، ومنها انتشرت إلى مجموعة متنوعة من الشعوب في معظم أنحاء غرب آسيا وشمال أفريقيا، مما أدى إلى اندماجهم ثقافيًا ومذهبيًا كعرب. كما يعد التعريب تحولاً ثقافيًا لغويًا، تزامن في كثير من الأحيان، ولكن ليس دائمًا، مع انتشار الإسلام.
مع ظهور الإسلام في القرن السابع الميلادي، ولأنها لغة القرآن، أصبحت اللغة العربية اللغة المشتركة عبر الشرق الأوسط، بعد انتشار الإسلام عن طريق الفتوحات الإسلامية والتواصل الثقافي.

خريطة توضح الدول التي تمثل فيها اللغة العربية اللغة الرسمية الوحيدة (باللون الأخضر) والتي تمثل فيها العربية إحدى اللغات الرسمية أو الوطنية (باللون الأزرق).

خريطة توضيحية تظهر انتشار المورثة هاپلوغروپ J وفق النسب.

لم تنتشر الثقافة واللغة العربية بتوسع إلا مع العصر الذهبي للإسلام، فقد انتشرتا أول مرة في غرب آسيا في القرن الثاني الميلادي، بعد أن هاجرت القبائل العربية المسيحية مثل الغساسنة والمناذرة وبنو جذام من الجزيرة العربية شمالاً إلى بادية الشام والعراق وبلاد الشام.
في العصر الحديث، يُحدد العربي وفقًا لمعيار أو أكثر من المعايير الثلاثة التالية بأنه:
- نسبًا: الشخص الذي يمكن إثبات نسبه إلى إحدى القبائل العربية - السكان الأصليين للجزيرة العربية وبادية الشام. كان هذا التعريف هو المستخدم عند علماء العصور الوسطى كابن خلدون، ولكن قلّ الاعتماد على هذا التعريف بمرور الوقت، بعد أن فقد ذوي الأصول العربية صلاتهم مع أسلافهم في الوطن الأم. على الرغم من أنه يمكن استخدام اختبارات الحمض النووي في العصر الحديث لإثبات الانتساب إلى الأصول العربية. فعلى سبيل المثال، وجد أن تردد المورثة العربية (هاپلوغروپ J1) ينهار فجأة عند حدود البلدان الناطقة بالعربية.[75]
- لغويًا: الشخص الذي تمثل اللغة العربية لغته الأولى، بما في ذلك لهجاتها. يشمل هذا التعريف أكثر من 300 مليون نسمة، وهو المعيار الذي ترفضه بعض الجماعات ذات الأصول غير العربية، كتعريف المصريين أنفسهم في مطلع القرن العشرين.[76][77]
- سياسيًا: وفقًا للقومية الحديثة، العربي هو المواطن في أي بلد تمثل اللغة العربية إحدى لغاتها الوطنية أو الرسمية، أو هو مواطن أي دولة عضوة في جامعة الدول العربية، والتي تضم الدول التي تعد اللغة العربية لغتها الرسمية الحكومية، حتى لو لم تكن لغة غالبية السكان، وهو التعريف الذي يشمل أكثر من 350 مليون نسمة. قد يكون أيضًا التعريف الأكثر إثارة للجدل، لأنه التعريف الأكثر بساطة. إلا أنه يستبعد بالكامل العرب المغتربين خارج العالم العربي، ويشمل الأشخاص الذين لا يُعرّفون أنفسهم كعرب.

تختلف الأهمية النسبية لهذه العوامل الثلاثة عند المجموعات المختلفة وكثيرًا ما كانت محل نزاع. وأحيانًا ما تم الجمع بين بعض الجوانب من كل تعريف، كما فعل الفلسطيني حبيب حسن توما، الذي عرّف العربي بالمعنى الحديث للكلمة، بأنه «مواطن الدولة العربية الذي يجيد اللغة العربية، ويمتلك المعرفة الأساسية للتقاليد العربية، والتي تشمل الأخلاق والعادات والنظم السياسية والاجتماعية للثقافة»، وهو التعريف الذي يعتقد فيه معظم الناس الذين يعتبرون أنفسهم عرب، بغض النظر عن التعريفات السياسية واللغوية.
يعتبر القليل من الناس أنفسهم عربًا وفقًا للتعريف السياسي، بالرغم من أن اللغة العربية ليست لغتهم الأولى أو الأساسية، وهو ما يرفضه الأكراد والأمازيغ. بعض الأقليات الدينية داخل غرب آسيا وشمال أفريقيا والذين يتحدثون اللغة العربية أو أي من لهجاتها باعتبارها لغة مجتمعهم الأولى، قد لا يدرجون أنفسهم تحت الهوية العربية، وأبرزهم الآشوريون والمجتمعات المسيحية السريانية الأخرى وأقباط المهجر.
وتعرّف جامعة الدول العربية، وهي منظمة إقليمية للبلدان التي تمثل العالم العربي، العربي على النحو التالي:
| عرب | العربي هو الشخص الذي لغته هي اللغة العربية، ويعيش في بلد ناطق بالعربية، وله نفس تطلعات الشعوب الناطقة بالعربية. | عرب |

ووفق معتقدات العرب فهم يقسمون أنفسهم إلى «عرب عاربة» ينحدرون من جدهم الأكبر قحطان و«عرب بائدة» المذكورين في القرآن الكريم بأنهم بادوا عاقبًا لهم كفرهم، و«عرب مستعربة» وجدهم الأكبر عدنان.
يرى بعض العلماء أنه من غير المؤكد ما إذا كان هذا التمييز يمثّل فرقًا حقيقيًا بين المجموعتين، لكن من المؤكد أنه كان هناك اعتقاد قوي بوجود هذا الفرق في العصور الإسلامية المبكرة. حتى أنه في الأندلس كان هناك عداوة بين القبائل القيسية الشمالية والقبائل الكلبية الجنوبية، اللذين كانا يتواصلان بلغة حمير وفقًا للهمداني، وهي لهجة شمالية عربية استخدمت في الجنوب، متأثرة باللغة العربية الجنوبية القديمة.
ومع الفتوحات الإسلامية في القرنين السابع والثامن الميلاديين، أسس العرب إمبراطورية عربية (تحت حكم الخلفاء الراشدين والأمويين، ثم العباسيين) امتدت من الحدود الجنوبية لفرنسا غربًا إلى حدود الصين شرقًا، ومن آسيا الصغرى شمالاً إلى السودان جنوبًا، لذا كانت واحدة من أكبر الإمبراطوريات اتساعًا في التاريخ. وقد نشر العرب الإسلام والثقافة والعلوم واللغة العربية في معظم هذه المناطق، عن طريق التحول الديني والاستيعاب الثقافي.

## الانتشار

### في الوطن العربي
يمتد الوطن العربي جغرافيًا من المحيط الأطلسي غربًا حيث يقع المغرب العربي إلى بحر العرب شرقًا، شاملاً الدول التي تُتخذ العربية كلغة رسمية فيها، والتي تنضوي تحت عضوية جامعة الدول العربية. يصل عدد هذه الدول إلى 22 دولة، مصر أكثرها سكانًا، والبحرين أقلها. يُشكل العرب الأقحاح أغلبية سكّان هذه الدول، التي تقطنها أيضًا بعض الشعوب غير العربية، يُظهر القالب في الأسفل نسبة العرب من سكّان الدول التي تمثل العربية إحدى المكونات اللغوية بها، شاملًا الأشخاص الذين يُعرفون أنفسهم بأنهم عرب من الناحية الوراثية أو اللغة الأم:

### في المهجر
ينتشر العرب في عدد من دول العالم الغربي، وبشكل رئيسي في أمريكا اللاتينية وأوروبا وأمريكا الشمالية، وهناك جمهرات أقل عددًا في آسيا الجنوبية وجنوب شرق آسيا ودول الكاريبي وأفريقيا الغربية. وقد بدأت الهجرة العربية خارج حدود الوطن العربي خلال القرن التاسع عشر، حيث هاجر قسم كبير من الشوام من لبنانيين وسوريين وفلسطينيين إلى العالم الجديد وأوروبا بعد أن ضاقت أبواب الرزق في وجوههم في وطنهم الأم، وهؤلاء كانوا أجداد معظم سكّان تلك الدول من العرب.
تنص إحصائيات منظمة الهجرة الدولية أن عدد المهاجرين العرب من الجيل الأول يصل إلى حوالي 13 مليون نسمة حول العالم، منهم 5.8 ملايين شخص هاجروا من دولهم الأم إلى دول عربية أخرى. تساهم الخبرات العربية في تطوّر وتحديث القطاع المالي والخدماتي بشكل رئيسي في المنطقة، ويساهم المغتربون في إنعاش اقتصاد وطنهم الأم عبر ما يرسلونه إلى ذويهم من أموال، فعلى سبيل المثال، وصل مقدار الحوالات المالية إلى الدول العربية في عام 2009 إلى 35.1 مليار دولار أمريكي، وقد فاقت نسبة الأموال المحوّلة إلى لبنان والأردن ومصر، نسبة تلك المرسلة إلى باقي الدول العربية بمقدار يتراوح بين 40 و190%.

### في الدول والأقاليم المجاورة

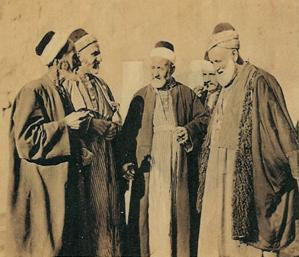
عرب أتراك من مدينة ماردين.

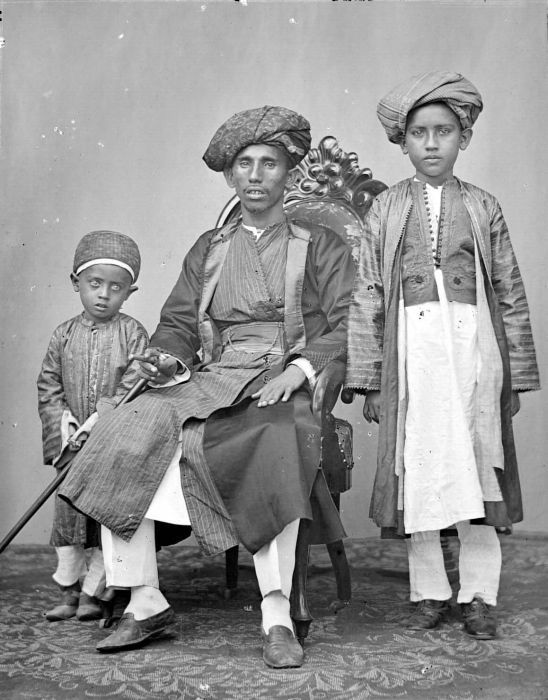
عرب إندونيسيون.

يتواجد العرب في بضعة دول مجاورة للوطن العربي، ويشكلون في بعضها شريحة أساسية من المجتمع، وقد وصل عدد منهم إلى مناصب في أعلى هرم السلطة. وهناك عدد كبير من العرب هاجروا قديمًا إلى دول عديدة منها إندونيسيا وماليزيا وباكستان وأذربيجان وطاجيكستان، ويعتبر ذوو الأصول العربية في تلك البلاد من الطبقة الراقية والنبلاء، لايزال بعضهم يحتفظ بنسبه العربي، وفقد معظم هؤلاء تمايزه ولغته بسبب الانعزال الثقافي وانعدام التواصل مع الوطن العربي. أفاد أحد الضبّاط الروس في عام 1728، أن هناك بضعة أناس عرب من أهل السنة والجماعة يعيشون حياة الترحال في سهل مغان الواقع على سواحل بحر قزوين، في أذربيجان الحالية، وقال أنهم تحدثوا بلغة هي عبارة عن مزيج بين العربية واللغات التركية. يُعتقد بأن هذه المجموعات العربية هاجرت إلى تلك النواحي من القوقاز خلال القرن السادس عشر. ذكرت نشرة سنة 1888 من الموسوعة البريطانية أن هناك عدد كبير من العرب يقطنون محافظة باكو في الإمبراطورية الروسية، وقد استمر هؤلاء يتحدثون العربية باللهجة الشروانية حتى منتصف القرن التاسع عشر، لكنهم اعتنقوا الهويتان الأذرية والطاتية بالكامل في وقت لاحق، وأصبحت اللغة الأذرية لغتهم الأم. لا يزال هناك حوالي 30 موقعًا في أذربيجان وحدها تحمل اسم «عرب» أو «عربي» حتى اليوم، منها: قرية عرب قاديم (بالأذرية: Ərəbqədim)، قرية ومديرية عربوجاغي (بالأذرية: Ərəbocağı)، وقرية عرب ينگيجا (بالأذرية: Ərəbyengicə).
هاجرت بضعة قبائل عربية، منذ الفتح الإسلامي للقوقاز، إلى بلاد داغستان في موجات صغيرة متقطعة، حيث أثّرت على ثقافة ونمط حياة سكان البلاد بشكل ملحوظ. استمر قسم من الداغستانيين يزعم بأن العربية هي لغته الأصلية حتى منتصف القرن العشرين، وكان أغلب هؤلاء يعيشون في قرية «درڤاغ» شمال غرب مدينة دربند. انعدل لسان معظم سكّان جنوب داغستان منذ ثلاثينيات القرن العشرين، وأصبحوا يتحدثون باللغات التركية عوض العربية، واعتنقوا قومية وهوية الترك، مما جعل من بلدة درڤاغ اليوم بلدةً يُشكل الآذر أغلب سكانها.
وفقًا لتاريخ ابن خلدون، فإن العرب انتشروا في آسيا الوسطى كذلك الأمر واختلطوا مع السكان الأصليين للبلاد، وعاشوا معهم زمنًا طويلاً، ولم يتركوا المنطقة حتى غزاها التتار وقتلوا أغلب سكانها. لكن على الرغم من ذلك، فهناك قسم من سكان آسيا الوسطى اليوم يعرفون أنفسهم بأنهم عرب أو على الأقل ذوي أصول عربية، لكن السواد الأعظم منهم مندمج بشكل كامل مع السكّان المحليين للبلاد، ويُعرفون في الخطاب العاميّ باسم هؤلاء السكّان (طاجيك، أوزبك...). يستخدم بعض هؤلاء الناس ألقابًا تشريفية تُظهر أصله العربي مثل: سيد، شريف، خجا، أو صدّيقي. كذلك يستخدم الباكستانيون والأفغان والهنود من أصل عربي هكذا ألقاب تشريفية للإشارة إلى نسبهم. ينتشر العرب في تركيا في المناطق المتاخمة للحدود السوريّة والعراقية، أي شمال الجزيرة الفراتية، والتي خضعت تاريخيًا لسيطرة العرب تارة، ولسيطرة الترك تارة أخرى. يصل عدد العرب في تركيا إلى حوالي 800,000 نسمة، ومن أبرز المحافظات التي ينتشرون بها: أضنة، باتمان، بدليس، غازي عنتاب، الإسكندرونة، ماردين، موش، سعرد، شرناق، وأورفة. يتركز أغلب العرب في إيران في الأحواز أو محافظة خوزستان، وهناك قسم صغير منهم في خراسان وأصفهان وسمنان. يتحدث عرب الأحواز باللغة العربية بصفتها لغتهم الأم، أما عرب خراسان فأغلبهم يتحدث بالفارسية، وهم ينتشرون في مدائن: بیرجند، مشهد، ونيسابور. تشير بعض الإحصائيات إلى أن عرب إيران يصل عددهم إلى نصف مليون نسمة، بينما تشير إحصائيات أخرى أن عددهم يصل إلى مليون نسمة.

## التاريخ

### قبل الإسلام

مواطن أهمُّ القبائل العربيَّة في شبه الجزيرة.

يبدأ تاريخ العرب كمجموعة عرقيّة، منذ انشقاقهم عن باقي الشعوب الساميّة ونزوحهم إلى شمال شبه الجزيرة العربية ثم إلى جنوبها حيث أسس بعضهم ممالك بارزة مثل معين وسبأ والحيرة والغساسنة، وغيرها، وعاش بعضهم الآخر حياة البداوة والترحال. ويُطلق القرآن على الزمن الذي سبق ظهور الإسلام اسم «الجاهلية»، واللفظة على الأرجح مشتقة من الجهل الذي هو ضد «الحلم» لا من الجهل الذي هو ضد العلم. تنسب التقاليد والمعتقدات الإبراهيمية جميع العرب إلى النبي إسماعيل بن إبراهيم، وذكرت بعض نصوص الحضارات العراقية والشامية القديمة أسماء بعض القبائل مثل قيدار وقديم وجندبو وسبأ وثمود والنبط ومسئا وتيماء ولحيان وديدان ومدين ومبسام ومشماع وحدار وبطور ونافيش وقدمة وأبئيل ودومة، فقد ذكرت هذه الممالك والقبائل في النصوص الآشورية وقيل بأن ديارها تنتشر من الجزيرة العربية إلى مصر إلى حدود آشور. وقد اشتهروا بالتجارة عن طريق القوافل عبر الصحراء ما بين كنعان ومصر وقد ورد اسم إسماعيل في الكتابات البابلية في وثيقة من عهد حمورابي (1792 ق.م-1750ق.م) وفيها اسم أهوبا بن إسماعيل بصفته شاهداً على وثيقة تجارية.

#### الهجرات السامية

انتشار الساميّون حوالي القرن الأول الميلادي، أي بعد خروجهم من شبه الجزيرة العربية.

هناك شبه إجماع على أن المنطقة الشرقية أو الجنوبية من شبه الجزيرة العربية هي الوطن الأصلي للشعوب السامية التي نزحت عنها إثر الجفاف الذي حل بها في إعقاب الدورة الجليدية الرابعة. وقد توجهت هذه القبائل إلى شمال شبه الجزيرة العربية ومن هناك توزعوا في الهلال الخصيب، وكونوا حضارات مختلفة فيها شملت: الحضارة الكلدانية، والحضارة الآشورية، والحضارة الأكّادية، والحضارة البابلية، والممالك الكنعانية، التي انقسمت بدورها إلى عدّة حضارات لعلّ أبرزها هو الحضارة الفينيقية. أما العرب فقد انتشروا في الحجاز واليمن بشكل رئيسي وفي جنوب الهلال الخصيب وأسسوا عددًا من الممالك يُقسمها المؤرخون إلى ممالك شمالية وممالك جنوبية، أما قلب شبه جزيرة العرب فشهد قيام مملكة كندة التي كانت قائمة على أساس اتحاد يجمع قبائل عديدة في حدود جغرافية غير متصلة، على خلاف الممالك العربية الأخرى.

#### ممالك الجنوب
كان القسم الجنوبي من شبه الجزيرة العربية، وبخاصة اليمن، أكثر بلاد العرب تحضرًا في العصر الجاهلي، فقامت فيه دول وممالك كانت على مستوى متقدم من الرقي والتمدن، وذلك على ثلاثة أسس: زراعية وتجارية وتوسعية. فقد وُجدت في العربية الجنوبية مساحات واسعة من الأراضي الخصبة وقدرًا وافيًا ومنتظمًا من الأمطار الموسمية ومساحات شاسعة من الغابات الطبيعية والنباتات التي تنتج الطيوب والتوابل، وهي سلعة لا غنى عنها للعالم القديم، الأمر الذي زاد من استقرار المورد الاقتصادي. كذلك كانت هذه المنطقة واليمن بخاصة مركزًا تجاريًا توسط التجارة العالمية بين الشرق والغرب والشمال والجنوب لموقعها عند ملتقى البحر الأحمر والمحيط الهندي، مما وضعها بالضرورة على نقطة الانطلاق من بداية أي طريق بري نحو الشمال، وأعطاها ميزة مضاعفة في مجال الخطوط التجارية. كما أنها كانت على قدر من التوافق، أو ما يُشبه التوافق الذي يقترب بها من وضعية التداخل بقدر ما يبعدها عن الصراعات التي كانت شائعة عند إمارات الشمال. أما الأساس التوسعي، فقد تمثّل بإقامة نقط توسّع خارج الحدود عن طريق المستوطنات، التي ابتدأت كمحطات تجارية لتجّار العربية الجنوبية، ثم نمت واستقرّت بعد ذلك لتتحول إلى مدن لها كيانها الخاص.(5) أما أبرز ممالك الجنوب فهي:

##### معين (1300 - 650 ق.م)

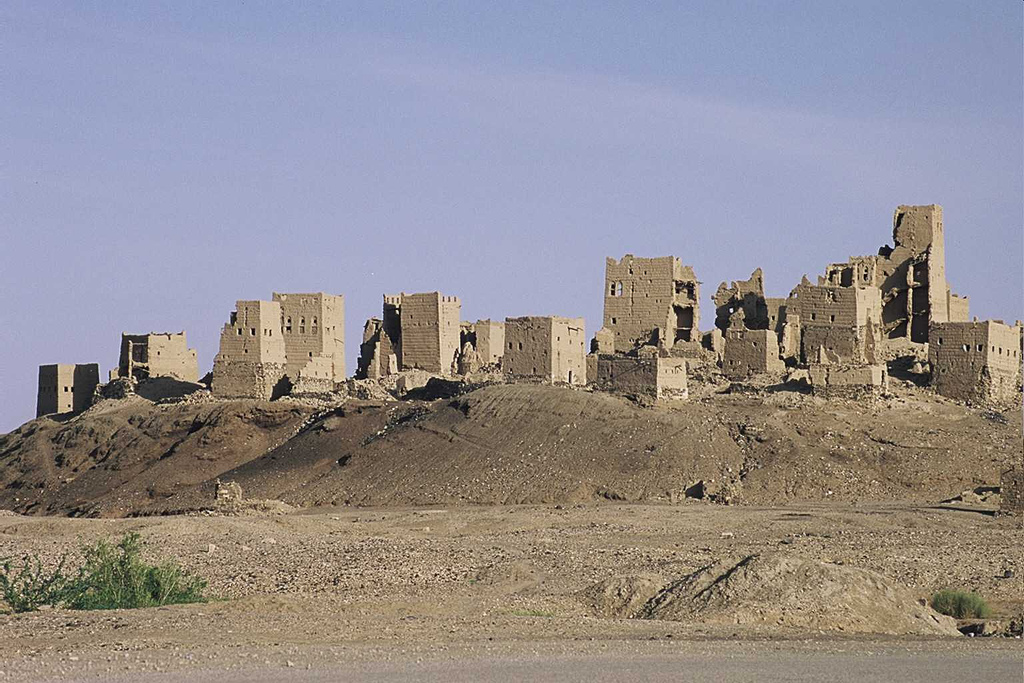
يثل عاصمة مملكة معين الدينية ترجع إلى 1000 قبل الميلاد

تُعد مملكة معين أقدم الدول العربية، وقد وصلت أخبارها إلى المؤرخين عبر الكتابات المدونة بالمسند والكتب الكلاسيكية اليونانية والرومانية، ولم يرد لها ذكر في المصادر العربية. قامت هذه الدولة في الجوف شرقي صنعاء بين نجران وحضرموت، وعاصمتها مدينة قرنا أو «قرنو»، وهي معين. وعلى الرغم من كثرة النقوش التي وُجدت عن هذه الدولة، فإن معظمها لا يحوي أكثر من أسماء ملوك وأشخاص، وتسجيل بعض الأحداث الشخصية أو الخاصة، ما ترتب عليه اختلاف الباحثين في تحديد تاريخ بداية هذه الدولة وتاريخ انتهائها، والتواريخ المقترحة تتراوح بين القرن الخامس عشر قبل الميلاد والقرن الأول الميلادي، وحدد بعضهم تاريخ الدولة المعينية بين سنتيّ 1300 و650 قبل الميلاد.
اشتغل أهل هذه المملكة بالزراعة والتجارة، وكان نظام الحكم فيها ملكيًا وراثيًا، وعرفت مدنها ما يُمكن أن يُسمّى بنظام الحكم المحلي، فكانت لهم مجالس تدير شؤونهم في السلم والحرب تُسمى «مزود». وكان لكل مدينة معبدها الخاص الذي يحوي إلهًا أو أكثر. امتد نفوذ المعينيين إبان قوة دولتهم إلى شواطئ البحر الأحمر والخليج العربي وبحر العرب، وتوسعوا شمالاً واحتكوا بآشور وفينيقيا ومصر، واقتبسوا الأبجدية الفينيقية ودوّنوا لغتهم بها. اندثرت هذه المملكة بعد أن قضى عليها السبئيون.

##### حضرموت (1020ق.م - 290م)

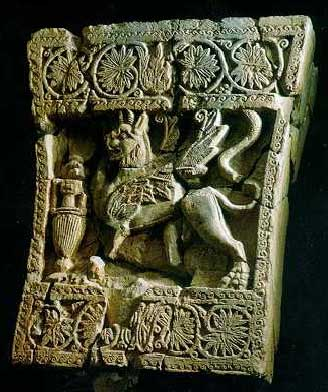
منحوتة قديمة لفتخاء من القصر الملكي في شبوة، عاصمة مملكة حضرموت.

قامت مملكة حضرموت في جنوبي شبه الجزيرة العربية إلى الشرق من اليمن على ساحل بحر العرب، في منطقة واسعة تحيط بها رمال كثيفة تُعرف بالأحقاف، واشتهرت بوجود مدينتيّ تريم وشبوة، حيث أقيمت حولهما قرى وقلاع عديدة. ويرجع اسم حضرموت إما إلى اسم شخص هو حضرموت بن قحطان، الذي نزل في هذا المكان فسُمي باسمه، أو أنه لُقّب بهذا الاسم لأنه كان إذا حضر حربًا أكثر فيها من القتل، وإما إلى معناها اللغوي «دار الموت» أو «وادي الموت» المأخوذ من اللغة العبرية. عاصرت هذه المملكة ممالك معين وسبأ وقتبان، ودخلت عندما ضعفت، تحت حكم الدولة الحميرية الثانية. كانت عاصمتها القديمة «ميفعة»، ثم انتقلت إلى شبوة التي تأسست في القرن الثاني قبل الميلاد، وعاش أهلها على الزراعة والتجارة، حيث كانت تُصدّر اللبان والبخور والمر برًا وبحرًا. خضعت مملكة حضرموت للسبئيين، وقضى الحميريون عليها في منتصف القرن الرابع الميلادي.

##### قتبان (1000 - 25 ق.م)

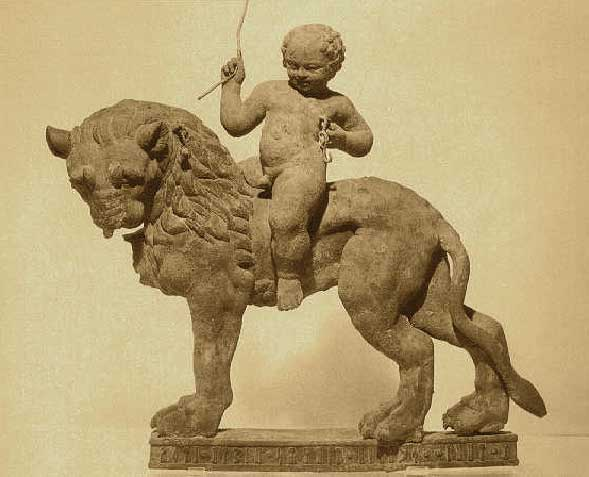
منحوتة قتبانية لأسد عليه راكب.

قامت مملكة قتبان في الأقسام الجنوبية الغربية من شبه الجزيرة العربية، في النواحي الغربية من اليمن في حوالي القرن الحادي عشر قبل الميلاد. امتدت أراضيها من تخوم حضرموت حتى بلغت باب المندب، وحجبتها عن البحر مملكة أوسان الصغيرة. عاصمتها مدينة منع أو «تمنا»، وهي كحلان الحالية في وادي بيجان، التي اشتهرت قديمًا بخصوبتها وكثرة مياهها وبساتينها، ولا تزال آثار الري القديمة ظاهرة فيها إلى اليوم. لم تذكر المصادر العربية أخبار ذات قيمة عن مملكة قتبان، وكل ما تضمنته لا يخرج عن ذكر موضع بهذا الاسم بالقرب من عدن، وأن قتبان بطن من رعين من حمير. حُكمت المملكة من قبل ثلاثة أسر ملكية، وعرفت أزهى عصورها في عهديّ الأسرتين الثانية والثالثة.
استغل القتبانيون موقع بلادهم الجغرافي، بجوار باب المندب، ومجاورتهم لحضرموت التي كانت تنتج أفضل أنواع الطيب والبخور، فاشتغلوا بالتجارة وجنوا أرباحًا طائلة، وأضحت لهم قوة عظيمة كان لها شأن في القضاء على نفوذ المعينيين. تعرّضت المملكة لغزو شعب غير معروف، قبل الميلاد بقليل، فأحرق عاصمتها تمنع، وأنهى وجودها.

##### سبأ (1100 - 275 ق.م)

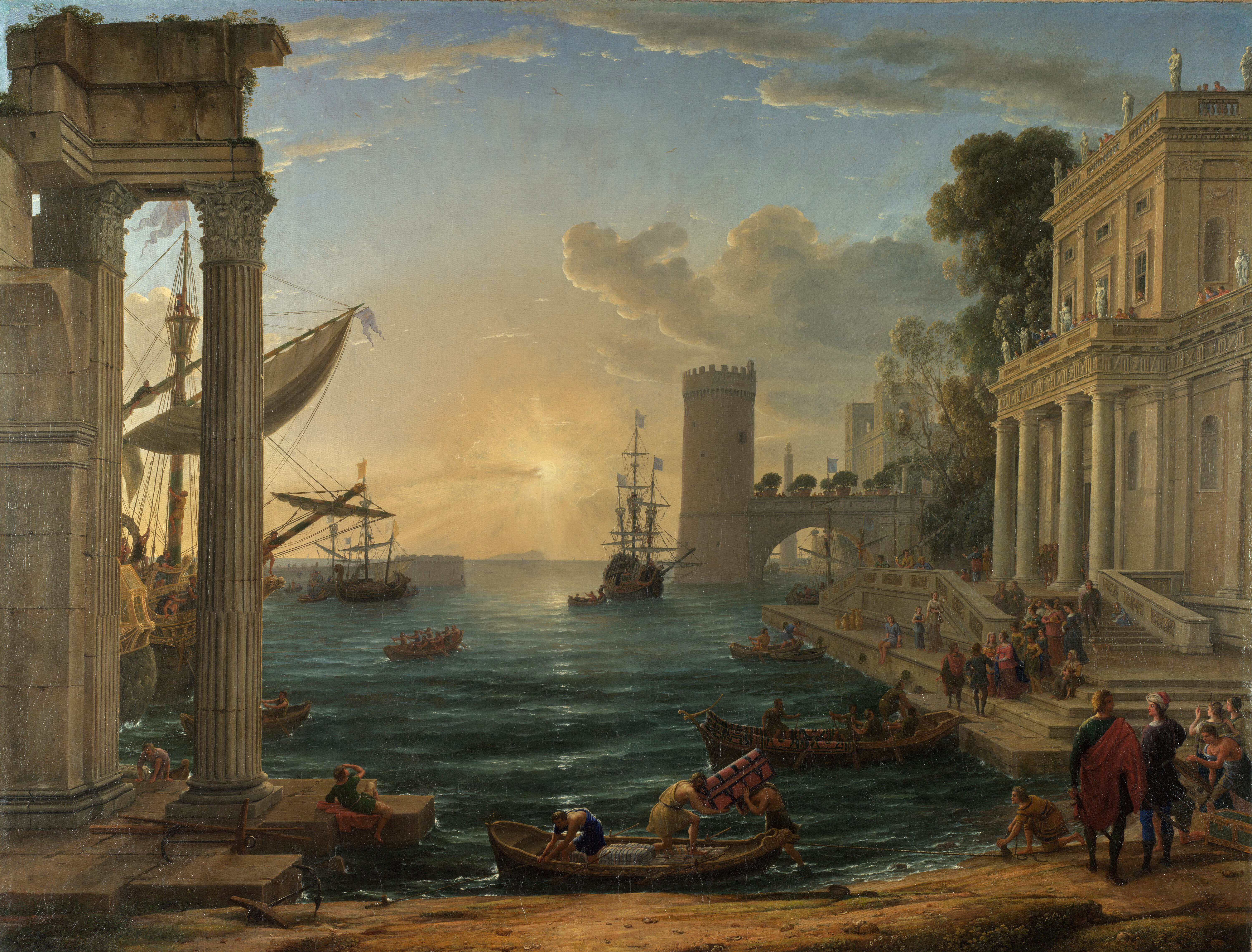
لوحة نزول ملكة سبأ، تظهر فيها بلقيس، أشهر ملكات المملكة، وهي تنزل السلالم إلى قارب ينتظرها، في مأرب عاصمة المملكة. بريشة كلود لوريان (1648).

تُنسب مملكة سبأ إلى مؤسسها سبأ عبد شمس بن يشجب الذي يرتقي بنسبه إلى قحطان بن هود، أحد أجداد العرب، ولُقّب بسبأ نظرًا لكثرة حروبه وغزواته، وهو أوّل من سبى من العرب، وغلب الاسم على المملكة والشعب. ورد ذكر سبأ في بعض النقوش الآشورية وفي كتابات الكتّاب الإغريق والرومان، ومن الإشارات القديمة المكتوبة التي تحدثت عن سبأ أيضًا، تلك التي وردت في العهد القديم، وذكرت أن بني سبأ كانوا يزوّدون الشام ومصر بالطيب وبخاصة اللبان، ويصدّرون إليهما الذهب والأحجار الكريمة، وأن بلقيس ملكة سبأ زارت النبي سليمان ملك بني إسرائيل في القدس وحملت إليه الطيب والذهب الكثير والأحجار الكريمة: وأعطت الملك مئة وعشرين وزنة ذهب وأطيابًا كثيرة جدًا وحجارةً كريمة. لم يأت بعد مثل ذلك الطيب في الكثرة، الذي أعطته ملكة سبأ للملك سليمان.الملوك 11/10] مرّت الدولة السبئية، استنادًا إلى النقوش السبئية المكتشفة، بمرحلتين تاريخيتين متتاليتين تتميز كل منهما بألقاب ملوكها: مرحلة المكربين، حيث كان الحاكم يجمع بين منصب الكاهن والملك، ومرحلة الملوك. كان السبئيون يتعاطون تجارة البخور واللبان والعطور، والزراعة، وضربوا بسهم وافر في التقدم الزراعي وفي هندسة الري، كما كانوا متقدمين في الهندسة المعمارية. ونجح هؤلاء القوم في بناء سد مأرب في مملكتهم، لحفظ مياه الأمطار التي كانت تجري في أراضيهم دون الإفادة منها، وكانت قوافلهم التجارية تصل إلى مراكز الشرق الأوسط الثقافية الأخرى، مثل مصر وبلاد ما بين النهرين وفارس، وقد بلغوا من الثراء شيءًا كثيرًا تناقله الكتّاب الإغريق وورد ذكره في القرآن: ﴿لَقَدْ كَانَ لِسَبَإٍ فِي مَسْكَنِهِمْ آيَةٌ جَنَّتَانِ عَنْ يَمِينٍ وَشِمَالٍ كُلُوا مِنْ رِزْقِ رَبِّكُمْ وَاشْكُرُوا لَهُ بَلْدَةٌ طَيِّبَةٌ وَرَبٌّ غَفُورٌ ۝١٥﴾ [سبأ:15]. تسجّل الأيام الأخيرة من حياة الدولة السبئية قيام نزاع خطير حول العرش السبئي كان له أثر سيئ فيما أصاب البلاد من خراب ودمار وتحوّل كثير من الأراضي الزراعية إلى أراضي جرداء قاحلة. وفي غمرة هذا الصراع احتل الريدانيون والحميريون البلاد وأسسوا أسرة ملكية جديدة.

##### مملكة حِمير (30 ق.م - 525م)

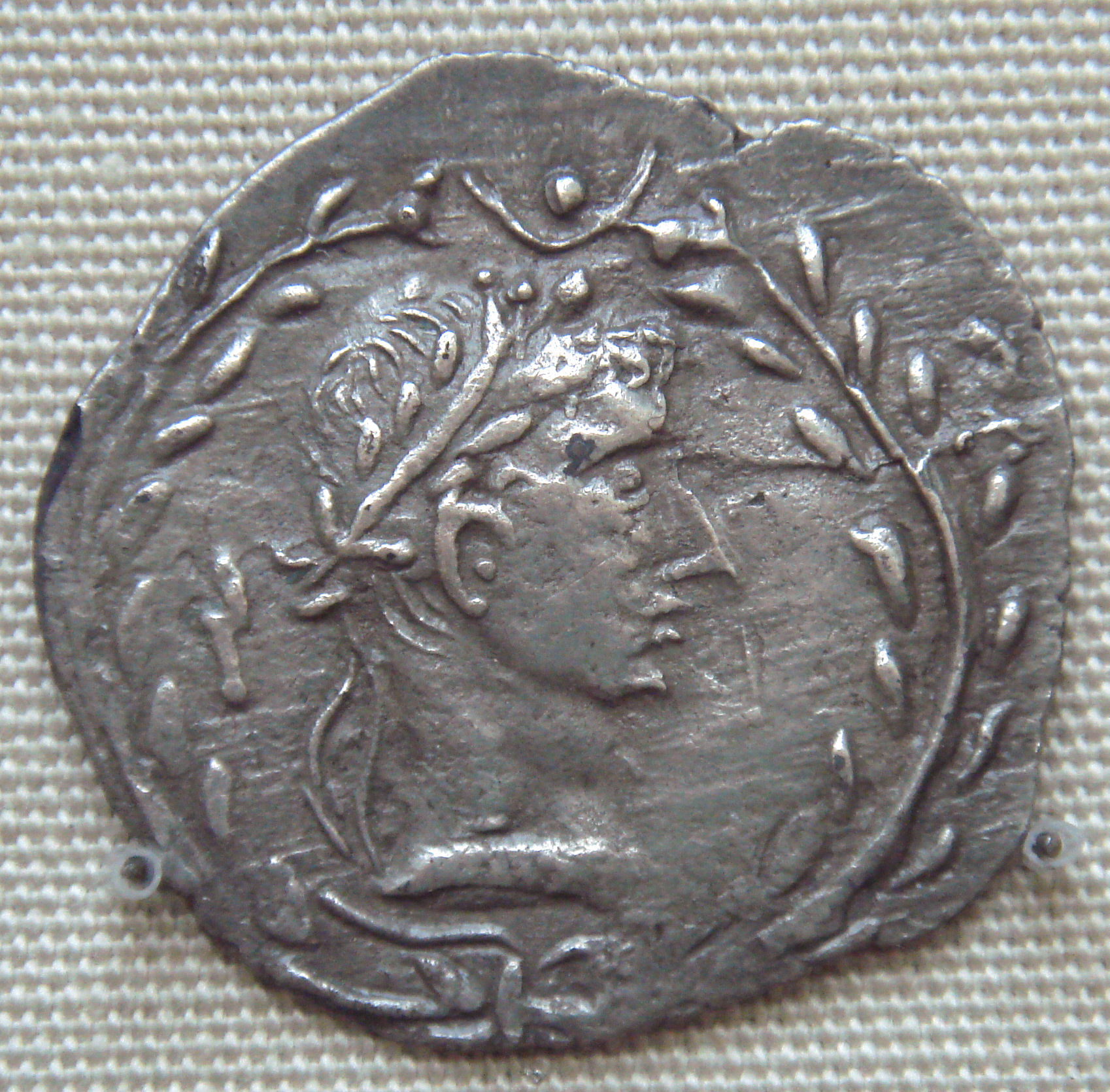
قطعة نقدية معدنية مسكوكة في المملكة الحميرية، تحمل صورة الإمبراطور الروماني أغسطس قيصر.

شهد اليمن عهدًا جديدًا، بدءًا من عام 30 ق.م، تمثّل بخلع ملوك سبأ لقبهم القديم، واستبدلوا به لقبًا آخر هو «ملك سبأ وذي ريدان»، إشارة إلى ضم ريدان، موطن الحميريون، إلى مُلك سبأ، وعرف هذا العهد عند بعض المؤرخين باسم مملكة الحِميريين. وتاريخ هذه المرحلة يتميز بالاضطرابات الشديدة نظرًا لما تخلله من صراع عنيف على السلطة بين سادات القبائل المختلفة، كما وُجد أكثر من شخص، من سبأ وحمير، حمل اللقب المشار إليه في الوقت نفسه. وقد أضعفت الحروب البلاد ومزقتها، وأتاحت للرومان والأحباش التدخّل في شؤونها. وفعلاً تعرضت بلاد العرب لحملة رومانية بهدف السيطرة على طرق التجارة الشرقية وانتزاع بعض الموانئ العربية الجنوبية، لكن هذه الحملة كان مصيرها الفشل التام بفعل شدّة الحرارة ووعورة الطريق وقلة الماء، فعدل الإمبراطور أغسطس قيصر عن غزو شبه الجزيرة العربية غزوًا بريًا مباشرًا، بل انكفأ إلى تقوية أسطوله في البحر الأحمر وتحسين علاقاته بسادة القبائل العربية، وعقد تحالفًا مع ملك ظفار واتفاقات صداقة مع مملكة أكسوم الحبشية، لزعزعة كيان مملكة سبأ التي كانت تسعى إلى إبقاء التجارة البرية في يدها ويد حلفائها.
تطلع الحميريون، بعد أن أضحوا ذي بأس، إلى التوسع على حساب جيرانهم، ففتحوا عدّة أقاليم مجاورة، وسيطروا على مملكة سبأ وتفردوا في حكمها تمامًا في عام 300م. عُرف ملوك حمير بالتبابعة، واحدهم تبع، وورد ذكرهم في مؤلفات مؤرخي اليونان والرومان وفي القرآن: ﴿أَهُمْ خَيْرٌ أَمْ قَوْمُ تُبَّعٍ وَالَّذِينَ مِنْ قَبْلِهِمْ أَهْلَكْنَاهُمْ إِنَّهُمْ كَانُوا مُجْرِمِينَ﴾. اجتاح الأحباش اليمن خلال القرن الرابع الميلادي، في عهد النجاشي «العلي إسكندي»، واكتملت سيطرتهم على البلاد في عام 345م في عهد النجاشي «العلي عميدة»، ومكثوا فيها أقل من أربعين عامًا، وغادروها في نهاية المطاف بعد أن نشبت ضدهم ثورة في جنوبها. استمر ملوك حمير يحكمون اليمن حتى عام 524م، حيث أنه في ذلك التاريخ احتل الأكسوميون جنوبي جزيرة العرب مرة أخرى، وبسطوا نفوذهم عليها، وضاع مُلك الحميريين. ويرجع السبب في هذا الهجوم إلى أن الحميريين كانوا يجدون خطرًا كبيرًا في انتشار المسيحية في اليمن،(6) فقد كان مسيحيو نجران يجدون دعمًا من القسطنطينية في شكل منصّرين، وتعضيدًا ماديًا من جانب السلطات الأكسومية المسيحية، وإزاء هذا الموقف شَنّ الملك الحميري يوسف أسأر يثأر حملات عسكرية على الأحباش في ظفار، والمخا، ونجران وساندته كبرى قبائل اليمن مذحج وهمدان وكندة ومراد وأمراء اليزنيين شميفع أشوع وشرحئيل أشوع وشرحبيل يكمل سادة «ذي يزن» وقد خلفت قوات يوسف أسأر 12,500 قتيل واسروا 11,090 من الأحباش ورابطت قواته على طول الساحل في تهامة على جهة الحبشة ليعيق وصول الإمدادات للغزو الحبشي وهدم كنيسة الأحباش في ظفار عام 518م، وبحسب الطبري فإنَّ الملك الحميري «ذي نواس» جمع النصارى النجرانيين في أحد الأخاديد، وأشعل فيهم النيران من كل جانب، وأحرقهم حتى قضى على الكثيرين منهم في نحو عام 523م. بناءً على ذلك هبّت القسطنطينية لتدافع عن المسيحيين العرب، فأوعزت إلى حليفتها الحبشة بالهجوم على اليمن، فخرج الأحباش من بلادهم، وغزوا الحميريين في اليمن واستولوا على البلاد، وبذلك انتهت المملكة الحميرية.

#### ممالك الشمال

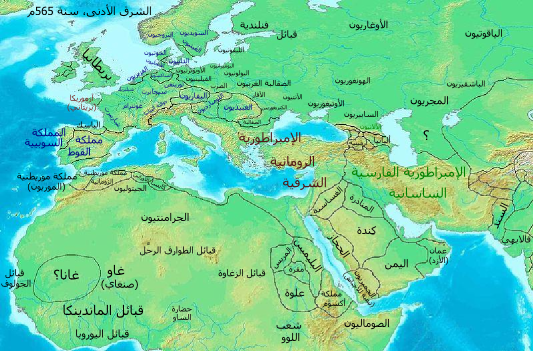
خريطة الشرق الأوسط في سنة 565م، تظهر فيها مواقع ممالك الشمال العربية وما جاورها من دول وإمبراطوريات.

أنشأ العرب بضعة ممالك ودول أخرى في شمال شبه الجزيرة العربية وفي بعض أنحاء بلاد الشام، التي انتقلوا إليها كقبائل مرتحلة في بادئ الأمر. وعاش قسم آخر من العرب في وسط شبه الجزيرة العربية حياة البداوة والترحال، وأسسوا مجتمعات مصغرة عُرفت باسم العشائر، وكل مجموعة منها أسست قبيلة. أما أبرز ممالك الشمال فكانت:

##### مملكة قيدار

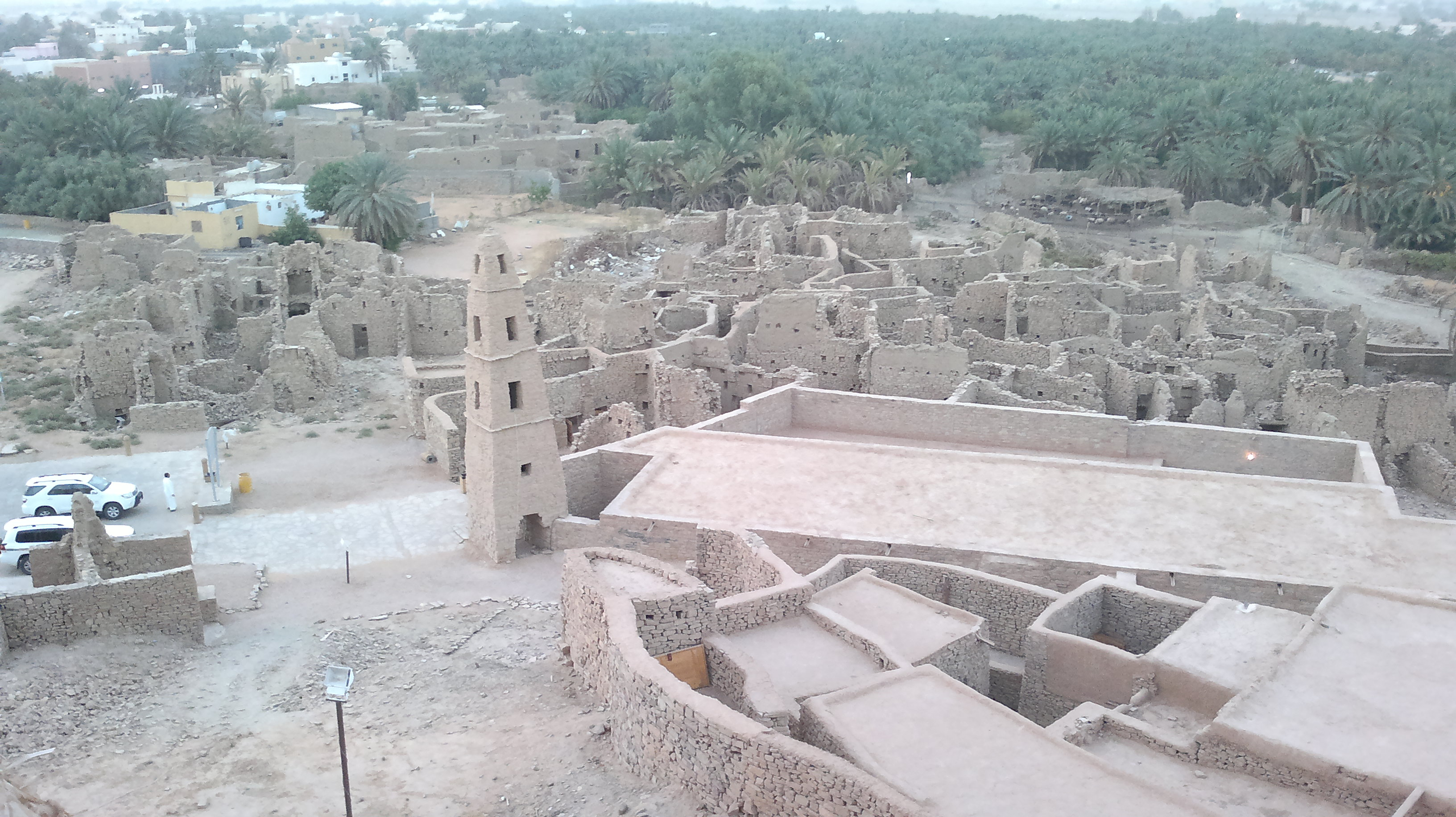
آثار مدينة دومة الجندل

مملكة قيدار أو مملكة أدوماتو أو مملكة دومة هي مملكة عربية ظهرت في منطقة الجوف في العهد الآشوري في القرنين السابع والثامن قبل الميلاد. وتشير المصادر الآشورية إلى دومة الجندل بأدوماتو أو أدومو وكان معظم سكانها من قبائل قيدار ودومة الإسماعيلية وقبيلة كلب وكندة.
أما قيدار فهو الابن الثاني لإسماعيل، وحملت اسمه قبيلة أسست مملكة في دومة الجندل واستوطنت في حوران وضواحيها في جنوبي بلاد الشام وشمالي الحجاز. وتصف المصادر القديمة القيداريين بأنهم سكان بادية يعيشون في خيام سوداء قرب بيت المقدس وأنهم رعاة أصحاب مواش يجوبون بها المناطق الرعوية ويصلون إلى مدينة صور الكنعانية ليتاجروا هناك. وقد عبدت قيدار الأوثان ذاتها التي عبدها العرب قبل الإسلام. ويبدو أن قبائل القيداريين البدوية الرعوية شديدة الترحال لم تستقر لفترة طويلة في مكان معين، بل جابت المنطقة الواسعة الممتدة بين شرقي مصر وفلسطين وشرقي الأردن بحثاً عن الماء والكلأ. وفي رواية تاريخية أن قيدار كانت لا تزال في المنطقة الواقعة شرقي مصر في القرن الخامس ق.م. وفي النصوص الآشورية من القرن السابع ق.م. أن كلمة قيدار ترادف العرب، فكان حزائيل ملك قيدار يسمى ملك العرب كذلك، وقد استطاع سنحاريب الآشوري الانتصار على حزائيل القيداري وسلب كثيراً من الأوثان العربية التي عبدها القيداريون. وتجاه ضغط الأشوريين تحالفت قيدار مع قبيلة النبط الإسماعيلية (الأنباط). ويظهر من النصوص المسمارية أن القيداريين كانوا شعباً قوياً أعرابياً، ويعتنون بتربية المواشي، وقد اكتشف في بادية الشام والأماكن التي سكنتها الأقوام الجزرية في حوران 30 ألف نقش بلغات عربية بدائية عائدة إلى ما بين سنتي 1000 ق.م و400م بالخط الصفائي المشتق من المسند.
كانت مدينة دومة الجندل عاصمة مملكة قيدار وكان يحكمها عدد من الملكات العربيات مثل تلخونو وتبؤه أو تاربو وطايو وزبيبة وشمسي وآياتي. وكانت تلك المدينة محطة القوافل التجارية القادمة من اليمن إلى بلاد الرافدين. في القرن الرابع الميلادي سيطر الملك العربي امرؤ القيس ملك الحيرة على دومة الجندل وكان يستوطن العراق مع قبيلته في الحيرة ولكنه انتقل مع قبيلته لخم التنوخية إلى المدينة الجديدة وقد ذكر بالنقش النبطي انه اخضع قبائل قيدارية إسماعيلية مثل أسد ومعد ونزار وانه حارب قبيلة مذحج والملك الحميري شمر يهرعش. جاء الإسلام وكان المُلك في دومة الجندل لأكيدر بن عبد الملك من قبيلة كندة وكان الناس في دومة الجندل يعبدون أصناما مختلفة ولكن في الفترة التي سبقت ظهور الإسلام بوقت قصير ظهرت كل من الديانتين النصرانية واليهودية في مدينة دومة وبالإضافة إليهما ظل الناس يعبدون أصناما مختلفة. وقد ركزت الروايات على وجود صنم «ود» وأنه كان يعبد في دومة الجندل وقد تحدث عنه الكلبي في كتابه «الأصنام» وذكر أن قبيلة كلب كانت تتعبد له بدومة الجندل، وقد تحطم على يد خالد بن الوليد.

##### مملكة الحضر عربايا

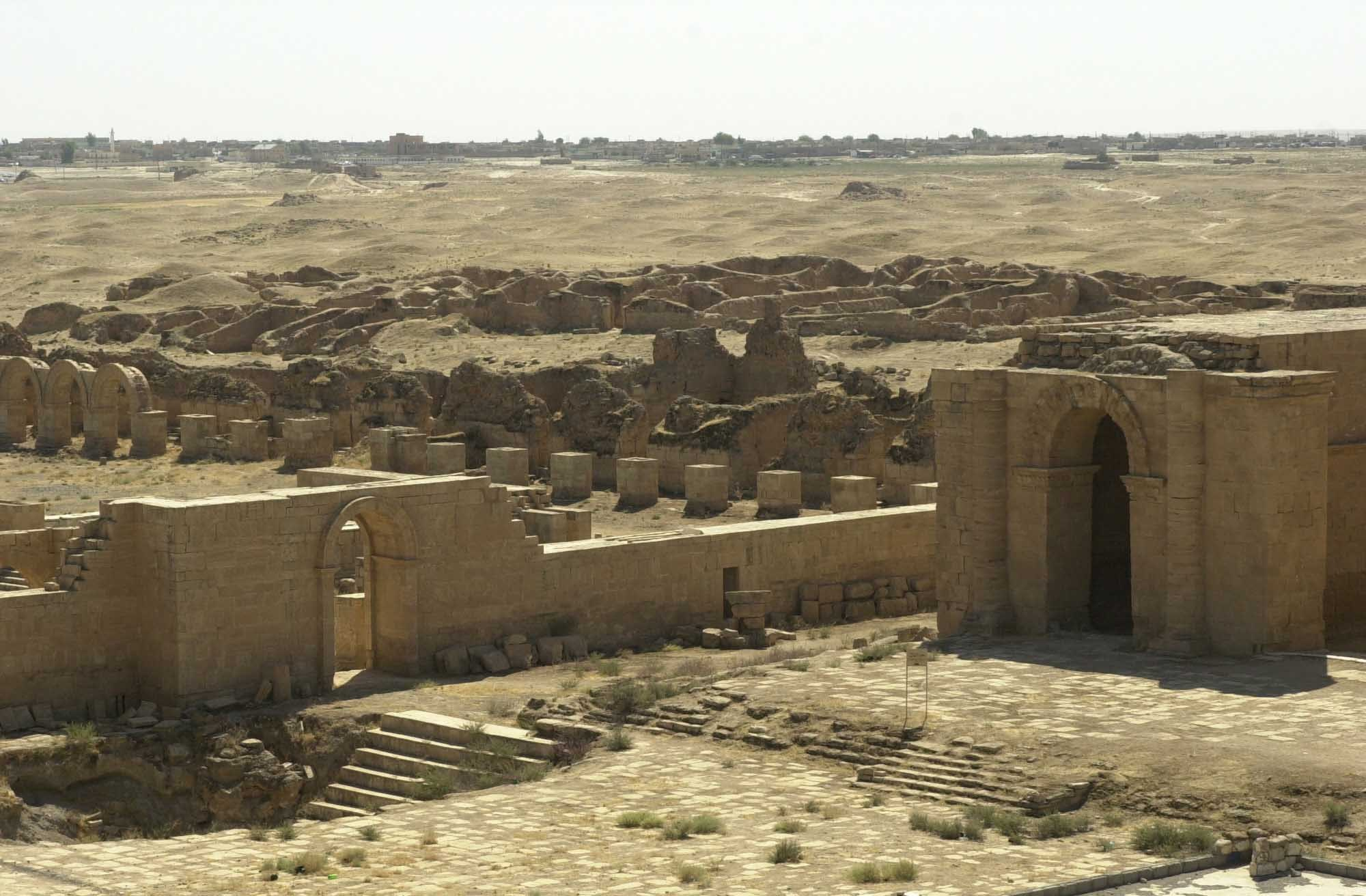
بقايا أطلال مدينة الحضر.

مملكة عربايا أو مملكة الحضر هي اقدم مملكة عربية في العراق ظهرت في القرن الثالث قبل الميلاد كانت تقع في السهل الشمال الغربي من وادي الرافدين، تمركزت مملكة الحضر في مدينة الحضر التي تقع إلى الجنوب الغربي من مدينة الموصل على مسافة 110 كيلومتراً. وتبعد عن مدينة آشور القديمة حوالي 70 كيلومتراً. ظهرت مملكة الحضر في القرن الثالث قبل الميلاد وحكمها أربعة ملوك استمر حكمهم قرابة المائة عام.

##### كندة

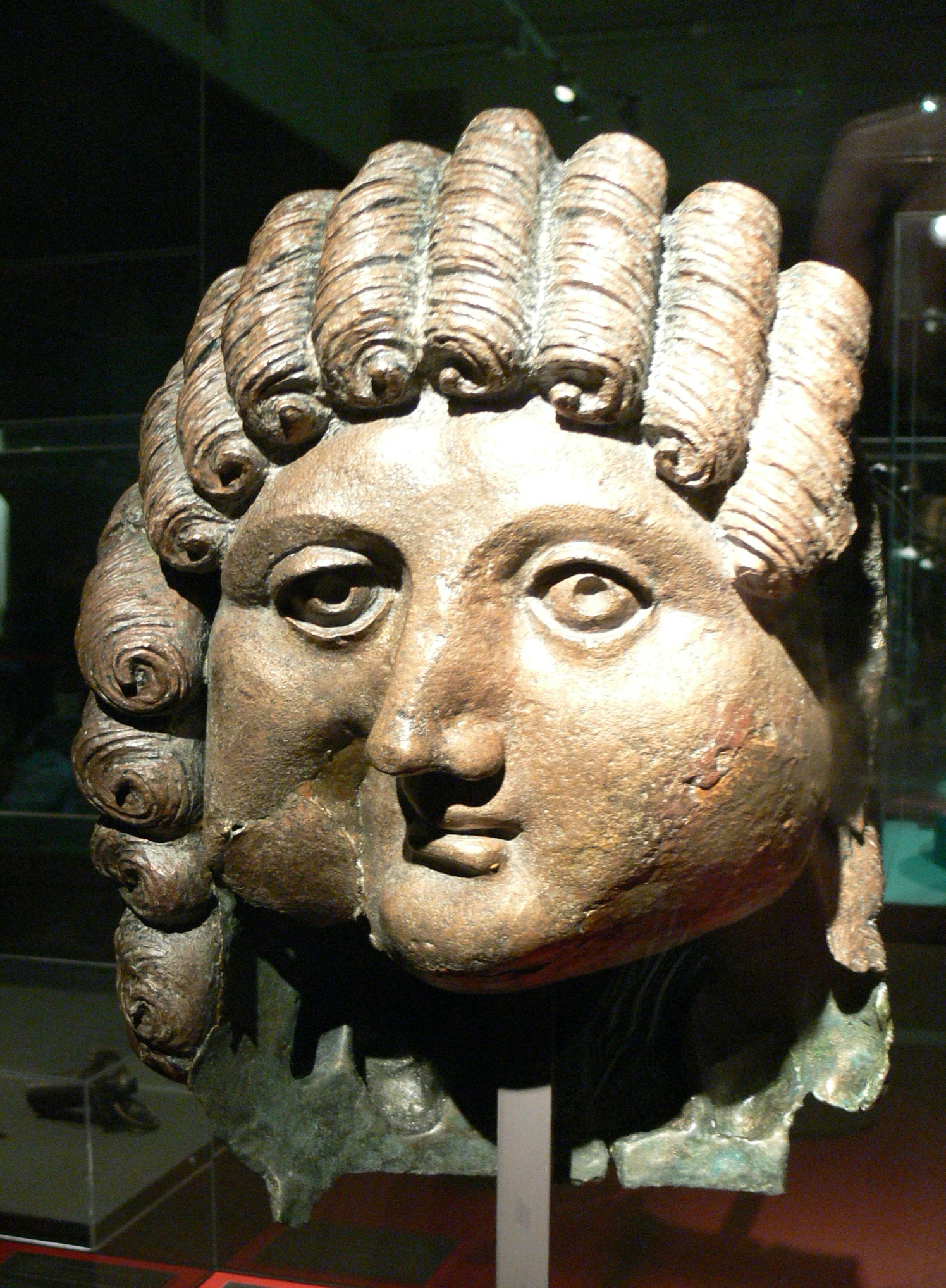
من أثار مملكة كندة رأس رجل وجد في قرية الفاو.

تُعرف قبيلة كندة السبئية كندة بكندة الملوك لأن ملوكها حكموا بادية الحجاز من بني عدنان. نزح الكنديّون من اليمن إلى وسط شبه الجزيرة العربية حيث سطّروا تاريخهم الفعلي. كانت قرية الفاو مستوطنة سبئية وتتعدد روايات الإخباريين حول سبب هذا النزوح، وأشهرها اثنتان: الأولى تُرجع النزوح إلى سبب سياسي هو حرب قامت بين كندة ومملكة حمير بسبب السيطرة على الطرق التجارية، هُزمت فيها كندة وغادرت اليمن بعد اضطراب الأوضاع فيها بفعل انهيار سد مأرب أو تحوّل الطريق التجاري. أما الثانية فترجع النزوح إلى سبب أسري، من واقع ربط تاريخ كندة بتاريخ حمير بفعل علاقة القرابة التي ربطت بين حسان بن تبع وبين حجر بن عمرو، المشهور بآكل المرار،(7) سيد كندة، الذي ساعد حسانًا في حروبه، فقابله بأن ولاّه على قبائل معد كلها.
لم يكن لكندة حضارة على مستوى حضارات ممالك الجنوب والشمال، إذ أنهم احتفظوا بعاداتهم ونظمهم القبلية، كما لم تكن لهم حواضر ثابتة وإنما كانوا في تنقل دائم بين الشمال والجنوب، غير أنهم أسسوا خلال استقرارهم مراكز عمرانية مثل دومة الجندل، شيّدوا فيها القصور مثل قصر مارد، وكانوا ينعمون فيها متأثرين بالروم البيزنطيين والفرس الساسانيين، كما عاشوا في قباب من النسيج أو فساطيط على عادة أهل البدو. اتصف الكنديون بالبراعة في القتال، وظهر منهم شعراء كبار أمثال امرئ القيس بن حجر ومعديكرب بن الحارث، وللأول فضل كبير على تطور الشعر العربي بما أدخل فيه من الفنون الجديدة كانت مثالاً احتذاه الشعراء، فقد وقف على الأطلال واستوقف، وبكى في شعره، وذكر الحبيب والمنزل، وشبّه بدقة. واعتنق أغلب الكنديون الوثنية، وبعضهم اعتنق اليهودية، وبعضهم الآخر اعتنق المسيحية.

##### لحيان
مملكة لحيان هي مملكة عربية قديمة، قامت في مدينة الحجر وتيماء والعلا وديدان شمال غرب السعودية، كانت مملكتهم تسمى في أولى مراحلها مملكة ديدان، نسبة للمدينة ديدان. دامت مملكة لحيان في مرحلتها الأولى في الفترة الممتدة من سنة 900 ق.م إلى سنة 200 ق.م، ثم مرحلتها الثانية بعد الاستقلال عن مملكة الأنباط في الفترة الممتدة بين سنة 107م و150م. غزا الأنباط (النبط) الحجر عاصمة اللحيانيون واتخذوا من بيوت اللحيانيين مقابر ومعابد، ولم يتمكن اللحيانيين من استرجاع ملكهم إلا بعد أن غزا الرومان الأنباط.
امتد نفوذ دولة لحيان على الأرض الممتدة غربي النفود، من شمال يثرب إلى ما يحاذي خليج العقبة. عُثِر في العُلا بالقرب من مدائن صالح على ما يقارب من أربعمائة نقش لحياني ومنها ما يحتوي على بعض أسماء الملوك والمعبودات الوثنية، أما بالنسبة للهجة اللحيانية فهي عربية شمالية قريبة من اللغة العربية الحالية. تحتوي هذه النقوش والكتابات على بعض أسماء ملوك لحيان، منها «هنوس بن شهر» و«ذو أسفعين تخمى بن لوذان» الذي يرجع حكمه إلى النصف الأول من القرن الأول قبل الميلاد. كما أن هناك معبد يقع في العُلا يعود للحيانيين، وُجِدت فيه تماثيل بطول الإنسان لملوك لحيان، وهذه التماثيل تحمل الطابع العربي المتمثل في شكل الوجه واللبس، وما وضع على الرأس بما يشبه العمامة والعقال. وقد ذكر اللحيانيون في نقوش المسند اليمنية «ذو لحيان» وذكر «أب يدع» أحد أقيال لحيان. في اللغة السبئية اسم لحيان يتكون من مقطعين «لحي» الاسم و«ان» اداة التعريف باللغة السبئية، ويظهر من تماثيل اللحيانيين انهم كانو يرتدون الزي السبئي الشائع باليمن القديم.
يرى البعض أن الأنباط قد استولوا على الحِجْر سنة 65 ق. م، إلى أن وصلوا إلى تيماء، ثم قطعوا كل اتصال للحيانيين بالبحر، فاستولوا على ميناء «لوكي كومة» التابع للحيانيين، وأحاطوا بهم من جميع الجهات، ويُعتقد أن الطريق التجاري قد تغير اتجاهه بفعل النبطيين في جنوب الحجر، فكان يمر على مسافة 7 كم إلى الشرق من واحة ديدان القديمة، ثم أخضعوها لنفوذهم. عاد حكم اللحيانيين مرة أخرى بعد سقوط البتراء على أيدي الرومان سنة 106م، والذين مدوا نفوذهم إلى منطقة تبعد عشرة كيلو مترات إلى الشمال من ديدان.
عبد اللحيانيون ذو الغيبه أو ذو الغبيات ، وكان اللحيانيون يتحدثون باللغة اللحيانية، واللحيانية هي أقرب اللغات العربية الشمالية إلى اللغة العربية، بينما كان الددانيون يتحدثون باللغة المعينية.

##### الأنباط

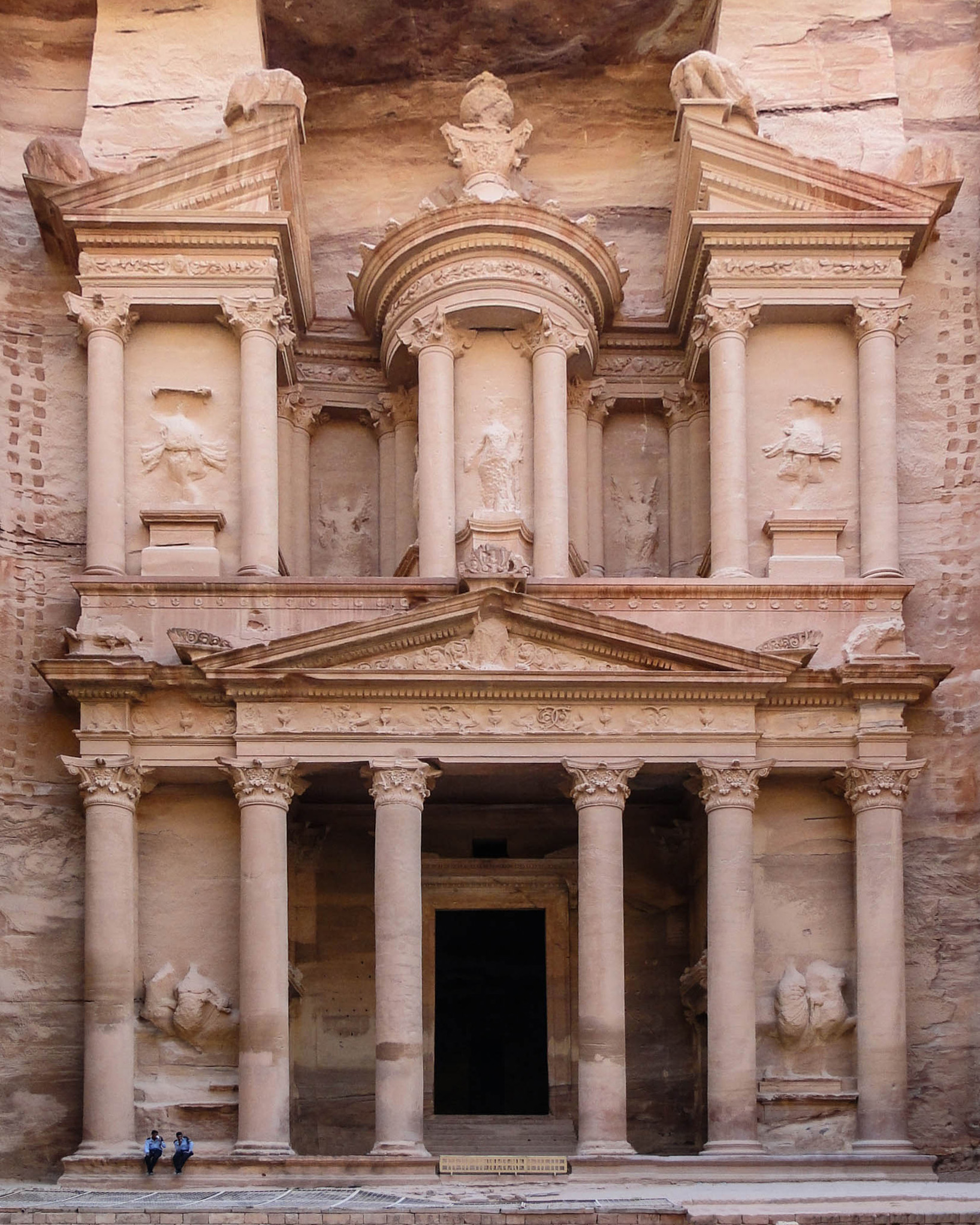
"الخزنة"، أشهر معالم البتراء الباقية ومن أكثرها كمالاً.

آثار مدينة عبدة النبطية على قمة جبل في النقب ترجع إلى القرن الأول قبل الميلاد

الأنباط أو النبط، هم قبائل عربية بدوية تنسب إلى نابت بن إسماعيل، نزحوا من شبه الجزيرة العربية منذ القرن السادس قبل الميلاد، وانتشروا في سيناء والنقب والأردن والعراق وبادية سوريا ذكروا في النصوص الآشورية والكتب العربية القديمة وانتشروا شرقي الأردن، شمالي الحجاز، ونزلوا في المناطق التي كانت تحت سيطرة الكنعانيين والآراميين عن طريق القوافل الذي يمتد بين الشام ومصر، وتوسعوا على حساب الأدوميين في شبه جزيرة سيناء وجنوبي فلسطين، ثم أنشأوا لهم دولة عربية امتدت من نهر الفرات شرقًا إلى البحر الأحمر غربًا، يحدها من الغرب وادي عربة، ومن الجنوب بادية الحجاز، ومن الشرق بادية الشام، ومن الشمال فلسطين. يرى بعض المؤرخين الآخرين، مثل القديس جيروم، أن الأنباط من نسل «نبايوط» الابن الأكبر للنبي إسماعيل، وهناك من يرى أنهم من العراق جاء بهم نبوخذ نصر في القرن السادس قبل الميلاد عند فتحه فلسطين ونزلوا البتراء واستقروا بها. وسّع الأنباط خلال ازدهار قوتهم أراضي دولتهم، فشملت: دمشق، وسهل البقاع، وجبل عامل، والأقسام الجنوبية والشرقية من فلسطين، وحوران، وأدوم، ومدين، وديدان، وسواحل البحر الأحمر. وبنى الأنباط المدن وأشأوا القرى، واتخذوا مدينة البتراء عاصمة لهم، وتقع في جنوب غربي وادي موسى في شرقي الأردن على الخط التجاري الذي يصل جنوبي شبه الجزيرة العربية بشمالها. تتميز بلاد الأنباط بأنها بلاد جبلية قفراء قليلة المياه تكثر فيها المرتفعات الصخرية الوعرة والشُعب، وقد انعكست هذه الطبيعة على النبط فطبعتهم بطابعها، لذلك عُرف الأنباط بشدة المراس، وساعدتهم هذه البيئة الصخرية على صدّ هجمات الأعداء، ومن أجل ذلك سمّى اليونان بلادهم باسم «بلاد العرب الصخرية» كما سُميت عاصمتهم بالبتراء (باليونانية: πέτρα)؛ أي الصخرة لأنها منحوتة في الصخور، وعُرفت في المصادر العربية باسم «الرقيم»، أي النقش القديم، كما أتاحت لهم هذه الطبيعة أن يمارسوا العمل التجاري، فنقلوا السلع بين مختلف الأقاليم، وسيطروا على طريق القوافل التجارية الموازي للبحر الأحمر، والذي يربط اليمن وشبه الجزيرة العربية الجنوبية بالشام ومصر عن طريق غزة، والمدن الفينيقية على البحر المتوسط. جاء انهيار مملكة الأنباط عندما هاجمها الإمبراطور الروماني تراجان سنة 106، وتحويل خط سير الطريق التجاري المار من العاصمة البتراء، إلى مدينة بصرى، فانهار اقتصادها، وتضعضع كيانها حتى سقطت.

##### المناذرة والغساسنة

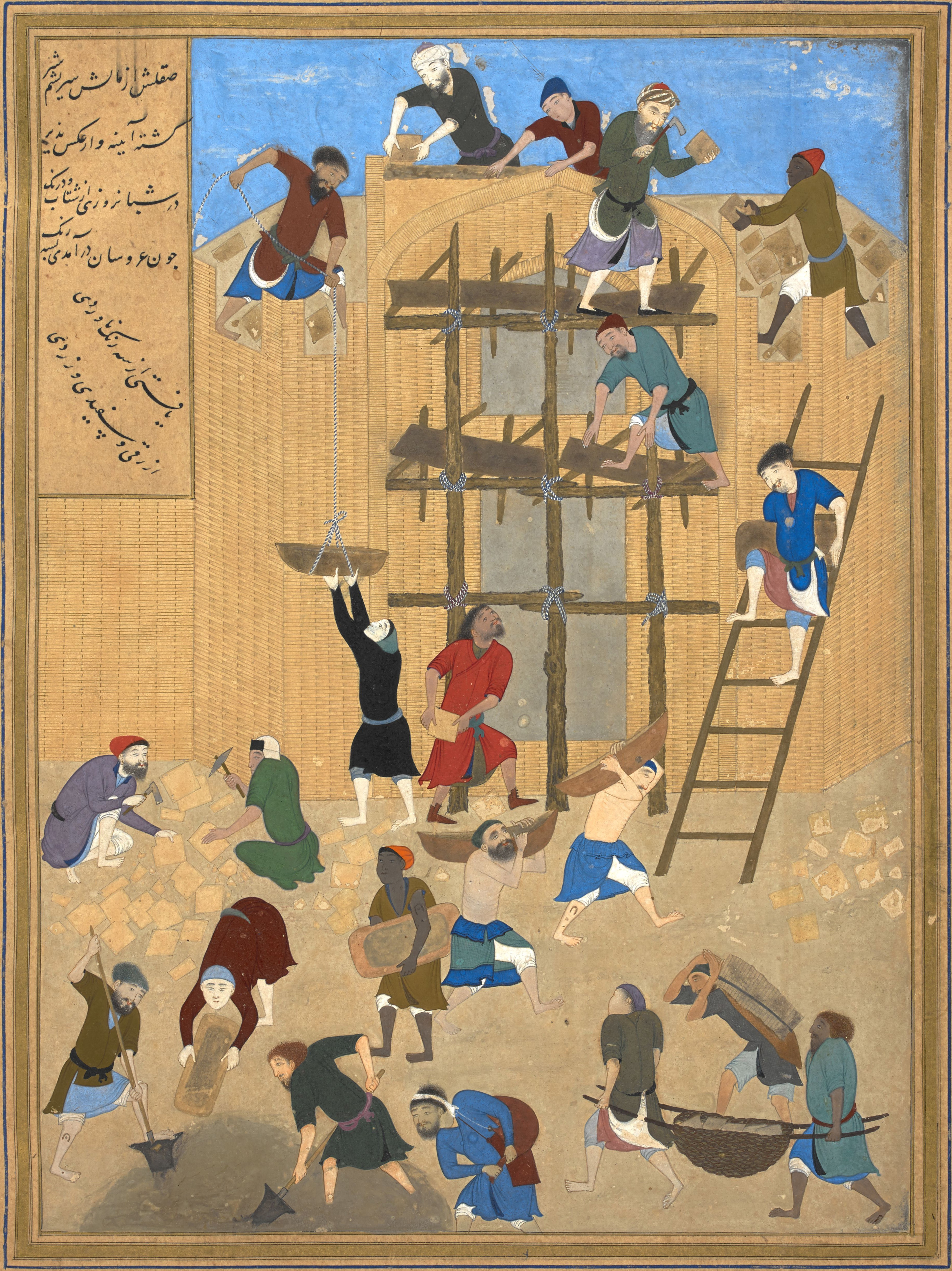
رسم من القرن الخامس عشر، يُظهر بنو لخم أو المناذرة، وهم يشيدون قصر الخورنق في الحيرة، عاصمة مُلكهم.

قامت في الحيرة، في العراق، خلال القرن الثاني الميلادي، إمارة المناذرة، أو بنو لخم. والمناذرة أسرة عربية من تنوخ قدمت من الأردن أساسًا واستقرت في العراق وحكمت جنوبه بتشجيع ودعم من الفرس، ذلك أن الإمبراطورية الفارسية كانت قد ضعفت بعض الشيء في ذلك الوقت ورغبت بإقامة حاجز بينها وبين شبه الجزيرة العربية يقيها هجمات البدو المتكررة، فدعموا بني لخم حتى جعلوا منهم إمارة حدودية فاصلة بين أراضي الفرس والعرب. اعتنق المناذرة المسيحية على المذهب النسطوري في عهد الملك النعمان بن المنذر، وكانوا يجمعون الضرائب من القبائل العربية القريبة منهم ويقدمونها إلى الفرس، وكان بلاط الحيرة مقصدًا للشعراء العرب.
أما الغساسنة فيرجع أصلهم إلى التنوخيين، هاجروا من جنوبي شبه الجزيرة العربية إلى بادية الشام قبل أو بعد حادثة سيل العرم، بفعل تصدّع سد مأرب أو تهدمه، وقد ساروا في بادئ الأمر إلى تهامة بين بلاد الأشعريين وعك، ونزلوا على ماء يُقال له غسّان، فنسبوا إليه، وكانت هذه القبيلة بزعامة عمرو بن عامر مزيقاء، ثم انتقلوا إلى بلاد الشام، ونزلوا في حوران والجولان وغوطة دمشق وأعمالها، ونزل قسم منهم في الأردن. استطاع الغساسنة بعد اسقرارهم في الشام أن يزيحوا بني سليح القضّاعيين، وهم وكلاء البيزنطيين، ويبيدونهم، ويتولون مهمتهم، ألا وهي الدفاع عن حدود الإمبراطورية البيزنطية الجنوبية. اعتنق الغساسنة المسيحية، على المذهب اليعقوبي السائد في الشام، وأشهر ملوكهم الحارث بن جبلة الذي رضي الروم عنه فعينوه بطريركًا عام 529.

#### ممالك أخرى
استوطن العرب عدّة ممالك كبيرة أخرى قامت في شمال شبه الجزيرة العربية وبلاد الشام خلال العصور القديمة، واختلطوا فيها مع الآراميين والفرس والإغريق، واعتنق قسم كبير منهم اللغة والهوية الآرامية بعد عقود عديدة. يعتبر قسم من المؤرخين هذه الممالك ممالكًا عربية، وحجتهم في ذلك هي أن أسماء سكانها تعتبر من الأسماء العربية الشائعة في ذلك الزمن مثل: معن، مذعور، أبجر، وائل، عبدو، بكر، وصخر. كما حكم بعض هذه الممالك ملوك من أصول عربية كما يتزح كذلك من اسمائهم. غير أن ملوكها اتخذوا لاحقا أسماء آرامية وفارسية وأرمنية.

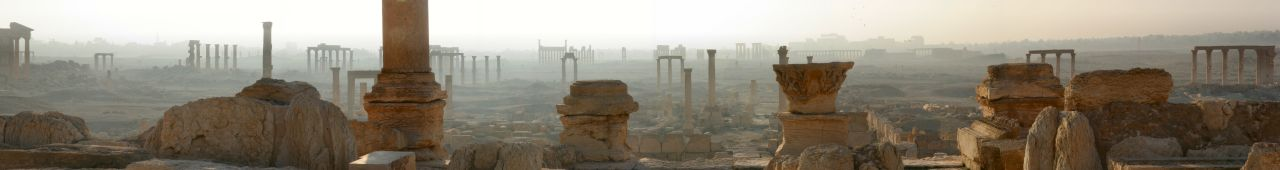
أطلال تدمر في الصباح الباكر.

من أشهر الممالك التي قطنها العرب في العراق والشام إلى جانب شعوب أخرى: ميسان التي قطنها العرب والفرس والإغريق، الحضر التي قطنها العرب إلى جانب الآراميين والإغريق، الرها التي استوطنها الآراميين والإغريق، ثم توافدت عليها قبائل عربية من اليمن، أبرزها قبيلة طيء، وسكنت بواديها. ولعلّ أشهر هذه الممالك هي مملكة تدمر، التي سكنها كل من الآراميين والعرب، ونسب بعض الإخباريون العرب بنائها إلى شخصية خرافية هي تدمر بنت حسان بن أذينة بن السميدع التي يرتفع نسبها إلى العماليق من ذرية عمليق بن لاوذ بن إرم بن سام بن نوح، وذكر بعضهم أن الزباء، ملكة تدمر هي ابنة عمرو بن ظرب بن حسان بن أذينة بن السميدع بن هوبر من أهل بيت عاملة من العماليق.
وصل بعض عرب الشمال إلى مراكز مرموقة في دولهم، وحققوا منجزات مهمة، وبعضهم حقق شهرة عالمية في عصره، ولعلّ أبرز وأشهر العرب الشماليين هو فيليپ العربي، شامي الأصل من قرية الشهبا الواقعة في مقاطعة العربية الرومانية، والذي أصبح فيما بعد إمبراطورًا للإمبراطورية الرومانية، والذي يُقال أنه كان أول إمبراطور يعتنق المسيحية دينًا.

### العصر النبوي

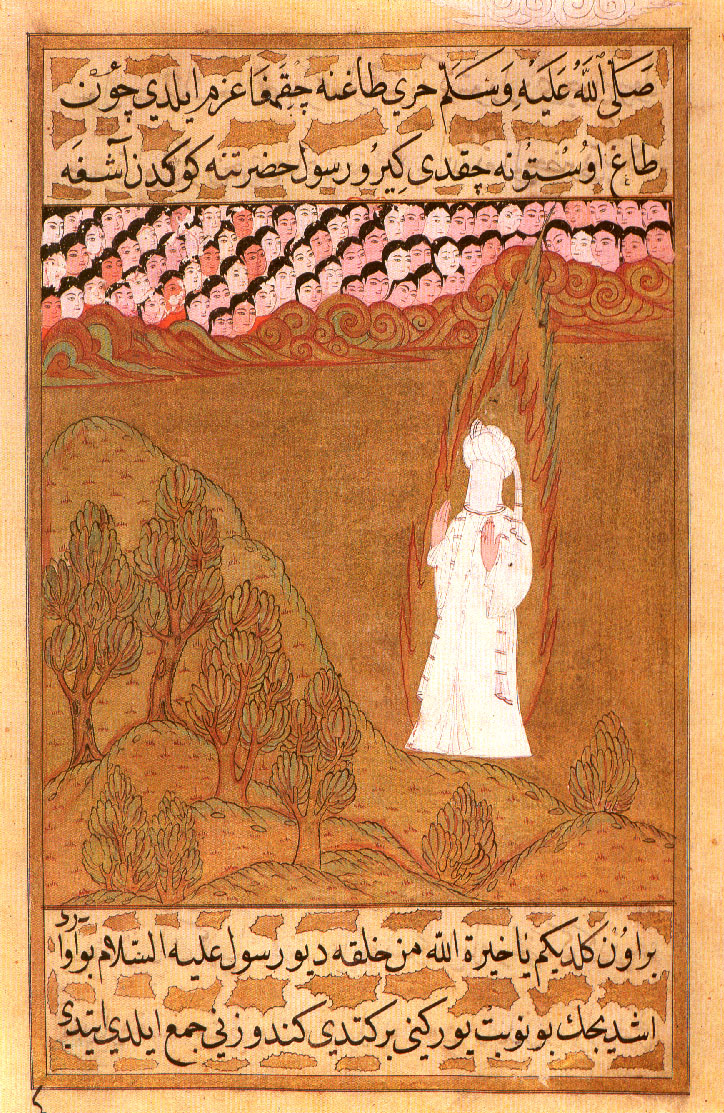
رسم تركي عثماني للنبي محمد على جبل النور، وقد غُطي وجهه. من كتاب سيرة الأنبياء.

خلال الفترة الممتدة بين عاميّ 568 و569 للميلاد، خرج أبرهة الأشرم الحبشي، حاكم اليمن من قبل مملكة أكسوم الحبشية، إلى الحجاز قاصدًا مدينة مكة بهدف تدمير الكعبة، ليجبر العرب، وعلى رأسهم قبيلة قريش، على الذهاب إلى كنيسة القليس التي بناها وزينها في اليمن، ورغب أن يجعل الناس يحجون إليها، ولكن العرب لم يهتموا بها بل استمروا يتوافدون على الكعبة بأفواج عظيمة، بل وصل بهم الحال إلى أن خرج رجل من النسأة من قبيلة كنانة حتى أتى كنيسة القليس في صنعاء فأحدث فيها،  ويذكر إن أبرهة توج مُحَمَّد بن خزاعي، ووضعة اميرا على مضر، وأمره أن يسير في الناس يدعوهم إلى حج القليس، كنيسته التي بناها فسار مُحَمَّد بن خزاعي، حتى إذا نزل ببعض أرض العرب وقد بلغ أهل تهامة أمره، وما جاء له فبعثوا إليه رجلا من هذيل اسمه عروة بن حياض الملاصي الهذلي، فرماه بسهم فقتل محمد بن خزاعي وكان معه أخوه قيس بن خزاعي، فهرب حين مات أخوه، فلحق بأبرهة، فأخبره بمقتله. الأمر الذي أثار غضب أبرهة الأشرم الحبشي الذي حلف على أن يزيل الكعبة ليحوّل نظر الناس إلى كنيسته في اليمن، فسار على رأس جيش عرمرم تتقدمه بضعة أفيال مدربة على هدم الأبنية، ولمّا بلغ خبر حجم الجيش أهل مكة، هربوا واحتموا بالجبال المحيطة بها، ووفقًا للمعتقد الإسلامي، فإن الجيش الحبشي لمّا وصل بالقرب من الكعبة، رفضت الأفيال السير والتقدم وتسمّرت في أرضها على الرغم من تعرضها للضرب والنحر، وعندها ظهرت أسراب طيور كبيرة في السماء تحمل في مناقيرها حجارة من نار ملتهبة وراحت تلقي هذه الحجارة على جيش أبرهة حتى مات كل جنوده واستحالوا كطعام أكلته البهائم ثم أخرجته وجففته الشمس. عُرف هذا العام باسم «عام الفيل» في التاريخ العربي، وفيه كانت ولادة محمد بن عبد الله بن عبد المطلب آل هاشم، نبي الإسلام، قرابة عام 570.

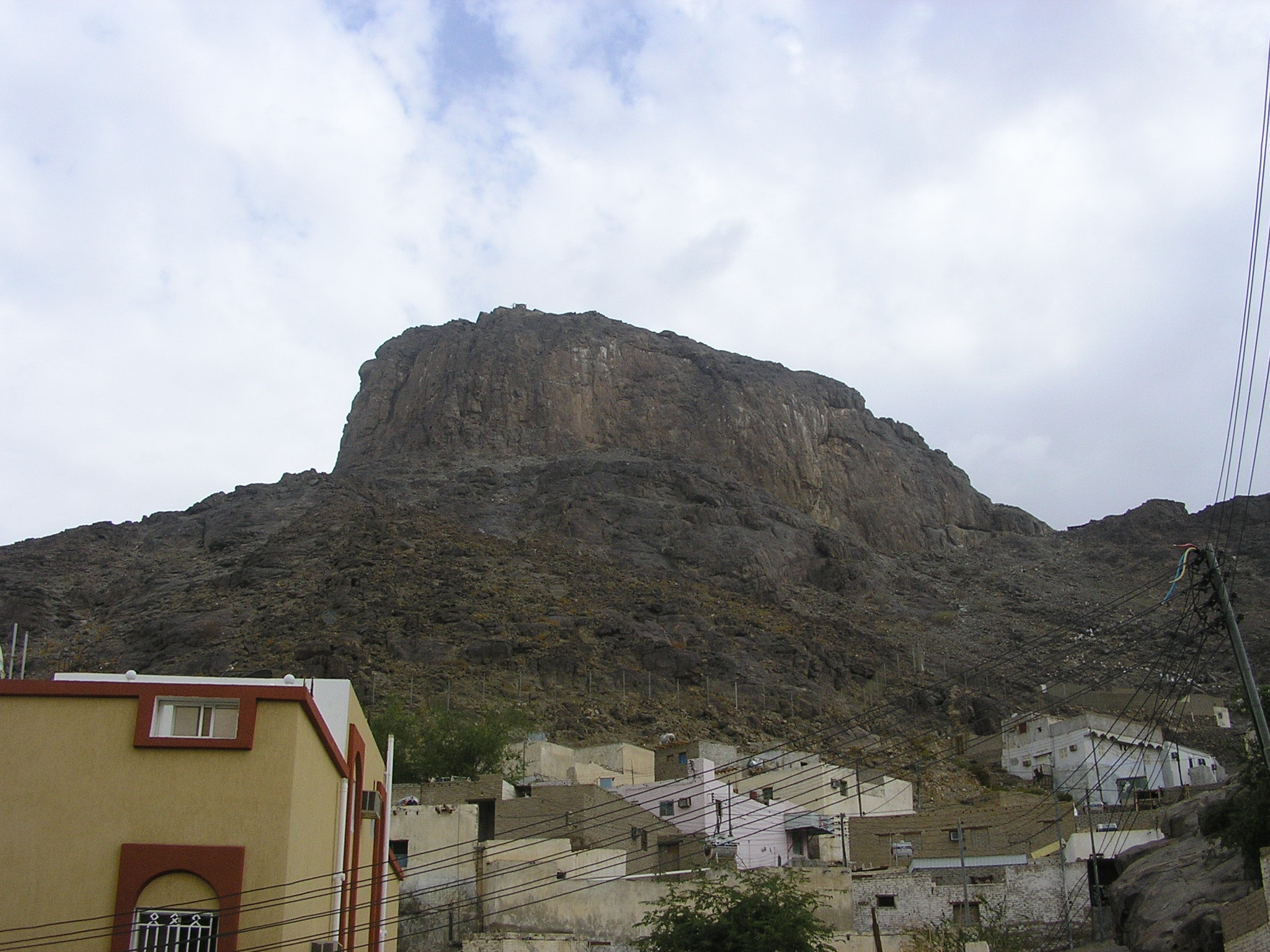
جبل النور في مكة حيث يقع غار حراء الذي كان محمدًا يقصده للتأمل في حال قومه، وحيث نزل عليه الوحي وفق المعتقد الإسلامي.

نشأ محمد يتيم الأبوين، وعاش في كنف عمه أبو طالب، وعمل في التجارة أيام شبابه، وتزوج بصاحبة تجارته خديجة بنت خويلد، وهي من أكثر أهل مكة غنى وجاهًا، واستمر يقوم بأعمالها التجارية ويرافق تجارتها بين الشام والحجاز في حماسة وعزم. غير أن حال قومه العرب، وما هم عليه من فتن واضطراب في حياتهم الاجتماعية ومن عبادة أصنام، دعاه إلى أن يفكر في إصلاحهم، فكان ينصرف إلى مكان بعيد عن الناس في ضواحي مكة يُدعى غار حراء، حيث كان يمضي الساعات الطوال، يتأمل في الكون وفي خالقه، ويُفكر في حال قومه وأوضاعهم الدينية والاجتماعية. ولمّا بلغ محمدًا الأربعين من عمره، نزل عليه الملاك جبريل في الغار وفقًا للمعتقد الإسلامي، حيث أعلن له أنه آخر أنبياء الزمان، الذي تنبأ المسيح بقدومه، وكُلّف بدعوة الناس إلى ترك الوثنية وعبادة الله والإيمان بالآخرة وترك الخبائث. تمكّن محمد خلال فترة قصيرة نسبيًا من توحيد السواد الأعظم من القبائل العربية تحت راية الإسلام، فنبذ التعصّب القبلي وجعل العرب أمّة واحدة لأول مرة، واستقطبت دعوته الفقراء والمساكين في بادئ الأمر، ثم ما لبث أن تقبلتها باقي الطبقات. وعلى الرغم من تعرّض محمد وأتباعه إلى الاضطهاد من قبل الوثنيين، فإنه تمكن في نهاية المطاف من اجتذابهم إلى الإسلام، حتى إذا قويت شوكة المسلمين وازداد عددهم، انتشروا في كامل أصقاع شبه الجزيرة العربية ينشرون الدين الجديد فيها. وبحلول عام 632، توفي النبي محمد، بعد أن اعتنقت كامل شبه الجزيرة الدين الجديد، وتوحد أبناؤها في دولة واحدة كبيرة.

### عصر الخلافة الراشدة (632-661)

منطقة الخلافة الإسلامية
توسع الدولة الإسلامية في عهد النبي محمد، 1هـ-11هـ/622-632
توسع الدولة الإسلامية في عهد الخلفاء الراشدين، 11هـ-40هـ/632-661
توسع الدولة الإسلامية في عهد الخلفاء الأمويين، 41هـ-132هـ/661-750

بعد وفاة النبي محمد في سنة 11 هـ، الموافقة سنة 632م، تعرضت الدولة الإسلامية الجديدة لانتكاسة، حيث انقلبت العديد من القبائل على حكومة أبي بكر الصدّيق خليفة النبي، الذي قرر مواجهة الخطر والحفاظ على وحدة الدولة الجديدة وعدم السماح لهذا الانقلاب بتفتيت الدولة حديثة العهد، فوجّه جيوشه لمحاربة المرتدين. استطاعت جيوش الخليفة الجديد على وحدة الجزيرة العربية من جديد بعد ما عرف بحروب الردة.
أثناء حروب الردة، حدثت عدة مناوشات بين قوات المثنى بن حارثة الشيباني وبعض قوات الفرس، والتي قضى فيها المثنى على قوات الفرس التي واجهته، مما شجع ذلك المثنى على التوجه إلى عاصمة الخلافة لطلب الإذن من الخليفة أبي بكر وطلب المدد لمواصلة الزحف نحو العراق. أبدى أبو بكر حماسة للفكرة ووجه معه جيشًا، استتبعه بآخر بقيادة خالد بن الوليد، والذي استطاع في غضون أشهر قليلة السيطرة على العراق وضمه إلى دولة الإسلام.
شجع هذا النجاح العسكري أبي بكر على غزو الشام، فأرسل 4 جيوش دفعة واحدة إلى الشام لفتحه بقيادة أبي عبيدة بن الجراح ويزيد بن أبي سفيان وشرحبيل بن حسنة وعمرو بن العاص ووجه كل منهم لوجهة مختلفة، ثم دعمهم بجيش آخر من قواته التي وجهها للعراق بقيادة خالد بن الوليد.
أثناء تلك الفتوحات توفي الخليفة الأول أبي بكر في عام 13 هـ، الموافق عام 634م، وخلفه عمر بن الخطاب الذي واصل الفتوحات التي بدأها سلفه، فاستطاعت جيوش المسلمين في عهده الزحف على أراضي الإمبراطوريتين الفارسية والبيزنطية، فسقطت بلاد فارس والشام ومصر وأرمينية وأجزاء من الأناضول. وبعد أن اغتيل عمر بن الخطاب عام 23 هـ، الموافق عام 644م، خلفه عثمان بن عفان، الذي واصلت جيوش المسلمين الزحف في عهده، فغزت شمال أفريقيا وقبرص وصقلية غربًا، ووصلت حتى نهر السند شرقًا. إلا أنه في نهاية عهده تعرض حكمه لبعض القلاقل التي نتج عنها حركة معارضة استطاعت قتله في عام 35 هـ، الموافق عام 655م.
بعد اغتيال الخليفة الثالث عثمان بن عفان، اختار المسلمون علي بن أبي طالب ليكون الخليفة الرابع. تولى الخليفة الجديد منصبه، وعاصمة الخلافة في حالة اضطراب، نتيجة سيطرة مغتالي الخليفة عثمان على المدينة. طالب عدد من الصحابة بسرعة القصاص من قتلة عثمان. وجد الخليفة الجديد أنه إذا ما أمر بالقصاص من قتلة عثمان، فسينتج عن ذلك حمام دم في المدينة، وقد يفقد السيطرة على المدينة، لذا آثر تأجيل القصاص من قتلة عثمان. إلا أن أقارب الخليفة المقتول بقيادة معاوية بن أبي سفيان الخليفة الجديد رفضوا ذلك بل ورفضوا مبايعته قبل القصاص، أيدهم في ذلك أهل الشام، مما أدخل الدولة الوليدة في حرب أهلية استمرت خلال عهد الخليفة علي بن أبي طالب، ولم تنتهي إلا بعد أن تنازل الحسن بن علي عام 41 هـ، الموافق عام 661م، الذي خلف أباه بعد اغتياله عام 40 هـ، الموافق عام 660 هـ، عن الخلافة لمعاوية بن أبي سفيان حقنًا لدماء المسلمين، ليبدأ بذلك عصر الدولة الأموية.

### العصر الأموي (661-750)

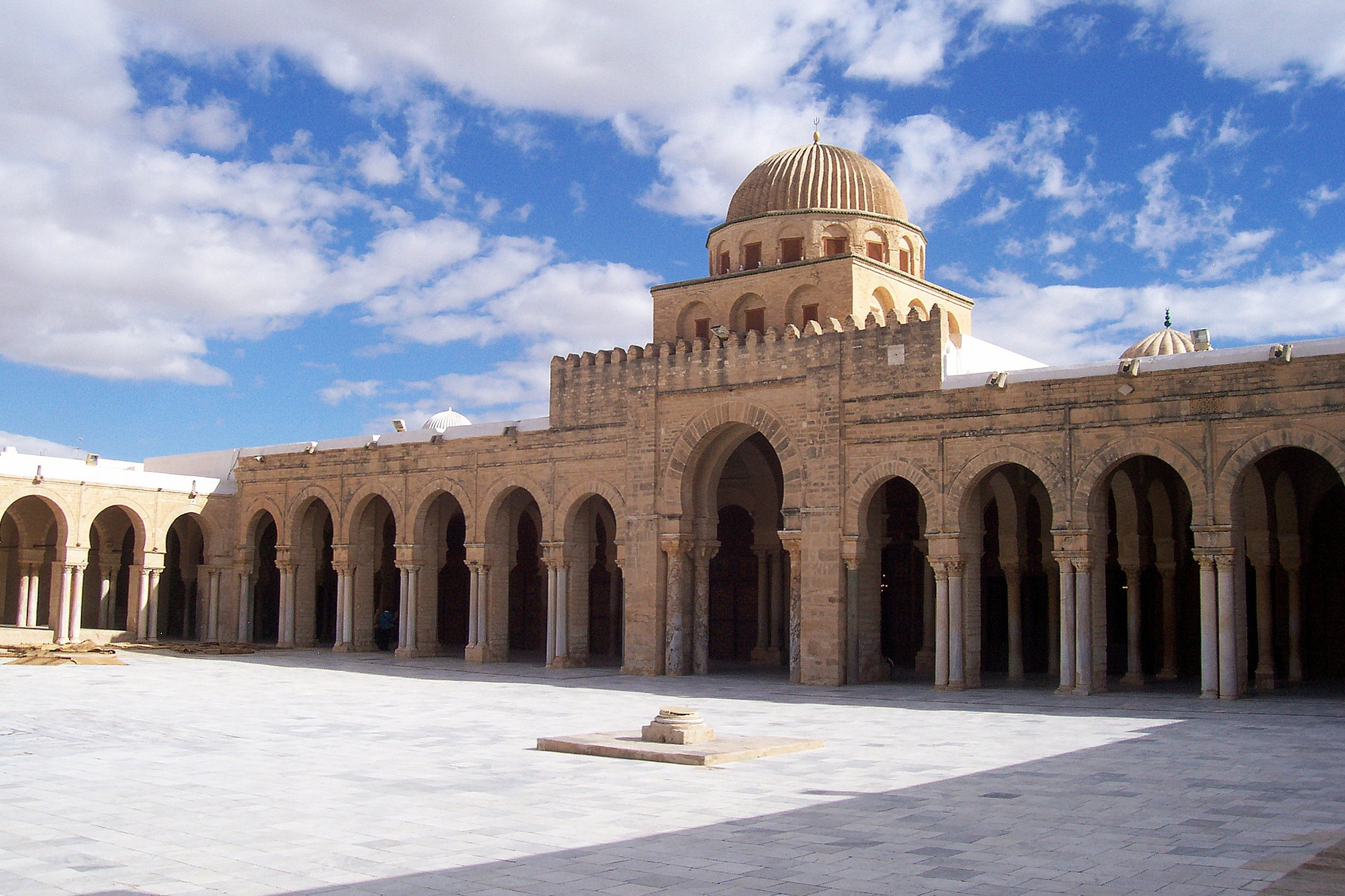
جامع عقبة بن نافع المعروف أيضًا باسم جامع القيروان الأكبر، بُني عام 670 على يد القائد العربي عقبة بن نافع؛ يُعتبر أقدم مساجد المغرب العربي ومن أهم المعالم العربية والإسلامية الأموية في شمال أفريقيا، وبمدينة القيروان في تونس.

بعد أن أعلن معاوية بن أبي سفيان نفسه خليفةً على المسلمين، نقل العاصمة من الكوفة إلى دمشق، وبذلك بدأت الخلافة الأموية التي استمرت نحوًا من تسعين سنة، وقد توالى على منصب الخلافة أربعة عشر خليفة، الثلاثة الأولون من الفرع السفياني، والباقون من الفرع المرواني. اعتمد الأمويون في بناء دولتهم على العرب أكثر من اعتمادهم على العجم الداخلين حديثًا ضمن الدولة الإسلامية، وجعلوا لهم قواعد عسكرية مهمة أبرزها: الرملة، الرقة، بصرى، الكوفة، الموصل، وسامراء، التي اتخذوها نقاط انطلاق الفتوح. يُعتبر عبد الملك بن مروان مؤسس الدولة الأموية الثاني، إذ هو من أمر بتعريب الدواوين عام 686، بعد أن وجد أن كتابتها باللغات الأجنبية تحول بين الحكام العرب وبين فهمها ومراقبتها، فكانت هذه الخطوة بمثابة بداية مرحلة اعتناق قسم كبير من السريان والفرس والقبط والكلدان وغيرهم من الشعوب التي دخلت في الإسلام أو خضعت للعرب وبقيت على دينها، للهوية العربية واللغة العربية، الأمر الذي كان من نتيجته تعريب كامل الشام ومصر والعراق بعد عدّة سنوات.

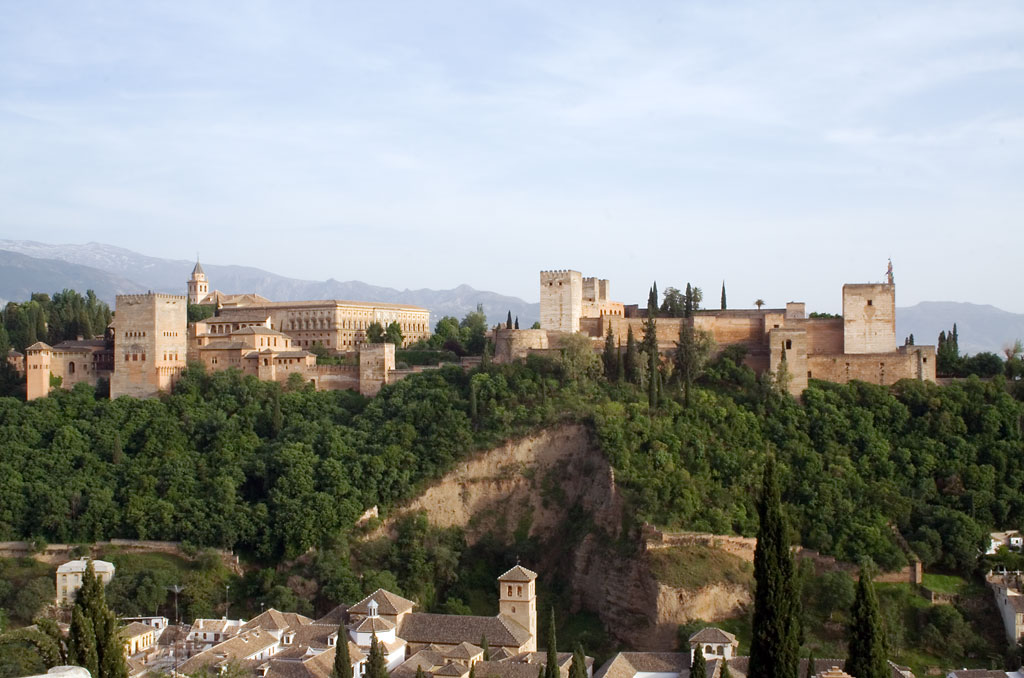
قصر الحمراء، أبرز المعالم العربية والإسلامية الباقية في إسبانيا وشبه الجزيرة الأيبيرية بكاملها.

توسّع العرب جغرافيًا بشكل كبير جدًا خلال العهد الأموي، فبعد أن كانوا محصورين في شبه الجزيرة العربية قبل نحو قرن من الزمن، استحالوا في العصر الأموي ينتشرون في كامل بلاد الشام والعراق وفارس ومصر، ووصلوا السند وكاشغر وطشقند، وثبتوا أقدامهم في القوقاز، وفتحوا كامل شمال أفريقيا بالتعاون مع القبائل الأمازيغية، التي اعتنقت الإسلام بشكل سريع، واستوطنوا تلك المناطق واختلطوا مع سكانها الأصليين، وأسسوا فيها مدنًا مهمة، لعل أبرزها هي مدينة القيروان بتونس. كان أغلب العرب الذين استوطنوا المغرب يرجعون بأصولهم إلى شبه الجزيرة العربية، والقسم الآخر منهم كان متعربًا أصوله شاميّة وقبطية وعراقية. وقد كان فتح المغرب مقدمة وصول العرب أقصى درجات التوسع والانتشار، إذ بعد أن أسلم الأمازيغ واستقرت القبائل العربية في البلاد، تحرّكت الجيوش مجددًا ناحية شبه الجزيرة الأيبيرية بأمر من موسى بن نصير وبقيادة القائد الأمازيغي طارق بن زياد، فأتمت فتحها، ليسكنها كل من العرب والأمازيغ ويختلطون مع أهلها من القوط، الذين اعتنق قسم منهم الإسلام أيضًا. وقد بلغ العرب أيضًا أسوار القسطنطينية وضربوا عليها الحصار، لكنهم فشلوا في اقتحامها لمناعتها، ولاستخدام الروم النار الإغريقية في مواجهة المسلمين. انهمك بعض الخلفاء الأمويين في ملذّاتهم، وانصرفوا عن شؤون الدولة إلى نزاعهم مع بعض أفراد البيت الأموي، وصادف ذلك إعلان الدعوة العباسية التي تدعو لبني العبّاس الهاشميين، فكان ضعف الخلفاء وانشغالهم في أمورهم الخاصة ونقمة الناس عليهم أسبابًا أدّت إلى نجاح الدعوة العباسية وانتشارها بين الرعية وخاصة الفرس الذين أبعدهم الأمويون عن مناصب الدولة. وانجلت معركة الزاب عن هزيمة جيش مروان بن محمد، آخر خليفة أموي أمام قوات الثائرين من أنصار العبّاسيين، فزالت إثر ذلك الدولة الأموية وقامت على أنقاضها الدولة العباسية.

### العصر العباسي (750-1513)

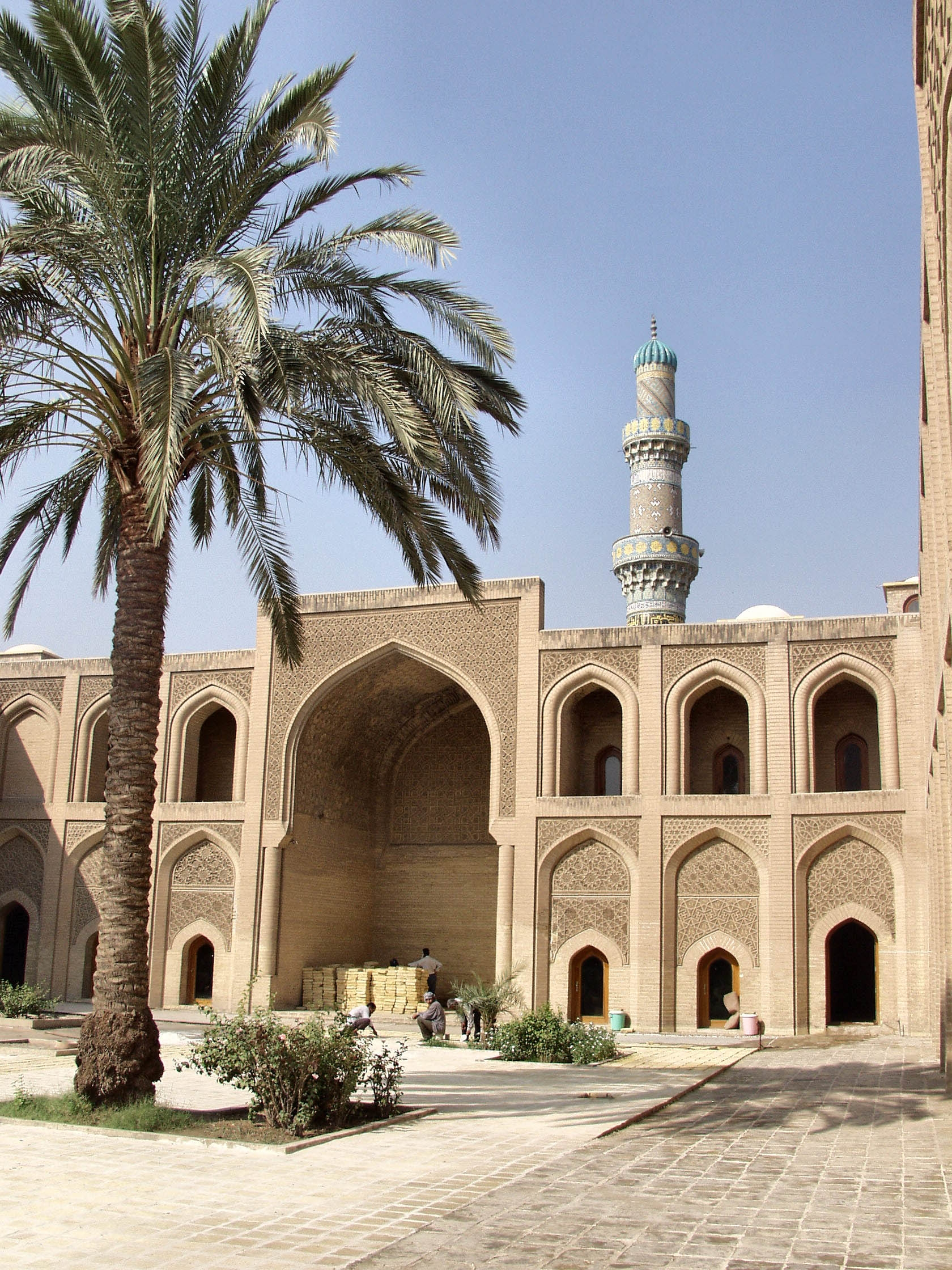
الجامعة المستنصرية في بغداد، من أبرز معالم العصر العباسي.

خلف آل العبّاس بني أمية في خلافة المسلمين، فكانوا بذلك ثاني أسرة عربية تتولى شؤون الخلافة. اعتمد العباسيون على العناصر الفارسية الناقمة على الأمويين حتى استطاعوا النجاح في ثورتهم، وأسندوا إليهم مناصب مهمة في الدولة، فعلا شأنهم وعظم أمرهم عمّا كان عليه في العهد الأموي. استقلّت عن الدولة العباسية دولاً كثيرة، وكانت الأندلس أقدم البلاد عهدًا بالانفصال، فقد أقام فيها عبد الرحمن الداخل دولة بني أمية عام 756، ثم قامت دولة الأدارسة في مراكش ودولة الأغالبة في تونس. استمرت العبّاسيون يحكمون كافة الأقطار الإسلامية حوالي 200 سنة، فعندها اشتدت حركة الانفصال عن الدولة العباسية وأخذ الولاة يستقلون بالبلاد ويدينون بالولاء للخليفة في بغداد. وقد استمر الأمر على هذا المنوال حتى عقد 1190، عندما اجتاح المغول المشرق العربي ودمروا بغداد وقتلوا الخليفة وأبنائه. استطاع بعض أفراد البيت العباسي الهرب من بغداد والانسحاب إلى مصر حيث احتموا بسلاطين المماليك في القاهرة، الذين هزموا المغول وردوهم على أعقابهم. حكم المماليك القسم الشرقي من العالم العربي في القرون الأربع التي تلت الغزو المغولي، لكن دولتهم أخذت تتضعضع في آخر المطاف، فوقعت لقمة سائغة للعثمانيين الزاحفين من الشمال.
يُعتبر العصر العباسي العصر الذهبي للأمة الإسلامية عمومًا والعربية خصوصًا، إذ ظهر خلاله الكثير من العلماء والأدباء والأطباء العرب، وابتكرت فيه عدّة اختراعات عظيمة ظلت تُستخدم طيلة قرون عديدة قادمة، واكتمل فيه تدوين المذاهب الأربعة لأهل السنة، ومذهبيّ الشيعة الإثنا عشرية، وبنيت المستشفيات والمدارس والجامعات والمساجد وغيرها من معالم الحضارة الإسلامية والعربية في طول الدولة وعرضها. وقعت خلال العهد العبّاسي عدّة أحداث مهمة في الوطن العربي، فقد قامت الدولة الفاطمية في تونس على يد عبيد الله المهدي بالله، وهو أحد المتحدرين من نسل النبي محمد عن طريق ابنته فاطمة والإمام علي بن أبي طالب، وسيطرت على قسم كبير من العالم العربي، وخلال عهدها خرجت عدّة حملات عسكرية أوروبية إلى المشرق للسيطرة على بلاد الشام واسترجاع الأراضي المقدسة من أيادي المسلمين، فتمكنت من ذلك وخسر العرب ساحل الشام طيلة ما يقرب من 200 سنة، عندما استطاع القائد صلاح الدين الأيوبي استرجاع أغلب هذه الأراضي وإعادتها إلى حظيرة العالم الإسلامي والعربي.

### العصر العثماني (1513-1922)

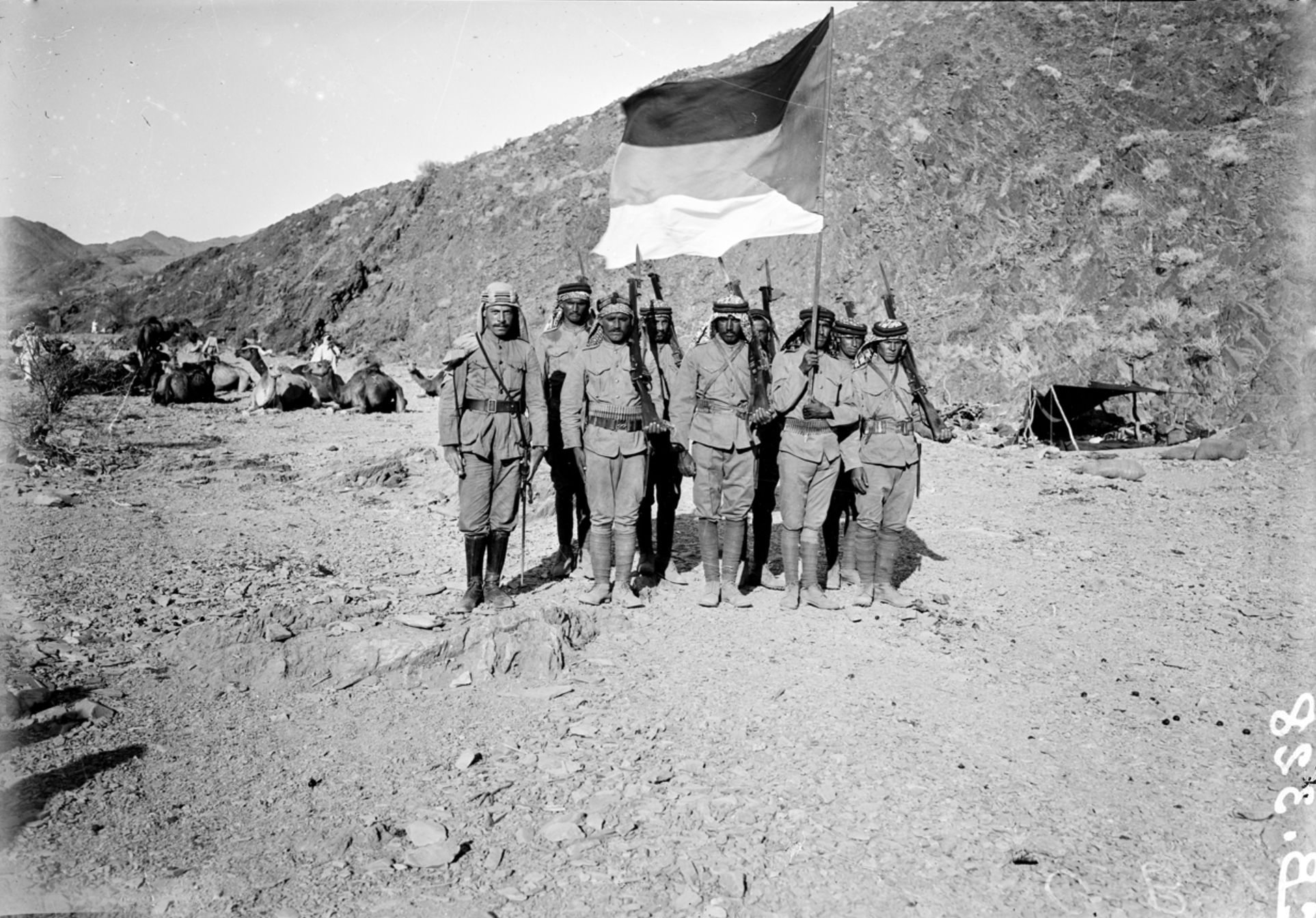
جنود عرب في الجيش العربي خلال ثورة سنة 1916 على الحكم العثماني.

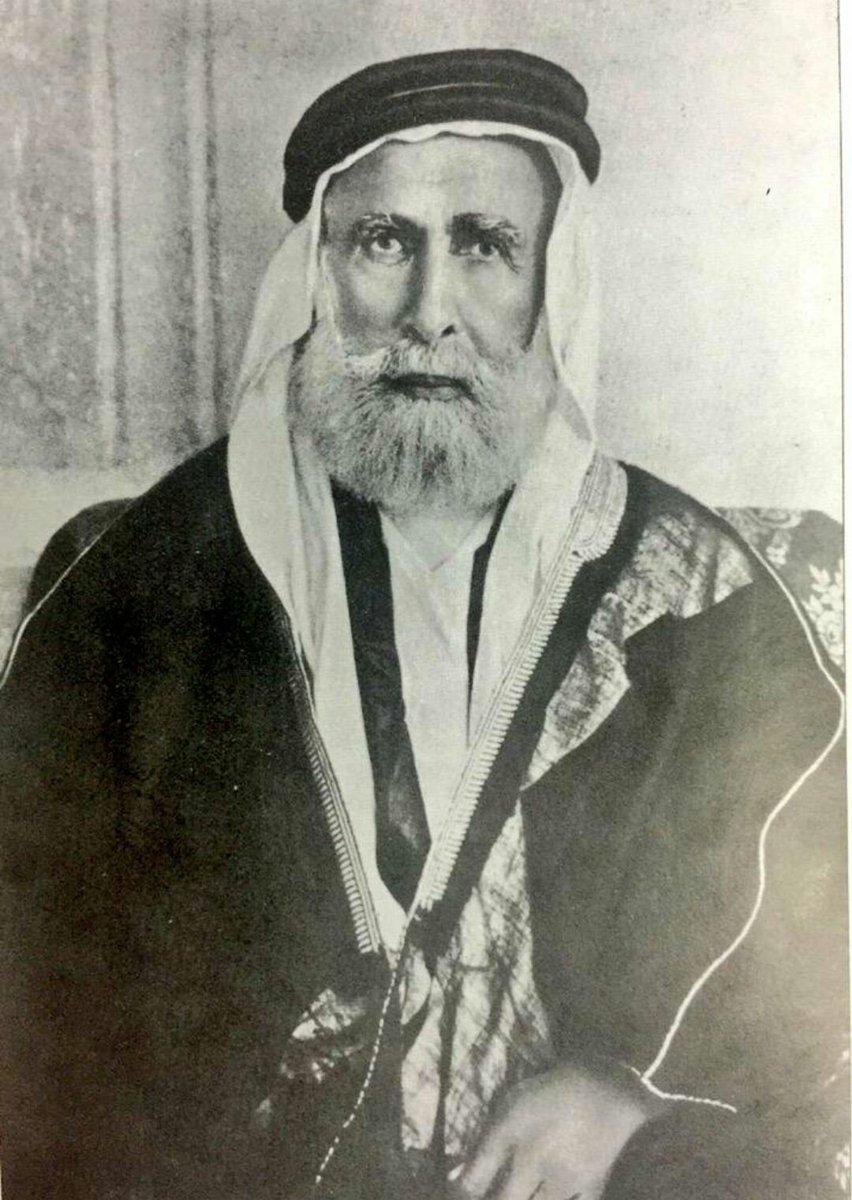
الشريف حسين بن علي، قائد الثورة العربية على الحكم العثماني.

استطاع العثمانيون دحر المماليك في معركتيّ مرج دابق والريدانية، ودخلوا الشام ومصر فاتحين، وأسقطوا الخلافة العباسية بعد أن دامت قرونًا طويلة. انتقلت الخلافة من العرب إلى آل عثمان الأتراك، بعد أن تنازل آخر الخلفاء العباسيين، محمد الثالث المتوكل على الله، عن لقبه لصالح السلطان سليم الأول القاطع، ولم يمانع العرب آنذاك في انتقال الخلافة، خصوصًا وأن علماء الشام ومصر كانوا قد طالبوا العثمانيين بالتدخل لإنهاء حكم المماليك الذين أصابهم الفساد وانتشر في بلاطهم، وعطلوا تطبيق الشريعة الإسلامية، وظلموا كثيرًا من الناس. كانت شمس الحضارة العربية قد أخذت بالغروب منذ أواخر العصر العباسي، وبالتحديد منذ العهد المملوكي، وانطفأت بشكل شبه تام خلال العصر العثماني. شهد هذا العصر نهاية الحكم العربي والإسلامي في شبه الجزيرة الأيبيرية، وانسحب ما تبقى من المسلمين في تلك البلاد إلى المغرب والشام وتركيا، بالمقابل اتسع نطاق انتشار اللغة العربية بعض الشيء مع اعتناق عدد من سكان أوروبا الشرقية الإسلام دينًا. تميّز العهد العثماني بركود وجمود فكري عربي، ولم يتغير هذا الوضع حتى أواخر هذا العصر، عندما انتشرت المدارس والإرساليات الأجنبية التي أسسها بعض المستشرقين في الشام ومصر خصوصًا، فأقبل عدد كبير من الناس على تلقي العلم فيها، وساهموا في وقت لاحق في إحياء اللغة العربية الفصحى في مجال العلوم والآداب.
شهد أواخر العهد العثماني خضوع عدد من الأقاليم العربية للاحتلال الأوروبي، فاستولت فرنسا على الجزائر سنة 1830 ثم على تونس عام 1881، واحتلت بريطانيا مصر عام 1882، ثم ألحقتها بالسودان، وكذلك فعل الإيطاليون بليبيا سنة 1911. تعرّضت العلاقات التركية العربية في هذه الفترة لانتكاسة خطيرة، إذ بعد أن خلع حزب الاتحاد والترقي السلطان عبد الحميد الثاني، وانصرفوا إلى إدارة شؤون البلاد، نادوا بصبغ الدولة بالصبغة الطورونية، وبتتريك جميع القوميات العثمانية غير التركية، فقاوم العرب هذه الحركة وأسس الشباب المثقف النوادي والجمعيات والأحزاب في مختلف الأقطار العربية لتنمية الوعي القومي لدى العامّة، غير أن الاتحاديون قمعوا هذه الحركات ونكّلوا بأصحابها، فكان ذلك إحدى الأسباب التي أدّت إلى قيام الثورة العربية الكبرى في عام 1916، بقيادة الشريف حسين بن علي الهاشمي، التي نجحت في إخراج الجيش العثماني من كامل القسم الشرقي من العالم العربي، بالتعاون مع القوات البريطانية.

### الفترة المعاصرة

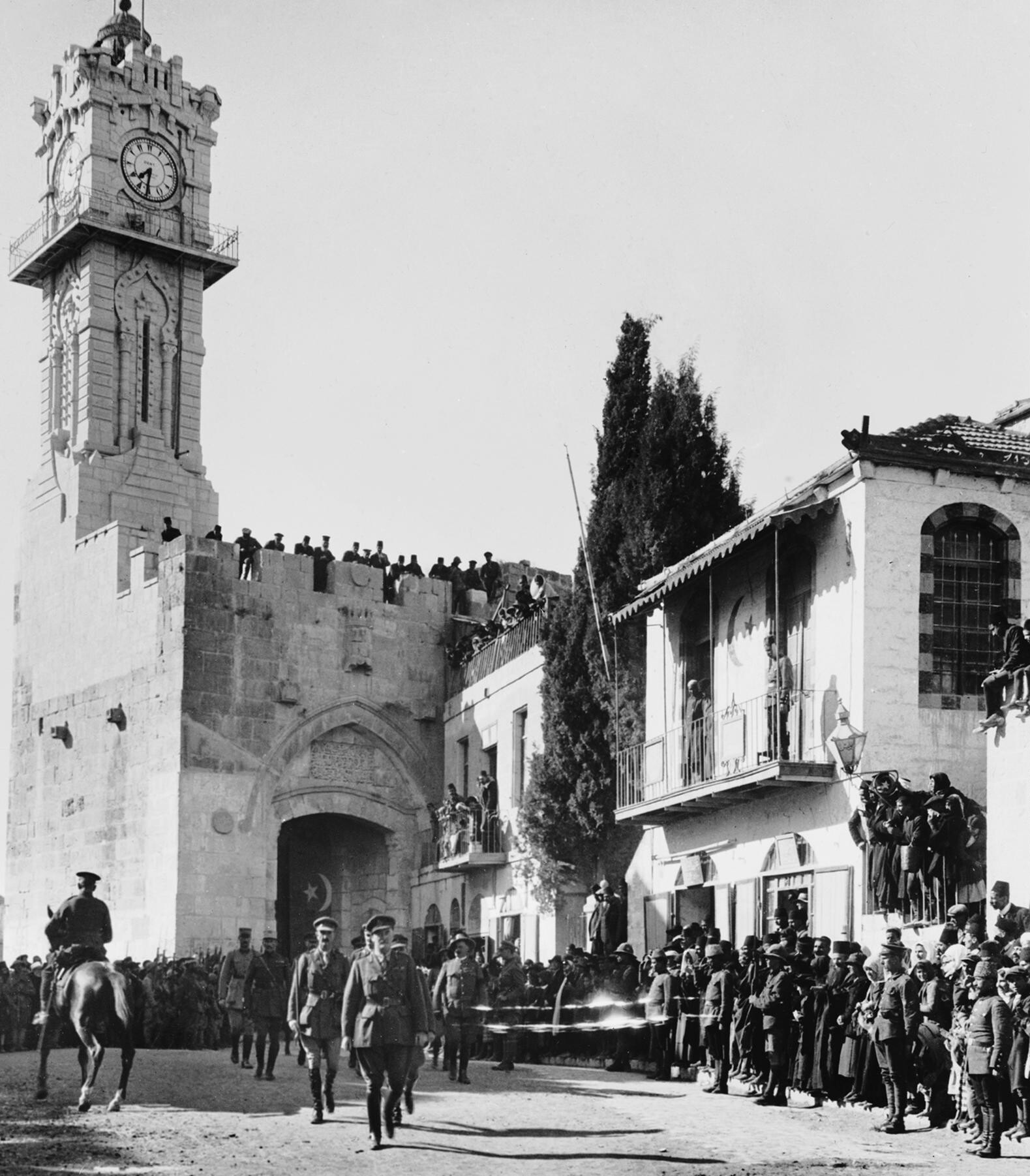
الفريق أول البريطاني إدموند ألنبي يدخل بلدة القدس القديمة بتاريخ 11 ديسمبر سنة 1917.

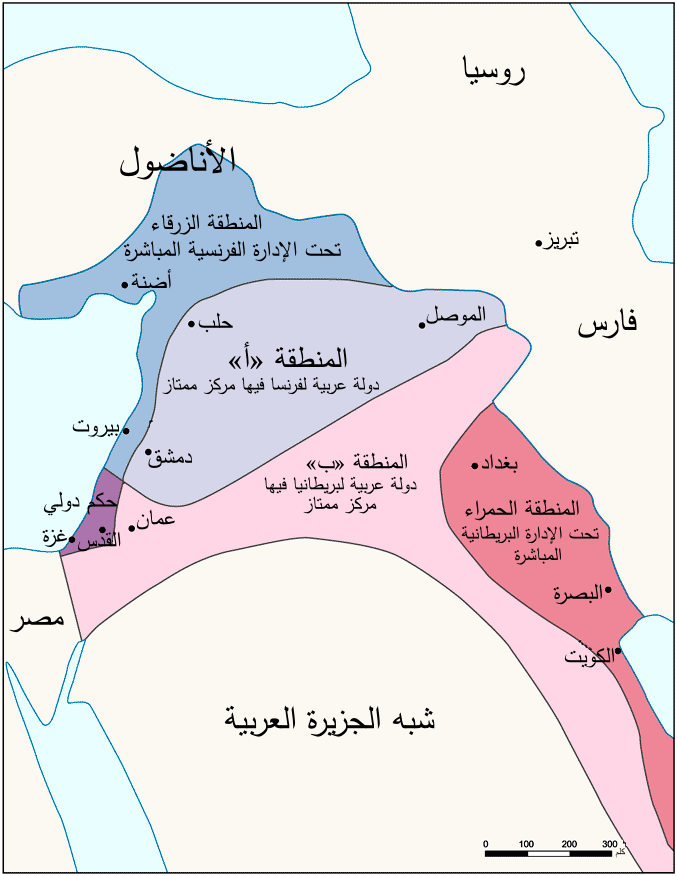
تقسيم القسم الشرقي من العالم العربي وفق اتفاقية سايكس بيكو بعد انهيار الدولة العثمانية.

كان الشريف حسين ينتظر، في حال نجاح الثورة العربية وانتصار الحلفاء في الحرب العالمية الأولى، أن يتمكن بمساعدة بريطانيا من تأسيس دولة عربية مستقلة تتألف من شبه الجزيرة العربية والهلال الخصيب بقسميه العراق وبلاد الشام، وأن يكون هو في هذه الدولة «ملك العرب» و«خليفة المسلمين»، وأن يخلفه فيها أولاده من بعده. غير أن الثورة العربية لم تنجح سوى في تحقيق قسم من أهدافها، منها استقلال الحجاز وتنصيب الشريف حسين ملكًا عليه واعتراف الحلفاء بذلك، أما أهداف الثورة العربية الأخرى التي لم تتحقق فكانت توحيد شبه الجزيرة العربية والهلال الخصيب في دولة واحدة مستقلة، فالحسين لم يتمكن من إخضاع قلب شبه الجزيرة بقواه الذاتية، ولم يرغب البريطانيون بمساعدته على ذلك، وكان الحلفاء قد خططوا لاقتسام الهلال الخصيب فيما بينهم باعتباره من «أراضي العدو المحتلة» أي بمثابة غنيمة حرب وفق ما جاء في اتفاقية سايكس بيكو، التي تتخلص بنودها في إخضاع ساحل الشام وجنوب الأناضول لسيطرة فرنسا، وإخضاع العراق لبريطانيا، وفلسطين لحكم دولي خاص تمهيدًا لتطبيق وعد بلفور الذي قطعته الحكومة البريطانية للحركة الصهيونية العالمية، بجعل فلسطين وطن قومي ليهود العالم.
خضعت اتفاقية سايكس بيكو لبعض التعديلات بسبب انسحاب روسيا من معسكر الحلفاء، فتنازلت فرنسا عن حصتها في الأناضول للدولة التركية الفتيّة، واستعاضت عنها بلبنان وسوريا، بعد أن أسقطت جيوشها الحكم العربي الذي قام في البلاد برئاسة الملك فيصل الأول بن الشريف حسين، كذلك أخضعت بريطانيا فلسطين والأردن وكامل العراق لسيطرتها المباشرة، وفتحت باب الهجرة أمام اليهود للانتقال إلى فلسطين، فهاجر قسم كبير من يهود العالم العربي وأوروبا الشرقية إلى هناك. استمر الحكم الفرنسي والبريطاني للشام والعراق قرابة العقدين من الزمن، وفي نهاية المطاف انسحبت الجيوش الأوروبية من تلك البلاد، وفي تلك الفترة حشد العرب جيوشهم لقتال اليهود في فلسطين بعد أن أعلن هؤلاء قيام دولة إسرائيل، فانتصر العرب في بادئ الأمر، لكن اليهود عادوا وهزموا الجيوش العربية هزيمة منكرة في سنة 1948 بعد أن تدفقت عليهم المساعدات العسكرية الأوروبية. أبرمت الدول العربية المجاورة لإسرائيل هدنة معها في سنة 1949 استمرت حتى أواخر عقد الستينيات من القرن العشرين، عندما عاد العرب وإسرائيل لمحاربة بعضهما البعض. انتصرت إسرائيل في حرب سنة 1967 على العرب، وضمت خلال السنوات القليلة التالية عدّة أقسام من الدول المجاورة لها، مثل شبه جزيرة سيناء ومرتفعات الجولان وجنوب لبنان، لكنها عادت وخسرت معظمها تدريجيًا في حروب لاحقة مع مصر وسوريا ولبنان.

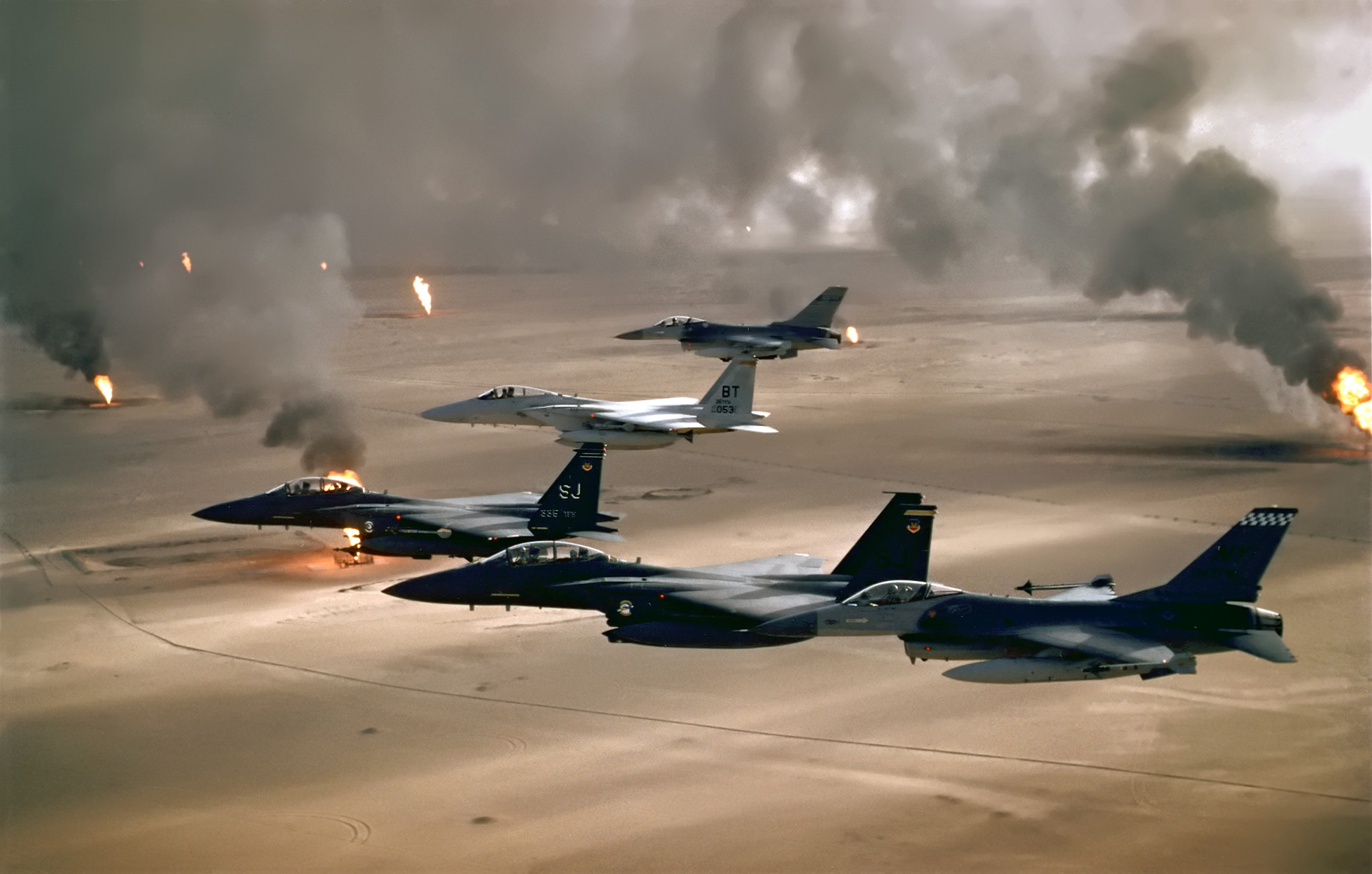
تشكيل من طائرات إف-15إي وإف-16 تحلق فوق آبار النفط الكويتية المشتعلة خلال حرب الخليج الثانية.

تميّز العقدين الأخيرين من القرن العشرين والعقد الأول من القرن الحادي والعشرين بتعدد المشاكل الدولية، التي كان للوطن العربي نصيب كبير منها، فقد خاض العراق وإيران حربًا استمرت ثمانية أعوام، واجتاحت القوات العراقية الكويت ولم تخرج منه إلا بعد حرب مكلفة، واجتاحت القوات الأمريكية والبريطانية العراق في سنة 2003 بحجة البحث عن أسلحة دمار شامل يحتفظ بها النظام الحاكم.
وفي أواخر عام 2010 ومطلع سنة 2011 اندلعت موجة عارمة من الثورات والاحتجاجات في مُختلف أنحاء الوطن العربي بدأت بمحمد البوعزيزي والثورة التونسية التي أطلقت وتيرة الشرارة في كثير من الأقطار العربية وعرفت تلك الفترة بربيع الثورات العربية.
كان من أسباب هذه الاحتجاجات المفاجئة انتشار الفساد والركود الاقتصاديّ وسوء الأحوال المَعيشية، إضافة إلى التضييق السياسيّ وسوء الأوضاع عمومًا في البلاد العربية. انتشرت هذه الاحتجاجات بسرعة كبيرة في أغلب البلدان العربية، وقد تضمنت نشوب معارك بين قوات الأمن والمُتظاهرين ووصلت في بعض الأحيان إلى وقوع قتلى من المواطنين ورجال الأمن. وقد أفضت الثورات العربيَّة إلى سقوط عدَّة أنظمة حكم في أربعة بلدان عربيَّة هي: تونس وليبيا ومصر واليمن، كما نشب نزاعٌ دموي في سوريا بين النظام الحاكم وكتائب مُنشقة عن الجيش عُرفت باسم الجيش السوري الحر، وكتائب أُخرى غير سوريَّة دخلت البلاد.

## الدراسات الجينية وعلم الأنثروبولوجيا
تشير الدراسات على عينات من الحمض النووي لعدد كبير من سكان الوطن العربي أن المورثات الذكورية لها صفات مختلفة أبرزها المورثة فئة J التي تُقسم إلى تشكيلتين فرعيتين: J1 وJ2.

### J1

خريطة توضيحية تظهر انتشار المورثة هاپلوغروپ J1.

تنتشر هذه المورثة في أقسام عديدة من الشرق الأوسط وشمال أفريقيا بشكل رئيسي، ويُلاحظ وجودها على نطاق ضيّق في المناطق الساحلية المتوسطيّة في أوروبا وفي أثيوبيا. تفيد أغلب النظريات بنشوء هذه المورثة في بلاد الشام، غير أن إحدى الدراسات الحديثة من عام 2010 تفيد بأنها نشأت في منطقة أكثر بعدًا إلى الشمال، انتقل أهلها تدريجيًا إلى شبه الجزيرة العربية والهلال الخصيب. تتركز هذه المورثة في شبه الجزيرة العربية بشكل ملحوظ، وقد أكّدت الدراسات شيوعها في اليمن (76%) والسعودية (64%) وقطر (58%) بالإضافة إلى داغستان (56%). كذلك تبيّن أن أكثر الناس الحاملين لها هم بدو النقب (62%) وغيرهم من سكان جنوب الشام، مثل الفلسطينيون، واليهود الأشكناز، وغيرهم.

### J2
تنتشر هذه المورثة بشكل رئيسي في القوقاز والهلال الخصيب وحوض البحر المتوسط بما فيه شبه الجزيرة الإيطالية والأيبيرية والأناضول وشمال أفريقيا. بيّنت الدراسات أن هذه المورثة تنتشر بشكل أكبر في الأقاليم المجاورة للوطن العربي، وأن أعلى نسبة لها هي في جورجيا، إلا أنها بارزة أيضًا عند بعض العرب مثل اللبنانيون (30%)، العراقيون (29.7%)، السوريون (22.5%)، والفلسطينيون (16.8%-25%).

### الجينوم الكامل
أظهرت دراسة جينية حديثة نُشرت في المجلة الأوروبية لعلم الوراثة البشرية في عام 2019 أن سكان غرب آسيا (العرب) والأوروبيين وشمال إفريقيا وجنوب آسيا (الهنود) وبعض الآسيويين المركزيين وثيقي الصلة ببعضهم البعض. ويمكن تمييز هذه الصلة بوضوح عن سكان جنوب الصحراء الكبرى في أفريقيا أو سكان شرق آسيا. وفق هذه الدراسة، تشمل المجموعة الوراثية القوقازية (غرب أوراسيا) سكان أوروبا والشرق الأوسط وشمال أفريقيا ومعظم جنوب آسيا. وكذلك سُكان بعض أجزاء سيبيريا وآسيا الوسطى تاريخيًا.

## اللغة
تكلم العرب في الماضي القديم لغات عديدة وكثيرة والمكتوب منها عُرف، ومن أشهر اللغات العربية الجنوبية: الحميرية والمَعِينية والسبأية والقتبانية وأما اللغات العربية الشمالية فهي الثمودية واللحيانية والصفائية والديدانية.

### اللغة العربية

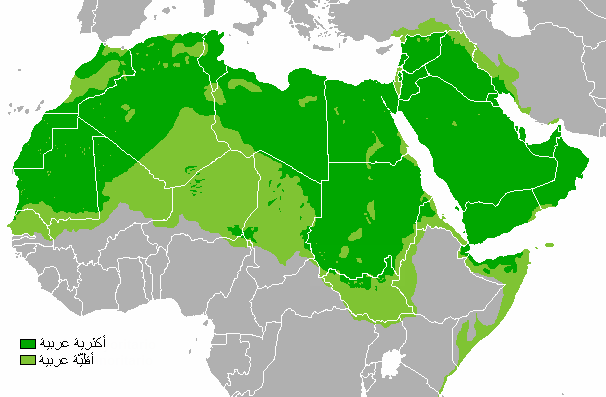
الأقاليم حيث تنتشر اللغة العربية حاليًا.

تطورت اللغة العربية الحديثة عبر مئات السنين، وقد قضت على اللغات العربية الشمالية القديمة وحلت محلها، بينما كانت تسمى اللغة العربية الجنوبية القديمة لغة حمير نسبة إلى أعظم ممالك اليمن حينذاك، وما كاد النصف الأول للألفية الأولى للميلاد ينقضي حتى كانت هناك لغة لقريش، ولغة لربيعة، ولغة لقضاعة، وهذه تسمى لغات وإن كانت ما زالت في ذلك الطور لهجات فحسب، ويفهم كل قوم غيرهم بسهولة، كما كانوا يفهمون لغة حمير أيضًا وإن كان بشكل أقل، وكان نزول القرآن في تلك الفترة هو الحدث العظيم الذي خلدت بواسطته إحدى لغات العرب حينذاك، وهي اللغة التي نزل بها - والتي كانت أرقى لغات العرب - وهي لغة قريش، وسميت لغة قريش منذ ذلك الحين باللغة العربية الفصحى، وأصبحت تُعد من اللغات المقدسة، وقد ذٌكرت في القرآن في عدّة مواضع منها: في سورة الرعد ﴿وَكَذَلِكَ أَنْزَلْنَاهُ حُكْمًا عَرَبِيًّا﴾، الأحقاف ﴿وَهَذَا كِتَابٌ مُصَدِّقٌ لِسَانًا عَرَبِيًّا لِيُنْذِرَ الَّذِينَ ظَلَمُوا وَبُشْرَى لِلْمُحْسِنِينَ﴾، النحل ﴿وَلَقَدْ نَعْلَمُ أَنَّهُمْ يَقُولُونَ إِنَّمَا يُعَلِّمُهُ بَشَرٌ لِسَانُ الَّذِي يُلْحِدُونَ إِلَيْهِ أَعْجَمِيٌّ وَهَذَا لِسَانٌ عَرَبِيٌّ مُبِينٌ﴾، وفصلت ﴿كِتَابٌ فُصِّلَتْ آَيَاتُهُ قُرْآَنًا عَرَبِيًّا لِقَوْمٍ يَعْلَمُونَ﴾.

توزّع اللهجات العربية في الوطن العربي.

يتكلم العرب اليوم هذه اللغة العربية القرشيّة، ويطلقون عليها لغة الضاد لتفردها بهذا الحرف، وهي مكونة من 28 حرفًا، يُضاف إليها بضعة أحرف أخرى فارسية لتوضيح لفظ بعض الكلمات. تعد اللغة العربية من أقدم اللغات الحية حاليًا، وتنقسم اللغة الفصحى إلى سبع أو عشر لهجات فصحى يُقرأ بها القرآن الكريم. ويتكلم العرب المعاصرون العربية الفصحى ولهجات عامية متنوعة إلا أنها متقاربة، منها: اللهجة الخليجية الخاصة بسكان حوض الخليج العربي، واللهجة المصرية الخاصة بسكان مصر، واللهجة الشامية الخاصة بأهل الشام، وغيرها. ومن الملاحظ أن كل لهجة من تلك اللهجات تنقسم إلى لهجات محلية بدورها، مثل اللهجة الدمشقية واللهجة اللبنانية واللهجة الحلبية واللهجة الإسكندرانية، وهذه تُقسم أيضًا إلى لكنات عديدة. أثّرت اللغة العربية على لغات مختلفة عبر العصور أبرزها التركية والفارسية والإسبانية والأذرية والبرتغالية، وتأثرت بدورها بلغات البلاد المجاورة والشعوب التي شاركها العرب الموطن والدين والثقافة، فكثير من الكلمات العربية العاميّة اليوم ذو جذور فارسية وتركية وكردية، وفرنسية ولاتينية وإنگليزية إلى حد أقل.

### لغات أخرى

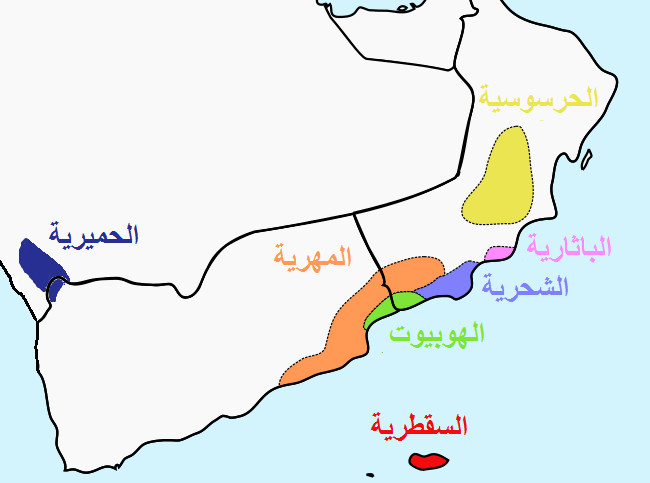
اللغات المحلية في جنوب شبة الجزيرة العربية

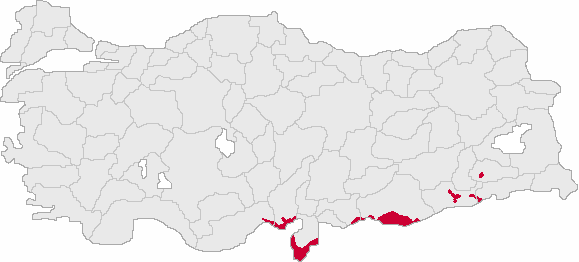
المناطق التركية حيث تنتشر اللغة العربية.

يتحدث أفراد قبيلة المهرة اللغة المهرية في اليمن والسعودية بينما القاطنين من قبيلة المهرة في جزيرة سقطرى يتحدثون اللغة السقطرية. وتعتبر المهرية والسقطرية لغات سامية تنتمي إلى أسرة اللغات العربية الجنوبية الحديثة وقريبة جدا من اللغة شحرية في سلطنة عمان المنتشرة بين قبيلة الشحرة وقبائل ظفار، ويتحدث مجموعات مهرية اللغة الباثارية والهوبيوت في ساحل عمان  كذلك، يتحدث أفراد قبائل خولان القاطنين جنوب غرب المملكة العربية السعودية باللغة الحميرية ولكل قبيلة من قبائل خولان لهجة خاصة وأشهرها لهجة فيفا ولهجة بني مالك ولهجة منبه ولهجة رازح. يتحدث بعض سكّان الوطن العربي ذوي الأصول السريانية والقبطية المستعربة، بلغة أجدادهم القديمة التي كانت سائدة في الشام ومصر قبل الفتح الإسلامي، ويُلاحظ أن هاتين اللغتين ما تزال سائدة بين المسيحيين الشوام والمصريين والعراقيين بشكل أكبر من المسلمين، ذلك لأنها استمرت كلغة طقوس تُستخدم في التراتيل الدينية بشكل رئيسي، وكلغة تواصل يومية بشكل أقل، واستخدامها محصور بين أتباع الكنائس السريانية والقبطية دون غيرها من الكنائس. على الرغم من ذلك، يُلاحظ أن مسلمي بعض المناطق النائية في الشام ما زال يتحدث باللغة السريانية أيضًا، وأبرز مثال على ذلك: سكان مدينة معلولا، الذين يتحدثون اللغتين: العربية والسريانية. أيضًا يتحدث يهود العالم العربي باللغتين العربية والعبرية، وما زال قسم كبير من سكان المغرب العربي ذوي الأصول الأمازيغية المستعربة يتحدث باللغة الأمازيغية إلى جانب اللغة العربية، وكذلك الحال بالنسبة للنوبيين والصوماليين حديثي الاستعراب. أما عرب الأقاليم المجاورة فيتحدثون بلغات تلك الأقاليم إلى جانب اللغة العربية، وأبرزها التركية بالنسبة لعرب تركيا، والفارسية بالنسبة لعرب إيران، والعبرية بالنسبة لعرب إسرائيل.
يُلاحظ أن جميع العرب المثقفين اليوم ينطقون بلغتين أو أكثر، ومعظمهم يتقن الإنگليزية أو الفرنسية، أو كلاهما، على الرغم من أن الأولى تلقى رواجًا أكبر بين الشباب العربي خصوصًا، بفعل تأثير الإعلام، ولأنها أصبحت بمثابة لغة التواصل العالمية بين الشعوب والأمم. ما تزال الفرنسية ثاني أكثر اللغات الأجنبية تداولاً في المغرب العربي، بفعل التأثير التي خضعت له بلدان هذا القطر منذ أواسط القرن التاسع عشر حتى فترة متأخرة من القرن العشرين.

## الدين
| نسبة الأديان المتبعة بين العرب | نسبة الأديان المتبعة بين العرب | نسبة الأديان المتبعة بين العرب | نسبة الأديان المتبعة بين العرب | نسبة الأديان المتبعة بين العرب |
| ------------------------------ | ------------------------------ | ------------------------------ | ------------------------------ | ------------------------------ |
|                                |                                |                                |                                |                                |
| الإسلام                        | الإسلام                        |                                | 90%                            | 90%                            |
| المسيحية                       | المسيحية                       |                                | 6%                             | 6%                             |
| ديانات أخرى                    | ديانات أخرى                    |                                | 4%                             | 4%                             |

اعتنق العرب في بداية عهدهم ديانات مختلفة قائمة على تعدد الآلهة، أو أرواحية، أما اليوم فيعتنق أغلب العرب الإسلام دينًا، على المذهبين السني والشيعي، وهناك قلة تتبع المذهبين الإسماعيلي والإباضي. تعتبر المسيحية ثاني أكثر الديانات انتشارًا بين العرب، ويتوزع أتباعها في بلاد الشام ومصر بشكل رئيسي، وفي العراق والمغرب العربي إلى حد أقل، وهم بأغلبهم يتبعون الكنائس الشرقية، مثل الكنيسة القبطية الأرثوذكسية، وكنيسة الروم الأرثوذكس، وكنيسة الروم الكاثوليك، والكنائس السريانية المختلفة. بالإضافة إلى ذلك هناك ديانات أقل انتشارًا بين العرب يُشكل أتباعها أقلية قليلة العدد، من شاكلة: اليهودية، والصابئية المندائية، والبهائية.

### الديانات البائدة
- عبادة الأسلاف: إن المعلومات المتوافرة عن عبادة الأسلاف عند الجاهليين قليلة، وكل ما يُشير إلى وجودها هو عبارة «قبر ونفس» الواردة في بعض النصوص الجاهلية، فإن النفس هي الروح.[248] وقد أشار الإخباريون إلى قبور اتخذت مزارات كانت لرجال دين وسادات قبائل، يُقسم بها الناس، ويلوذون بصاحب القبر ويحتمون به، على نحو ما كان من أمر ضريح تميم بن مر، وكالذي ذكروه من أمر اللات من أنه كان رجلاً في الأصل اتُخذ قبره معبدًا ثم تحوّل الرجل إلى صنم.[249]
- الفيتشية: أي القوة المؤثرة الخفية، والغالب أنها تقديس أو عبادة الأشياء المادية الجامدة التي لا حياة فيها كالأحجار والأشجار، وهي أشياء حسيّة رأى العرب، وبخاصة البدو منهم، أنها تفيد في الحياة اليومية، فاعتقدوا بوجود قوة سحرية غير منظورة تلازمها، هي الروح، فالروح هي المعبود لا الحجر أو الشجر الذي هو المنزل الذي تحل فيه.[250] شاعت الفيتشية في شبه الجزيرة العربية قبل الإسلام، فالأحجار وبخاصة ما كان يختلف لونه عن اللون الرملي المعتاد في الصحراء، شكّلت من خلال مكان وجودها إشارة يستدل بها البدوي على طريقه في مناطق قد تتشابه فيها الرمال في كل الاتجاهات. وكان إذا سافر الرجل منهم فنزل منزلاً أخذ أربعة أحجار فنظر إلى أحسنها فاتخذه ربًا وجعل الثلاثة الباقية أثافي لقدره، وإذا ارتحل تركه، فإذا نزل منزلاً آخر فعل مثل ذلك، وكان ينحر ويذبح عندها كلها ويتقرب إليها.[251]

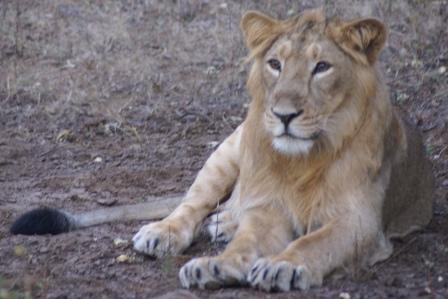
أسد آسيوي، كان شائع الوجود في شبه الجزيرة العربية أيام الجاهلية، واتخذته بعض القبائل طوطمًا لها، وأبرزها بنو أسد، كونه كان أقوى الضواري التي عرفتها وأكثرها إثارة للهيبة.

- الطوطمية: الطوطم كائن تحترمه بعض القبائل الموغلة في البدائية، ويعتقد أفرادها بوجود صلة نسب بينه وبينهم ويسمونه طوطمهم. كانت معتقدات الطوطمية أقل انتشارًا بين العرب الجاهليين على الرغم من بقاء آثارها في أسماء بعض القبائل وفي عبادة بعض النباتات، وتتمثل من حيث وجهتها الدينية في كثير من مظاهر حياة هؤلاء، فقد كان العرب يتسمون بأسماء حيوانات مثل: بنو أسد، بنو ليث، بنو فهد، بنو يربوع،[252] ومثل: ثور، عنز، نمر، ظبيان، وغيرها، وكانوا يقدسون بعض الحيوانات ويعبدونها ولكن بهدف تحصيل البركة وليس إجلال الآباء كما يعتقد أهل الطوطم الفعليين، وكانوا يحملون الطوطم معهم لحمايتهم عند حدوث خطر، كما في المعارك، ويحرمون لمسه والتلفظ باسمه، ويحتفلون بموته، وبعضهم كان يأكله لتنتقل له قواه.[253]
- الأرواحية: هي الاعتقاد بوجود أرواح تؤثر في الطبيعة. ولعالم الأرواح أثر كبير في عقائد الجاهليين، ويشغل حيزًا كبيرًا من فناء الدين عندهم، فمنهم من دان بعبادة الأرواح على اختلاف تصورهم لها، ومنهم من اعتقد بأن الروح هي الدم أو الهواء أو شكل طير. والحقيقة أن العرب الجاهليين كغيرهم من الشعوب البدائية اختلفوا في ذلك، فمنهم من زعم أن النفس هي الدم وأنها نسيم الهواء، وكذلك نسيم كل شيء، وإنها الروح القابعة في باطن الجسم الذي منه، لذلك سموا المرأة «نفساء».[254] والنفس طائر ينبسط في الجسم، فإذا مات الإنسان أو قُتل، لم يزل يطيف به متوحشًا يصدح على قبره، وكانوا يزعمون بأن النفس تبقى عند ولد الميت ومخلفه لتعلم ما يكون بعده فتخبره.[255]

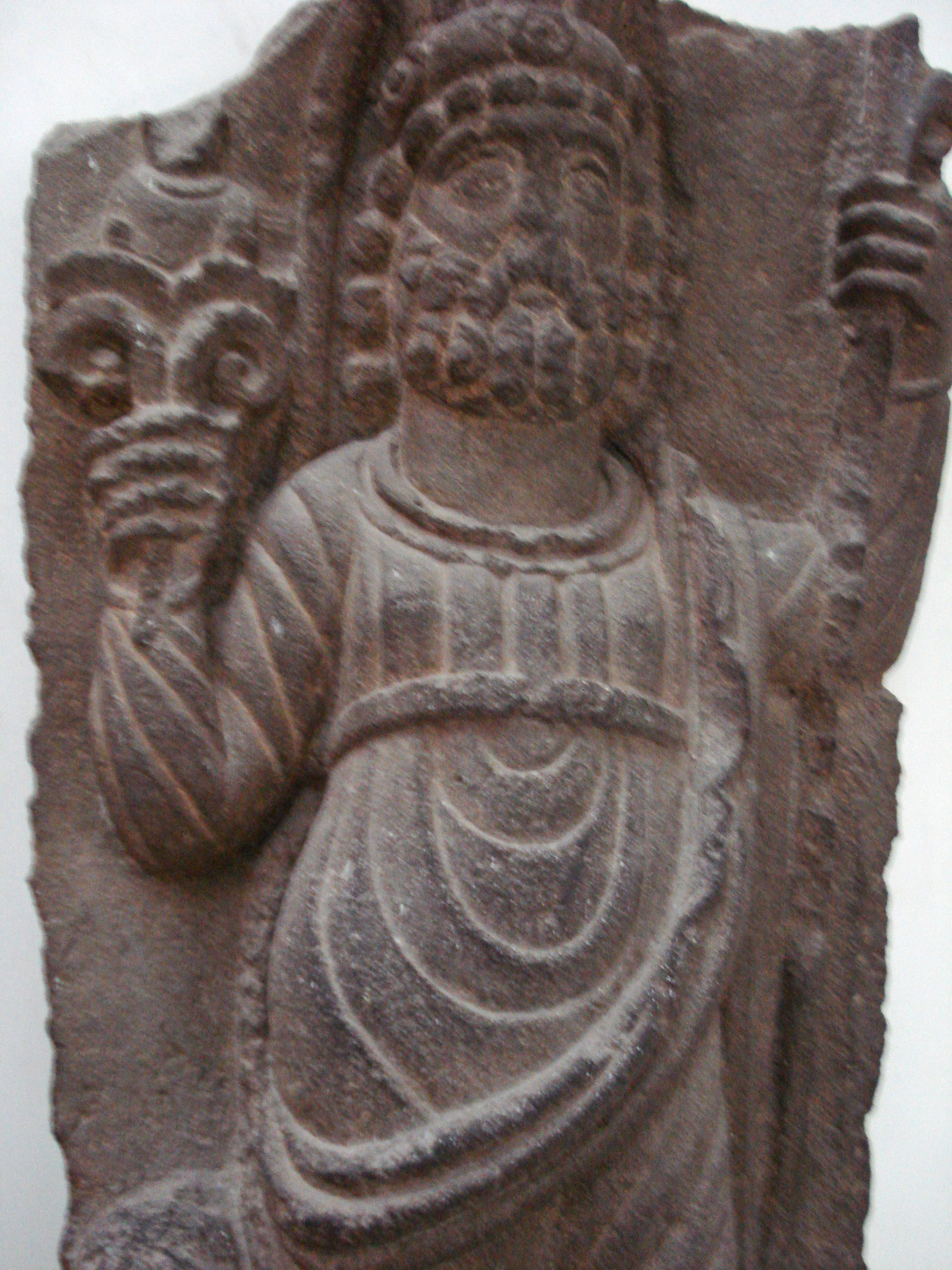
ذو الشرى، إله الجبال عند العرب الوثنيين.

- الوثنية: أدّى تطوّر القوى المنتجة وقيام صلات حضارية بين العرب وبين العالم الخارجي، إلى تطور في مستوى الوعي الديني عند هؤلاء تمثّل في تراجع الظاهرات الدينية البدائية من دون زوالها نهائيًا، وظهور الوثنية التي غدت أكثر الأشكال الدينية انتشارًا، وأقواها جذورًا في المجتمع العربي الجاهلي قبل ظهور الإسلام.[256] عبد عدد كبير من القبائل الأصنام إلى جانب الأوثان، والصنم تمثال منحوت على هيئة معينة، أما الوثن فحجر عادي، واتخذت بعض القبائل والمدن آلهة قبلية، فعبد عرب الجنوب ثالوثًا من الكواكب يمثله القمر والشمس والزهرة،[257] وعبدت قبائل أخرى أصنامًا شهيرة يُعتقد بأنها أحضرتها من بلاد الشام أو العراق في قديم الزمان، وكان بعضها على هيئة امرأة وبعضها على هيئة رجل، ومن أشهرها: هُبل،[258] ود، اللات،[259] مناة، والعزّى وتروي المصادر الإسلامية أن أول من أدخل عبادة الأصنام إلى جزيرة العرب هو عمرو بن لحي بن قمعة بن خندف بن مضر.[260]
- الدهرية: ظهر في مراحل الجاهلية الأخيرة اتجاه فكري متميز أسماه المسلمون «الدهريّة»، وأشير إليه في القرآن في سورة الجاثية: ﴿وَقَالُوا مَا هِيَ إِلَّا حَيَاتُنَا الدُّنْيَا نَمُوتُ وَنَحْيَا وَمَا يُهْلِكُنَا إِلَّا الدَّهْرُ وَمَا لَهُمْ بِذَلِكَ مِنْ عِلْمٍ إِنْ هُمْ إِلَّا يَظُنُّونَ﴾، والدهريون هم الذين يقولون بإسناد الحوادث إلى الدهر، فنسبوا كل شيء إلى فعل القوانين الطبيعية؛ أي الأبدية، مع التأثير في حياة الإنسان وفي العالم. والدهر بمفهومهم غير مخلوق ولا نهائي؛ أي القول بقدم الدهر وعدم فناء المادة، وهو حركات الفلك، وذهبوا إلى أن العالم يُدار بمقتضى تأثير هذه الحركات.[261] ونسب العرب الجاهليون النوازل التي تنزل بهم من موت أو هرم إلى الدهر، فكانوا يذمونه ويسبونه.[262] بقي انتشار هذا الفكر محدودًا للغاية، إذ لم تستطع الدهرية أن تقف في خط معارض للوثنية السائدة والديانتين اليهودية والمسيحية.[263]
- المجوسية: عرف بعض العرب عبادة النار أو المجوسية، وقد تسربت إليهم عن طريق الاتصال بالفرس في الحيرة واليمن وحضرموت والعربية الشرقية. وقد أشير إلى وجود المجوس في أخبار الفتوح.[264] وكانت المجوسية في بني تميم، وأشهر من اعتنقها منهم أسعد بن زرارة بن عدس وابنه حاجب، والأقرع بن حابس وأبو الأسود، جد وكيع بن حسان.[265]
- الحنيفية: نشأت في الجاهلية فئة من «الحنفاء» الذين لم يرضوا عن الحياة الدينية الوثنية، فانصرفوا إلى حياة فطرية، فتركوا عبادة الأوثان واعتزلوا المنازعات القبلية، وزهدوا في شؤون الدنيا، وأنكروا حال قومهم في الوثنية والشقاق الاجتماعي. ومن أشهر هؤلاء ورقة بن نوفل، الذي اعتنق المسيحية في وقت لاحق، وزهير بن أبي سلمى وقس بن ساعدة.[257]

### الديانات الباقية

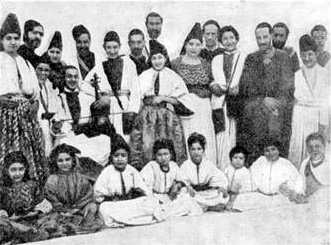
مغاربة يهود من مدينة فاس قرابة عام 1900.

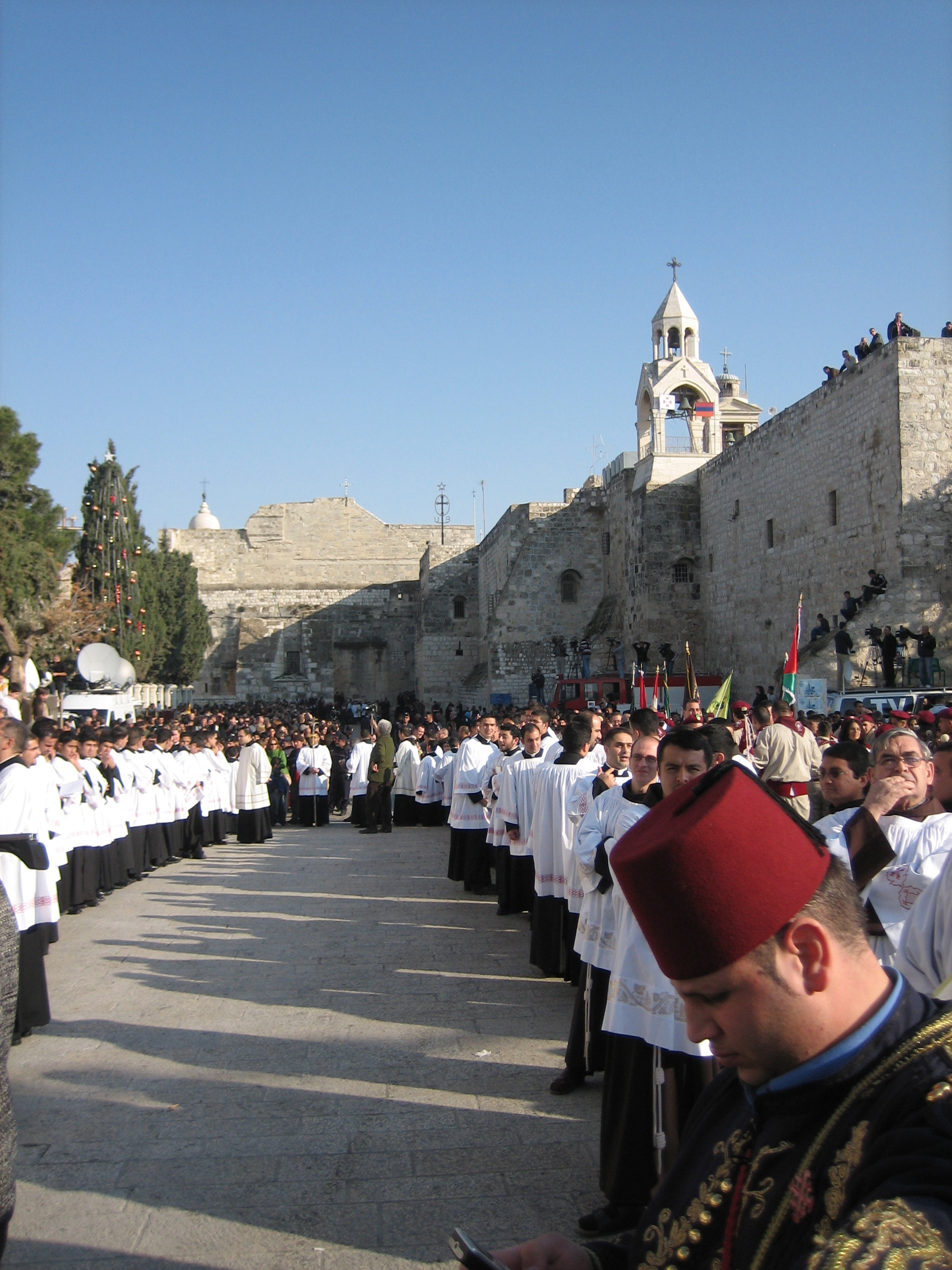
احتفالات فلسطينيين مسيحيين بساحة كنيسة المهد.

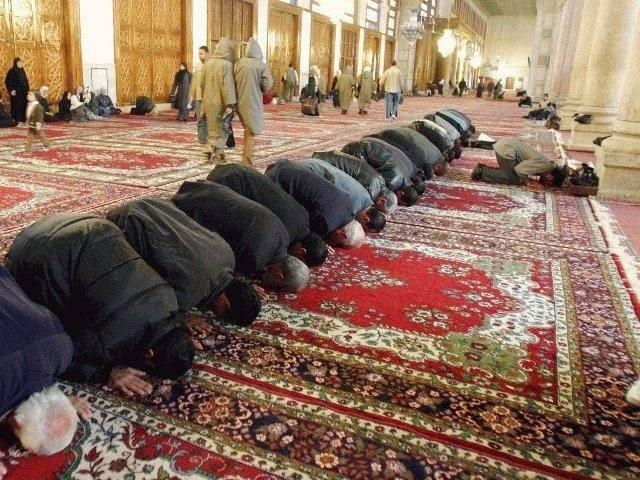
رجال مسلمون عرب يقيمون الصلاة في المسجد الأموي في دمشق، سوريا.

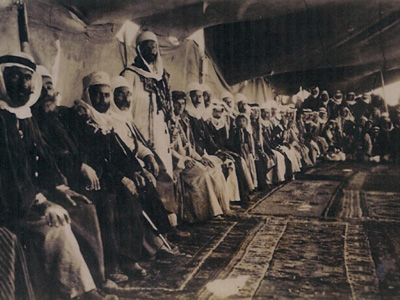
مشايخ دروز من جبل الدروز في سوريا، عام 1926.

- اليهودية: يختلف المؤرخون عن كيفية وصول اليهودية إلى العرب، فمنهم من يرجعها إلى عصور قديمة وبالتحديد إلى أيام النبي موسى وغزوه للعماليق، وبعضهم الآخر يرى أن اليهود نزحوا إلى الحجاز من فلسطين في أعقاب حملة الرومان الأخيرة على مملكة اليهودية وتدمير بيت المقدس وهيكل سليمان على يد القائد تيطوس في عام 70م. مهما يكن من أمر، فقد انتشرت اليهودية بين العرب في واحات الحجاز واليمن واليمامة والعروض وأشير إلى وجودهم في البحرين [266] وكان من القبائل العربية التي تهودت: بعض من بني كنانة وحمير وبني الحارث بن كعب وكندة، [267] وقد اختلط اليهود مع العرب في شبه الجزيرة لدرجة دفعت بعض المؤرخين العرب إلى القول بأن يهود شبه الجزيرة العربية هم عرب متهودون لا يهود مهاجرون، اعتنقوا اليهودية عن طريق التبشير بدليل أن أصل بني النضير، وهم طائفة من اليهود في يثرب، فخذ من جذام تهوّدوا ونزلوا بجبل يُقال له النضير فنسبوا إليه[268] إلا أن باقي القبائل اليهودية كمثل بني قينقاع وبني قريظة كانوا من أصول إسحاقية إسرائيلية. استمر اليهود يقطنون الدول العربية طيلة عهد الخلافات الإسلامية، وتبوأ بعضهم مراكز مهمة، مثل موسى بن ميمون، لكن الديانة اليهودية بقيت محدودة الانتشار بين العرب طيلة هذه المدة، ولم يعتنقها إلا قلة من الناس. كان اليهود المزراحيون واليمنيون والعراقيون يصنفون أنفسهم عربًا يعتنقون اليهودية،[269] حتى عقد الثلاثينيات والأربعينيات من القرن العشرين، عندما أخذ قسم كبير منهم ينتقل إلى فلسطين بعد تقديم الحكومة البريطانية والحركة الصهيونية تسهيلات لهم، بهدف إنشاء وطن قومي لليهود في تلك البلاد، فاعتبروا أنفسهم يهوديي القومية. هاجر معظم يهود الشام ومصر والعراق الذين لم يرتحلوا إلى فلسطين، إلى فرنسا والولايات المتحدة بشكل رئيسي، خوفًا على حياتهم بعد قيام دولة إسرائيل، ومعاداة الشعوب العربية لها. ينتشر معظم اليهود في العالم العربي اليوم في تونس والمغرب واليمن، وما زال قسمًا قليلاً منهم يعتبر نفسه عربيًا، أما الباقين فيفضلون اعتبار أنفسهم من أبناء الأمة اليهودية.
- الصابئية المندائية: يرجع أصل الصابئة بحسب الرأي الراجح إلى فلسطين، ومنها هاجروا إلى بلاد ما بين النهرين خلال القرون الميلادية الأولى، وانتشروا في الأحواز وجنوب العراق وكانت مدينتي واسط وميسان عواصم لهم طيلة عهد الخلافات الإسلامية.[270] يُعتقد بأن عدد الصابئة حول العالم يتراوح بين 60,000 و70,000 نسمة،[271] وقد كانت هذه الديانة من الأديان المميزة للعرب والعالم العربي حتى الغزو الأمريكي للعراق سنة 2003، إذ أنه حتى ذلك الوقت كان السواد الأعظم من أتباعها يقطن العراق،[272] أما اليوم فأغلبهم هاجر إلى الأردن وسوريا وأوروبا، والذين بقوا في العراق يصل عددهم لحوالي 5,000 شخص فقط.[272]
- المسيحية: من غير المعروف على وجه اليقين متى تسرّبت المسيحية إلى شبه الجزيرة العربية، لكن من الراجح أنه خلال القرون الثلاثة الأولى بعد الميلاد لم تكن المسيحية قد انتشرت إلا في المناطق التي عاش فيها العرب جنبًا إلى جنب مع السريان والإغريق والرومان. ويعود سبب انتشار المسيحية في شبه الجزيرة العربية إلى التأثير الذي مارسته ثلاثة مراكز مسيحية مجاورة هي الشام في الشمال الغربي، والعراق في الشمال الشرقي، والحبشة في الغرب عن طريق البحر الأحمر، والجنوب عن طريق اليمن.[273] وتسرّبت المسيحية إلى شبه الجزيرة العربية عبر ثلاثة روافد هي: التبشير والتجارة والرقيق الأبيض المجلوب من فارس وبيزنطة.[274] كان من أوّل القبائل العربية التي تنصّرت: بعض من قريش وبهراء وسليح من قضاعة وتغلب بن وائل وبكر بن وائل وعبد القيس وطيء ومذحج وتنوخ وغسان ولخم وعاملة وجذام وبني الحارث بن كعب وتميم.[275] وكان عرب العراق مسيحيون يتبعون المذهب النسطوري، بينما كان مسيحيو الشام يتبعون المذهب المونيفيزتي. اعتنق أغلب العرب المسيحيون الإسلام في وقت لاحق، وبقي قسم منهم على دينه، وأغلب هؤلاء انتقل شمالاً مع الجيوش الفاتحة إلى بلاد الشام والعراق حيث اختلطوا مع السريان بمرور الزمن. يُشكل النصارى حوالي 5.5% من سكان العالم العربي حاليًا،[71] وتختلف نسبتهم باختلاف البلدان التي يقطنوها، ففي لبنان يشكلون حوالي 39% من الجمهرة،[276] بينما يشكلون في سوريا قرابة 16% من السكّان،[277] وكانوا يُشكلون 25% من السكّان في فلسطين، لكن هذه النسبة تراجعت حتى 3.8% حاليًا، بفعل تهجير العرب بعد قيام دولة إسرائيل. يعتنق معظم الأمريكيين والأوروبيين من أصل عربي المسيحية دينًا،[278] وأغلب هؤلاء يعودون بأصولهم إلى لبنان وسوريا وفلسطين. يتبع معظم المسيحيين العرب اليوم الكنيسة الأرثوذكسية الشرقية والمشرقية، وهناك قلّة تتبع المذهب الكاثوليكي والپروتستانتي.
- الإسلام: تعتنق الأغلبية الساحقة من العرب اليوم الإسلام دينًا على المذهب السني، وفق المدارس الأربعة: الحنفية والشافعية والمالكية والحنبلية. يُشكل أتباع المذهب الشيعي أقلية بين المسلمين العرب، ومعظمهم يتمركز في جنوب العراق وجنوب لبنان والقسم الشرقي من شبه الجزيرة العربية بما فيه الكويت وشرق السعودية، بالإضافة لشمال اليمن وبعض أنحاء سوريا، وهؤلاء يتبعون الطائفة الإثنا عشرية وأغلبهم يتبع المدرسة الجعفرية، أما شيعة اليمن فيتبعون المدرسة الزيدية.[279] من الطوائف الإسلامية الأخرى، هناك الإباضية، وهي فرقة الخوارج الوحيدة الباقية، وأغلب الإباضيين يتمركزون اليوم في عُمان وتونس، كذلك هناك الإسماعيلية في بعض أنحاء الشام، والدروز المتمركزون في القسم الجنوبي من لبنان وشمال إسرائيل والمناطق المجاورة في سوريا، والعلويون قاطني الساحل السوري بشكل رئيسي، على أنَّهُ يرى أغلب رجال الدين المُسلمون من سُنَّة وشيعة، أنَّ الدروز ليسوا بمُسلمين وأنَّهم يُشكلون ديانةً مُنفصلةً عن الإسلام، على الرُغم من أنَّ رجال الدين الدروز يقولون بانتسابهم إلى الإسلام.
- البهائية: تعتبر البهائية من الأديان حديثة النشأة، إذ لم تظهر حتى وقت متأخر من القرن التاسع عشر، وما زالت لم تجد موطئ قدم ثابت لها في العالم العربي. أقدم البلدان العربية التي ظهرت فيها البهائية هي مصر، إذ يُعتقد أن أول العرب الذين اعتنقوها كانوا مصريين، في سنة 1896.[280] من الدول العربية الأخرى التي ظهرت فيها البهائية: المغرب في سنة 1946،[281][282] والإمارات العربية المتحدة سنة 1957.[283] من الأسباب التي لم تجعل للبهائية شعبية كبيرة في الأوساط العربية، أنها تقول بوجود رسول بعد النبي محمد، الأمر الذي يرفضه المسلمين الذين يشكلون أغلب العرب، وأيضًا لارتباطها المزعوم بإسرائيل، على الرغم من أن البهائيون ينكرون ذلك نكرانًا قاطعًا.[284]

## الثقافة والمعاش

### الاقتصاد

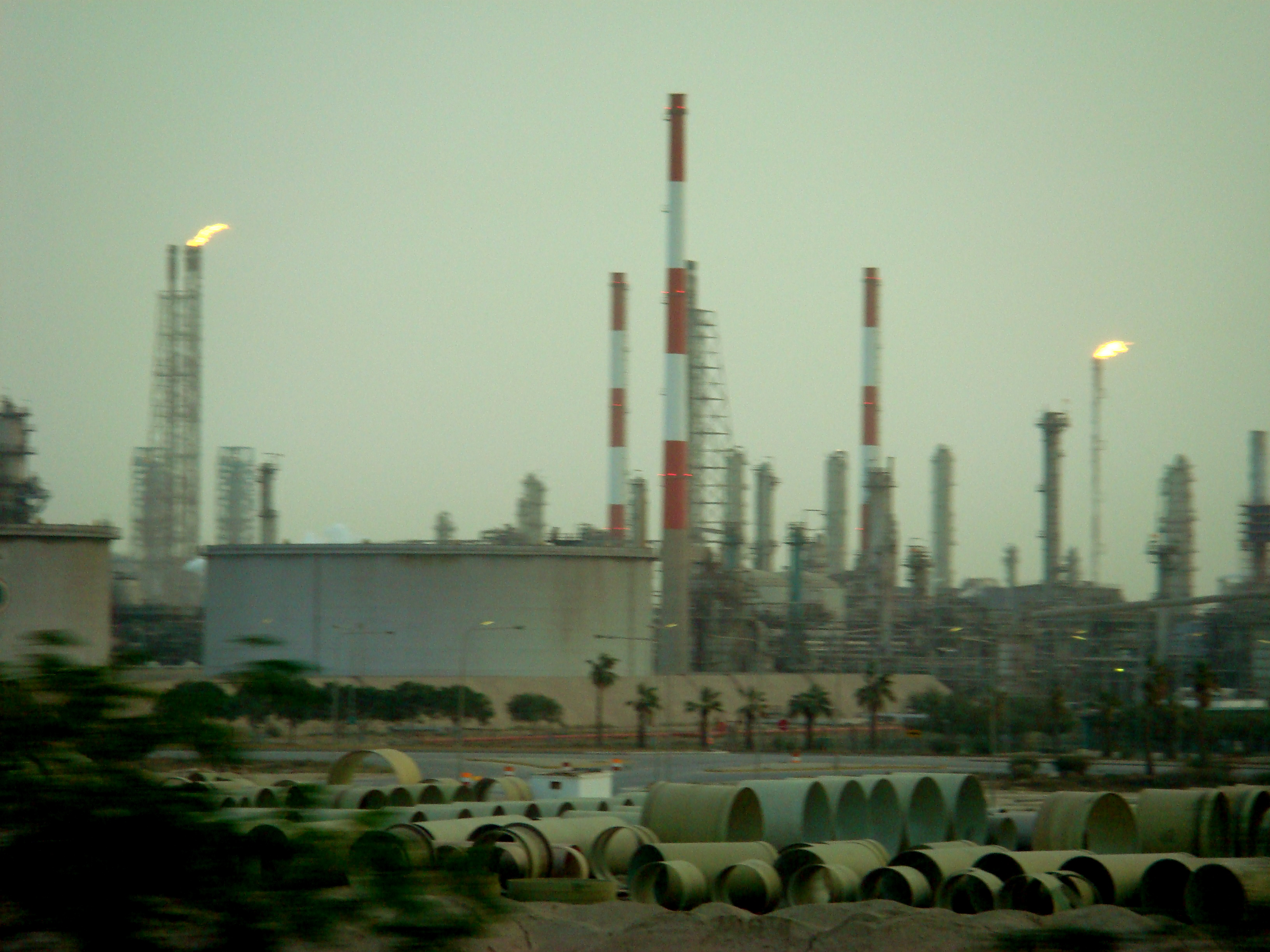
مدينة ينبع الصناعية في المملكة العربية السعودية.

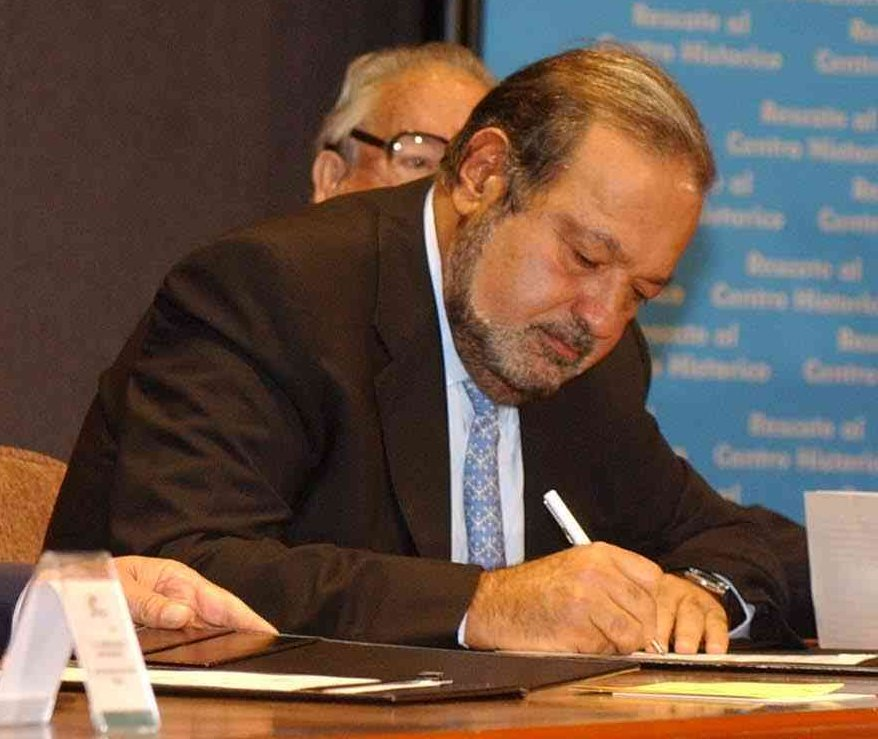
الملياردير اللُبناني المكسيكي كارلوس سليم الحلو، احتلَّ الصدارة في قائمة أثري أثرياء العالم لفترةٍ من الزمن.

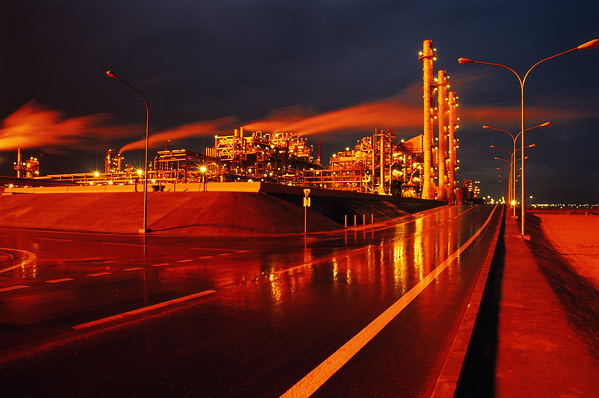
مصفاة نفط ميناء الأحمدي أكبر مصافي الكويت والعالم العربي.

مارس العرب التجارة منذ أقدم الأزمنة، فقد سمح موقع شبه الجزيرة العربية بين آسيا الوسطى وأفريقيا، سمح لها أن تحتل مركزًا متقدما في التجارة الدولية آنذاك. وكان العرب ينقلون البضائع عن طريق القوافل، وأبرز ما كانوا يتاجرون به: الطيب والبخور، والصمغ، واللبان، والتوابل والتمور، والروائح العطرية، والأخشاب الزكية، والعاج، والأبنوس، والخرز، والجلود، والبرود اليمنية والأنسجة الحريرية، والأسلحة وغيرها مما يوجد في شبه الجزيرة، أو يكون مستوردًا من خارجها. وكان للعرب أسواق مشهورة: عكاظ، ومجنة، وذو المجاز، وعدن، ومكة وبدر، وحجر اليمامة، وهجر البحرين.
ترتكز الاقتصاديات العربية حاليًا كثيرًا على التصدير لا سيما النفط والغاز والتمر. وبعض البلدان العربية تعتمد على الصناعات التحويلية وقليل من الصناعات الثقيلة، ومداخيل المعابر الملاحية. السياحة من أهم عناصر الاقتصاد في العالم العربي، وهي في بعض الدول الركيزة الأساسية في قطاع الخدمات الذي يُشكل بدوره دعامة الاقتصاد المحلي، ومن هذه الدول: مصر ولبنان والمغرب وسوريا والأردن. يعتبر القطاع الزراعي من أكثر القطاعات الاقتصادية إهمالاً في كثير من الدول العربية، إذ أن غالبية الدول العربية تنتج محاصيلها لغرض الاستهلاك المحلي، وتصدّر قليل منه إلى الخارج. تفيد إحدى الدراسات أن البلدان العربية ظلت تعاني دومًا من تقهقر في حجم إنتاجها وتجارتها بالنسبة للإنتاج العالمي والتجارة العالمية، فقد تراجع نصيب البلدان العربية في الناتج العالمي من حوالي 4% عام 1980 إلى أقل من 2% في أواخر القرن العشرين، كما انخفض نصيبها في التجارة العالمية من 6% إلى 2% خلال نفس الفترة.

### السياسة

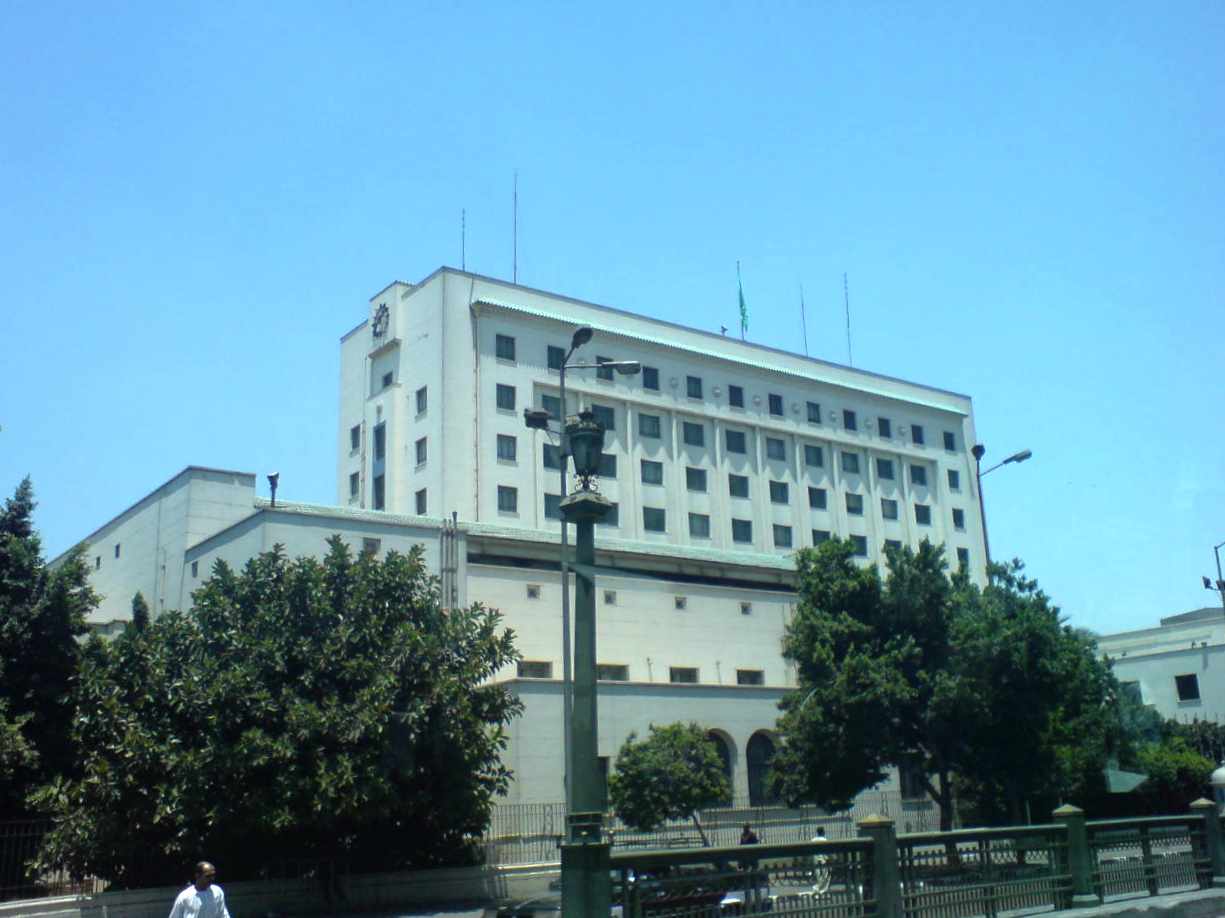
مقر جامعة الدول العربية بالقرب من ميدان التحرير في وسط القاهرة.

جامعة الدول العربية هي منظمة تضم دول في الشرق الأوسط وأفريقيا ويعتبر أعضاؤها دولا عربية، ينص ميثاقها على التنسيق بين الدول الأعضاء في الشؤون الاقتصادية، من ضمها العلاقات التجارية، الاتصالات، العلاقات الثقافية، الجنسيات ووثائق وأذونات السفر والعلاقات الاجتماعية والصحة. المقر الدائم لجامعة الدول العربية هو مدينة القاهرة في مصر، وأمينها العام الحالي هو أحمد أبو الغيط. المجموع الكلي لمساحة الدول الأعضاء في المنظمة يصل إلى 13,953,041 كم²، وبالتالي فإن مجموع مساحة الوطن العربي هو الثاني عالميًا بعد روسيا. يتوزع العرب حاليًا في 22 دولة تُشكّل الوطن العربي، وبعض هذه الدول ينازع دولاً أخرى مجاورة على الحدود، كما في حالة المغرب والجزائر، ولبنان وسوريا بالنسبة لمزارع شبعا.

التقسيم السياسي للعالم العربي.

يحتفظ العرب بعلاقات طبيعية مع أغلب دول العالم، وبعض الدول العربية لها علاقات مميزة مع بعض الدول الأجنبية بفعل التاريخ أو بفعل وجود نسبة كبيرة من المغتربين أبنائها على أراضي تلك الدولة، كما في حالة لبنان وفرنسا. باستثناء مصر والأردن، فإن الأغلبية الساحقة من الدول العربية مقاطعة لإسرائيل وترفض التعامل معها بأي شكل من الأشكال لحين حل القضية الفلسطينية، وبعضها يُعتبر ما زال في حالة حرب، أو جهوزية للحرب معها. كذلك يُعاني العرب من بضعة مشاكل سيادية وإقليمية مع إيران، حيث أن الأخيرة تسيطر على بضعة جزر في الخليج العربي بحجة انتمائها التاريخي والطبيعي لبلاد فارس، في حين تدعي الإمارات ملكية هذه الجزر لوقوعها داخل حدود مياهها الإقليمية. ويعاني المغرب من مشاكل مماثلة بسبب وجود 3 مكتنفات إسبانية في الشريط البحري الضيق الفاصل بين المغرب وإسبانيا. أخيرًا فإن بعض القوميين العرب يُطالب باسترجاع كامل الأراضي التي خضعت تاريخيًا للسيطرة العربية وتُشكل الآن جزءًا من أراضي دول مجاورة، مثل الأقاليم السورية الشمالية التي تُشكل اليوم جزءًا من تركيا، والأحواز التي تسيطر عليها إيران.

### العلوم

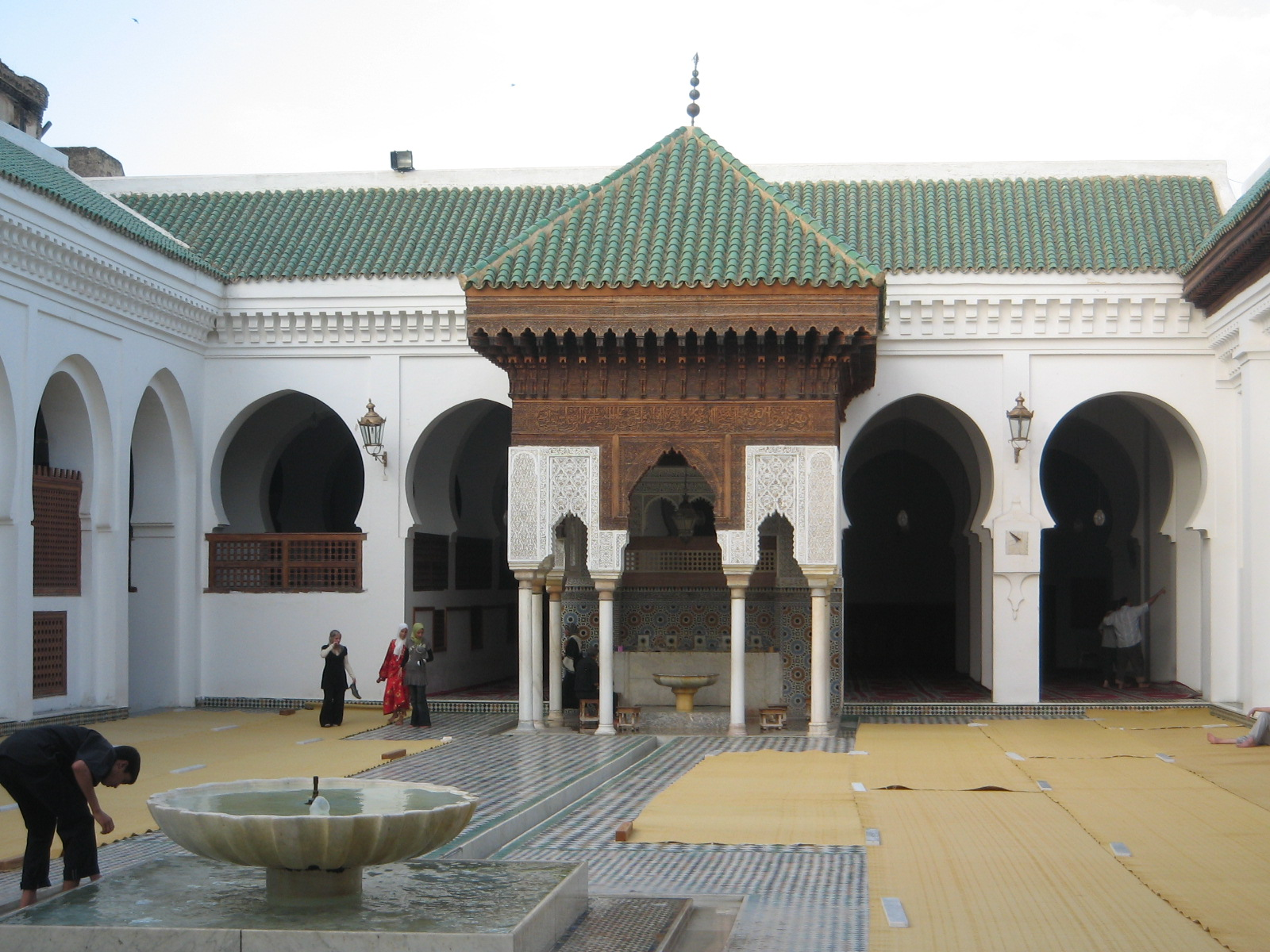
جامعة القرويين.

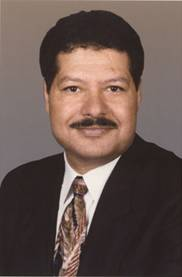
الدكتور أحمد زويل، أحد أبرز العلماء العرب المعاصرين، فاز بجائزة نوبل للكيمياء عام 1999 بفضل عمله عن كيمياء الفيمتو.

بزغ نجم العرب في حقل العلوم خلال العصر العباسي بالذات، إذ أنه في ذلك الزمن ابتكر كثير من العلماء العرب اختراعات عظيمة ظلّت تستخدم لسنين طويلة، مثل الأسطرلاب، واقترحوا نظريات عديدة ثبت صحة معظمها، مثل كروية الأرض وحجمها ومحيطها، كما وابتكروا في الأعداد الصفر. ظهر من العرب أطباء مشاهير مثل الحارث بن كلدة، وابن النفيس مكتشف الدورة الدموية الصغرى، وقد تميّز علماء العرب في العصر العباسي بابتكار المنهج التجريبي، بالاعتماد على التجارب التي اكتسبوها من الحياة والبيئة والظروف المناخية. وقد بلغ من شدة اهتمام الحكّام العرب بالعلوم والعلماء خلال عصرهم الذهبي أن أنشأوا الجامعات المهمة في الحواضر الكبرى، مثل بغداد والقاهرة وقرطبة والقيروان ومراكش ودمشق، والتي ما زال قسم منها يستمر في منح الشهادات الجامعية حتى اليوم، مثل جامعة القرويين وجامعة الأزهر والجامعة المستنصرية. أما في الوقت الحالي، فإن أغلب المنجزات العلمية للعرب تكاد تكون محصورة عند أولئك المغتربين، بسبب ضعف الإمكانيات لدعم البحوث في الوطن الأم، أو لعدم الاهتمام بها. من أبرز العلماء العرب المعاصرين: أحمد زويل، وحسن كامل الصبّاح، وعلي مصطفى مشرفة، وسميرة موسى، وشارل العشي، وغيرهم. ومن أبرز العلماء من عرب المهجر: إلياس جيمس كوري الحائز على جائزة نوبل في الكيمياء، والسير مايكل عطية واضع عدة نظريات رياضية، وبيتر مدور الطبيب الحائز على جائزة نوبل في الطب وغيرهم.

### الفنون

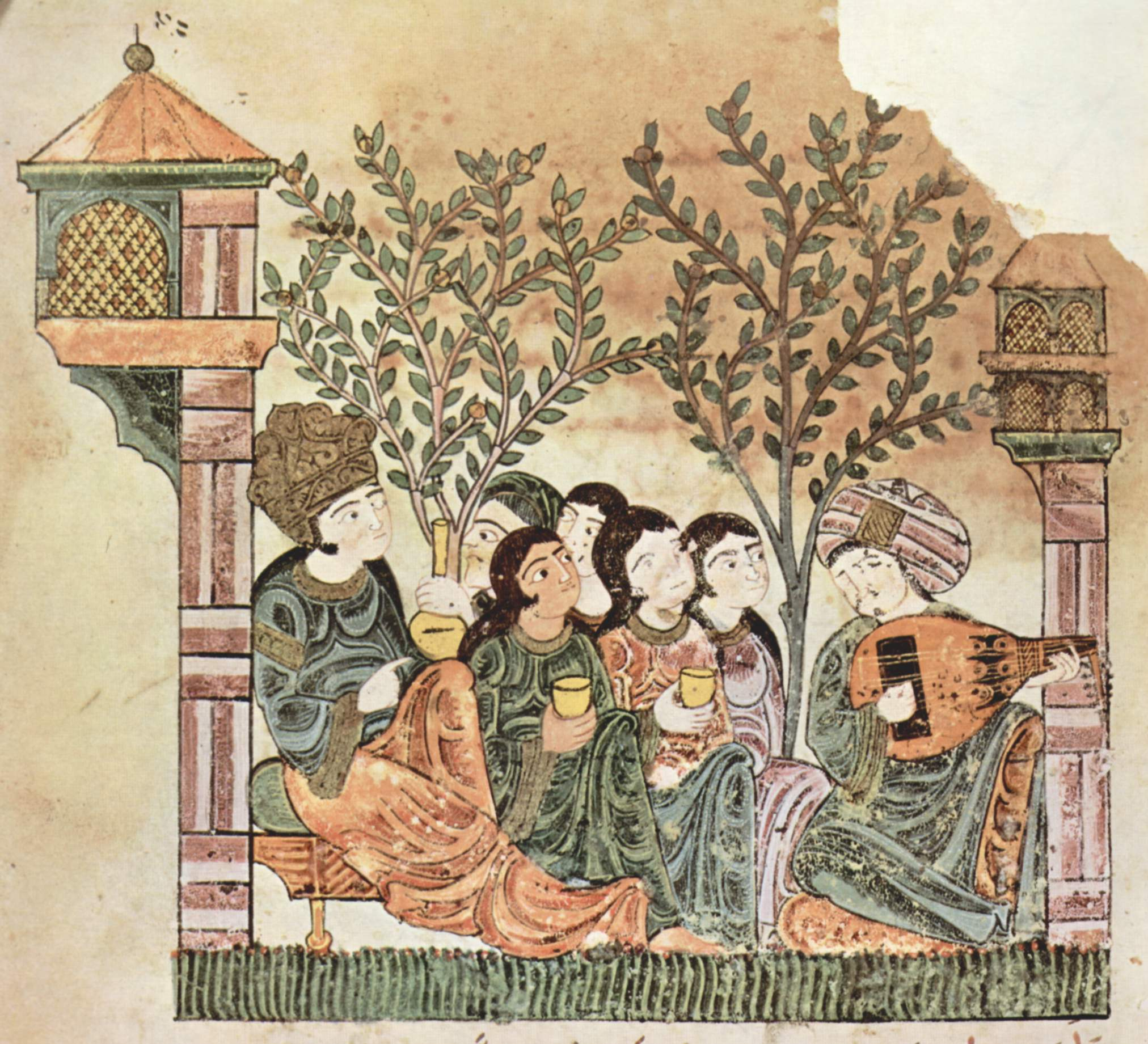
منمنمة عربية من القرن الثاني عشر تُظهر رجلاً يعزف على العود في إحدى مجالس السهر.

أدّى اجتناب العرب ممارسة فن التصوير إلى انحصاره في نطاق ضيق، فكان لا يكاد يتجاوز قصور بعض الخلفاء والأغنياء، لكن على الرغم من ذلك فإنه يُعتبر فريدًا ومميزًا عن غيره، وقد اقتبسته عدّة شعوب اعتنقت الإسلام في وقت لاحق. من أبرز أنماط فنون التصوير العربية: المنمنمات والزخرفة. عني العرب بفن البناء وبرعوا فيه، وكان طابعهم في ذلك، وخاصة في القرنين السابع والثامن بسيطًا لا تعقيد فيه، ومع توسّع الدولة واتساع مدارك العرب الهندسية، تميّز كل قطر عربي بتقاليده الخاصة في البناء، وقد تبادلت أقطار العالم العربي هذه التقاليد والمهارات الإقليمية فتلاقت وتفاعلت وأنتجت على مر الأيام ما يُسمى اليوم بالفن العربي في البناء.

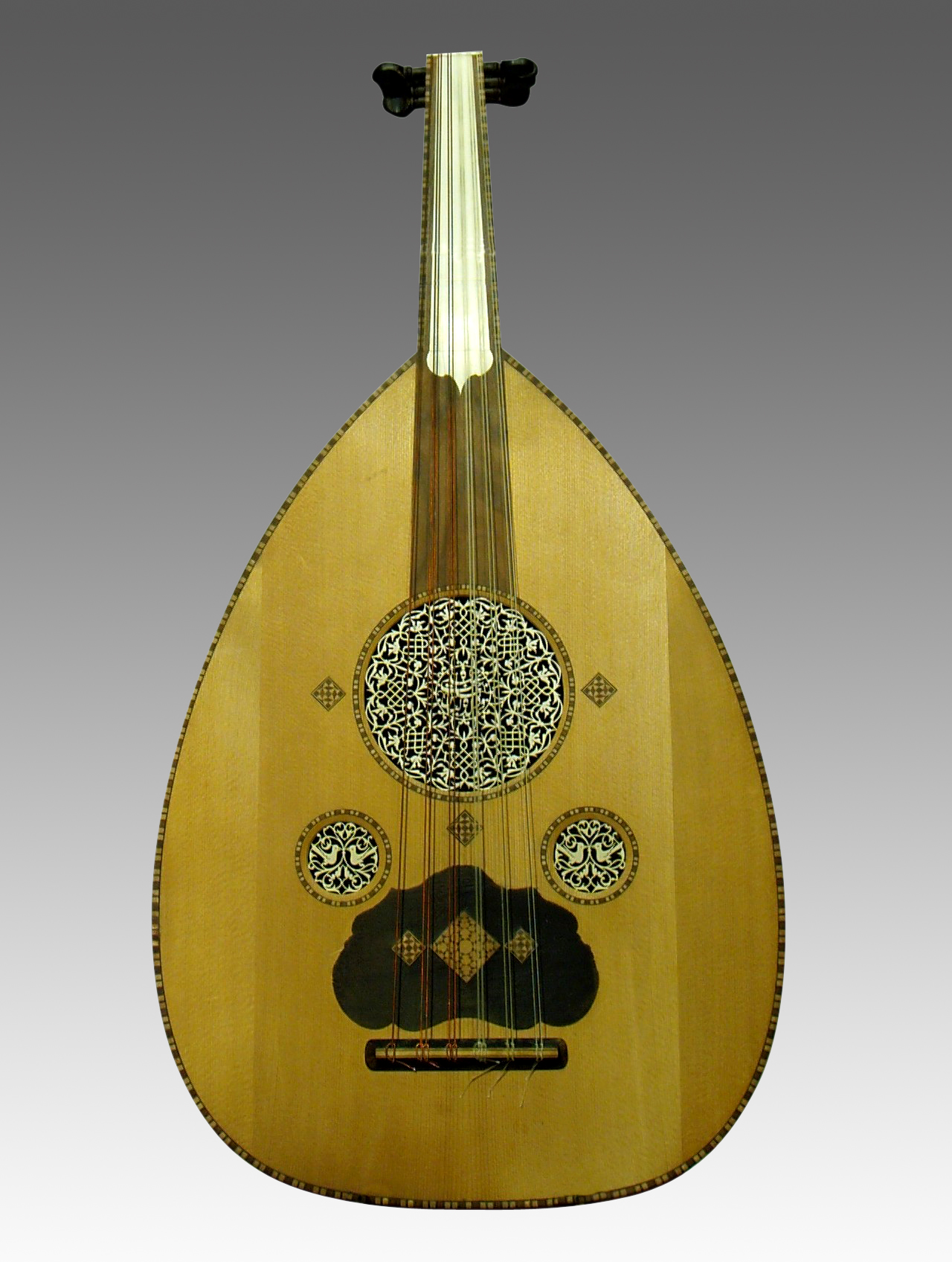
العود، إحدى الآلات الموسيقية التي طوّرها العرب.

كان فن الغناء شائعًا بين العرب منذ أيام الجاهلية وطيلة عهد الخلافات الإسلامية، حيث كان بعض الخلفاء يقيمون الحفلات في قصورهم ويقرّبون المغنين ويطربون لسماعهم، وكان يُرافق هؤلاء المغنين في غناهم عازفون يحملون آلات الموسيقى وفي مقدمتها آلات اخترعها العرب، وأبرزها العود والربابة. ونقل بعض المترجمين العباسيين عدد من الكتب اليونانية في الموسيقى، فاطلع عليها أرباب هذا الفن ومحبوه، فأصبحت لهم ثقافة موسيقية مستقلة في مبادئ الصوت الفيزيائية والفسيولوجية. هيمنت مصر، وبالتحديد القاهرة، على إنتاج الموسيقى العربية منذ أوائل القرن العشرين، وظهر منها عدد من المطربين المشهورين، وخلال أواخر القرن سالف الذكر أخذت بيروت تظهر على الساحة بوصفها أبرز الأماكن المنتجة للموسيقى العربية التقليدية والحديثة. من الأنماط الموسيقية العربية الشهيرة: الراي الجزائري، الغناوة المغربية، الصوت الكويتي، والجبلي اللبناني. أهمل العرب في بداية عهدهم فن التمثيل، ولم يظهر هذا الأخير في الدول العربية إلا في أوائل القرن العشرين في مصر بدايةً، ثم انتقل إلى كافة الأقطار، غير أن الريادة في هذا المجال لا تزال تحتلها مصر وسوريا، التي برزت على الساحة خلال العقود القليلة الماضية.

### الآداب
إن تاريخ الأدب العربي موغل في القدم، فهو يرجع لحوالي ألفيّ سنة إلى عهد الممالك العربية البائدة، وهو يُقسم إلى ثلاثة أقسام: الأدب الجاهلي الذي كان الشعر أبرز مظاهره، وسماته التغني بالأمجاد والحبيب والبكاء على الأطلال؛ الأدب الإسلامي الذي ظهرت فيه الروايات والقصص التاريخية والخرافية بعد اطلاع العرب على المؤلفات الأجنبية، وتنوعت فيه أشكال الشعر من غزلي وديني وغيره؛ والأدب المعاصر الذي تُرجمت في ظله روايات عالمية إلى اللغة العربية، وابتدع فيه العرب روايات خاصة بهم، وظهرت في ظله مدرسة جديدة هي المدرسة المهجرية أو مدرسة أدب المهجر، التي ظهرت منها أعمال كتبها أدباء وشعراء عرب مهاجرون تغنوا فيها بالوطن الأم، أو تحدثوا عمّا يعصف به من مشاكل.

### حواش
- 1 بعض أتباع الديانات السماوية من غير المسلمين قاطني الوطن العربي يعتبرون أنفسهم من غير العرب، وأن قوميتهم هي ذاتها هويتهم الوطنية. فعلى سبيل المثال يُفضل قسم من الأقباط أن يُعتبر مصريًا فقط، دون أن يكون عربيًا، ويعتبرون اللهجة المصرية لغة خاصة مستقلة أو متفرعة من العربية، أيضًا كان هناك تيّار فكري انتشر في بعض الأوساط المارونية في لبنان، خصوصًا أيام الحرب الأهلية اللبنانية، يفيد بأن اللبنانيين ليسوا عربًا وإنما فينيقيين، وقد أُهمل هذا الفكر مع مرور الوقت، وتراجع تأثيره بعض الشيء. كذلك فإن عدداً من اليهود القاطنين في الوطن العربي يعتبرون أنفسهم من أبناء الأمة اليهودية، وكذلك الحال بالنسبة لبعض الصابئة المندائيين. ومن الجدير بالذكر أن بعض سكّان الوطن العربي من المسلمين يرون أن قوميتهم هي هويتهم القطرية، وهؤلاء غالبًا من الليبراليين. أيضًا هناك قسم من أهل الكتاب القاطنين في الوطن العربي يقولون بانتمائهم إلى الهوية القطرية والهوية القومية العربية بصورة متساوية.
- 2 لا تزال معرفة المؤرخين بأصل العديد من الشعوب الساميّة وتاريخها محدودة، وذلك لأن بعضها انشق عن بعض فيما اختلط بعضها الآخر وتوارث لغة وعادات غيره. فالكلدانيون على سبيل المثال كانوا شعبًا يقطن البلاد المسماة باسمه في جنوب بلاد ما بين النهرين ويخضع لسلطة الآشوريين، وعندما ضعفت مملكة آشور سيطروا عليها وعلى الأراضي الخاضعة لها وورثوا أساليبها وطرق عيشها فكانوا امتدادًا لها، لذلك يُصنّف عدد من المؤرخين الكلدان والآشوريين على أنهم ذات الشعب السامي. أيضًا شكّلت عدّة شعوب قطنت القرن الغربي من الهلال الخصيب الممتد من سفوح جبال آسيا الصغرى في الشمال إلى صحراء سيناء في الجنوب قومية واحدة هي الكنعانية، ومن هذه الشعوب: الأمّوريون، والفينيقيون، والمؤابيون، والآدوميّون، والحاصوريّون، ويذهب بعض المؤرخين إلى اعتبار العبرانيين أنفسهم كنعانيين، وبعضهم الآخر يعتبر الكنعانيين عربًا أو على الأقل ذوي أصول عربية، بما أن أصولهم ترجع إلى شبه الجزيرة العربية التي نزحوا عنها حوالي سنة 3000 ق.م. بحسب أكثر النظريات شيوعًا. كذلك يُصنّف البعض عرب الجنوب، أو الحميريين، على أنهم ذات الشعب كما عرب الشمال، أو العدنانيين، بينما يرفض آخرون هذا التصنيف، بناءً على ما قاله عدد من المؤرخين واللغويين والعلماء العرب قديمًا، وأبرزهم أبو عمرو بن العلاء: «ما لسانُ حِمْير وأقاصي اليمن لساننا، ولا عربيتهم عربيتنا، فكيف بها على عَهْدِ عاد وثمود مع تَدَاعيه ووَهْنِه؟»، وقال أيضًا: «العربُ كلّها ولدُ إسماعيل إلا حِمْير وبقايا جُرهم».
- 3 نشبت معركة كركر على نهر العاصي شمالي حمص في عام 854 ق.م بين الآشوريين بقيادة شلمنصّر الثالث، وبين حلف مكوّن من ملكيّ حماة ودمشق أرخوليني الآرامي وحدد عازار، وساندهما جنود من كيليكيا وفينيقيا وعمّون، مع ألف جمل عربي.
- 4 ترجمة النص باللغة العربية المعاصرة: «هذا قبر امرئ القيس بن عمرو ملك العرب كلهم، الذي تقلد التاج وأخضع قبيلتي أسد ونزار وملوكهم وهزم مذحج وقاد الظفر إلى أسوار نجران مدينة شمر وأخضع معدا واستعمل بنيه على القبائل ووكلهم فرسانًا للروم فلم يبلغ ملك مبلغه إلى اليوم. توفي سنة 223 في السابع من أيلول. وُفِّقَ بنوه للسعادة». ومن الجدير بالذكر أن عام 223 المذكور هو بتقويم بصرى، ويوافق سنة 328 ميلادية، ويبدو أن امرأ القيس يقصد بأنه ملك الأعراب؛ أي القبائل التي كانت تقطن البادية، ولم يرد بها البدو والحضر.
- 5 ورد في أحد النقوش الآشورية أن الملك تغلات بلاصر الثالث (745 – 727ق.م) سيطر على عدد من القبائل والمدن، ومن بينها سبأ، وأن هذه الأماكن تقع إلى أقصى الغرب بالنسبة لآشور، وتضع سبأ في ترتيبها بعد تيماء، ما يوحي بأن المقصود هو مستوطنات سبئية تقع في الشمال، كما ورد في عدد من النقوش المعينية، في العُلا في شمالي شبه الجزيرة العربية وفي الجوف في القسم الشمالي منها، ما يشير إلى قيام عدد من المستوطنات المعينية في هاتين المنطقتين.
- 6 كانت اليمن في بداية القرن السادس الميلادي أرضًا خصبة لامتداد النفوذ البيزنطي - الفارسي إليها. ففي الوقت الذي كانت فيه القسطنطينية تعزز تحالفها مع الحبشة بعد تحوّل ملوكها إلى المسيحية، وتساند نفوذ المسيحيين في اليمن، كان الفرس يتطلعون إلى التعامل مع اليهود والمذاهب المسيحية المناهضة للبيزنطيين، مثل النسطورية. واستطاع اليهود أن يحكموا اليمن طيلة القرن الخامس الميلادي، وتوغلوا في أجهزة الدولة الحميرية وبخاصة المالية، وسيطروا على المراكز المهمة، وكان جميع ملوك حمير، منذ تبان أسعد أبي كرب وحتى عهد مرثد إلن (495م)، متهودين باستثناء عبد كلال بن مثوب، ويتصلون اتصالاً وثيقًا بيثرب، مركز اليهود الأقوى في شبه الجزيرة العربية. ولكن النفوذ اليهودي أخذ ينحسر أمام تعاظم النفوذ المسيحي بدعم من الأحباش، حتى أضحى النصارى الحكّام الحقيقيين في عهد الملك «معديكرب ينعم». وعندما وصل ذو نواس إلى العرش، اعتنق اليهودية كي يحارب بها المسيحية السياسية التي كانت تتمثل بالحبشة وحليفتها الإمبراطورية البيزنطية، فاضطهد المسيحيين وأزال جماعات كاملة منهم من العاصمة ظفار ومن السواحل، ولعلّه شعر أن هجومًا حبشيًا على بلاده كان على وشك أن يقع، فأراد استباق هذا الحدث بضربة وقائية، فهاجم نجران، وخيّر أهلها بين اعتناق الدين اليهودي أو الحرق بالنار، ففضل معظمهم الموت في سبيل إيمانهم، فحفر أخاديد في الأرض وأحرقهم فيها مع أناجيلهم، وقد ذُكرت هذه الحادثة في القرآن بسورة البروج: ﴿قُتِلَ أَصْحَابُ الْأُخْدُودِ ۝٤ النَّارِ ذَاتِ الْوَقُودِ ۝٥ إِذْ هُمْ عَلَيْهَا قُعُودٌ ۝٦ وَهُمْ عَلَى مَا يَفْعَلُونَ بِالْمُؤْمِنِينَ شُهُودٌ ۝٧ وَمَا نَقَمُوا مِنْهُمْ إِلَّا أَنْ يُؤْمِنُوا بِاللَّهِ الْعَزِيزِ الْحَمِيدِ ۝٨﴾ [البروج:4–8].
- 7 سُمي بآكل المرار تشبيهًا بالجمل الذي يزبد فمه بعد أكل نبات المرار، والمرار عشب إذا أكلته الإبل قلّصت مشافرها فبدت أسنانها. وفي رواية أنه سُمي بآكل المرار لأنه لما أتاه الخبر بأن الحارث بن جبلة كان نائمًا في حِجر امرأته هند، جعل يأكل المرار من الغيظ وهو لا يدري. ويُقال، بل قالت هند للحارث وقد سألها: «ما ترين حُجرًا فاعلاً؟»، قالت: «كأنك به قد أدركك في الخيل وهو كأنه بعير قد أكل المرار».

## وصلات خارجية
- قراءة في كتاب الأوليات: العرب والعاربة والمستعربة.
- الموقع الرسمي لجامعة الدول العربية.
- موقع العرب أونلاين، موقع إخباري عن العرب والعالم العربي.
- عرب الهولة: تاريخ العرب في جنوب إيران.